# Primeln
Die Primeln (Primula) sind eine Pflanzengattung innerhalb der Familie der Primelgewächse (Primulaceae). Die etwa 500 Arten sind hauptsächlich auf der Nordhalbkugel weitverbreitet. Der deutschsprachige Trivialname Schlüsselblumen für einzelne Arten kommt von der Ähnlichkeit des Blütenstandes weniger Arten mit einem Schlüsselbund.

## Beschreibung

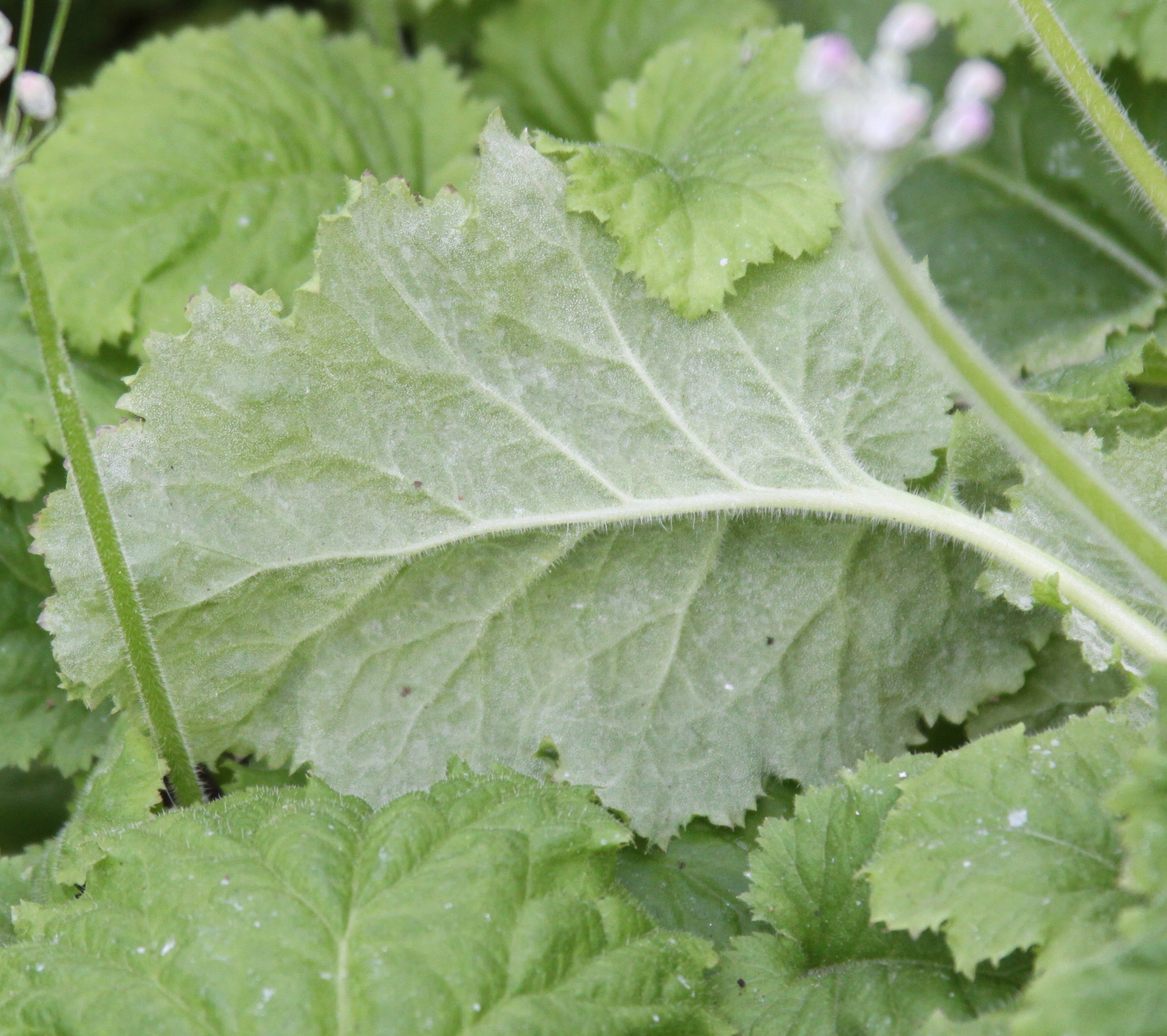
Blattunterseite mit Trichomen der Flieder-Primel (Primula malacoides)

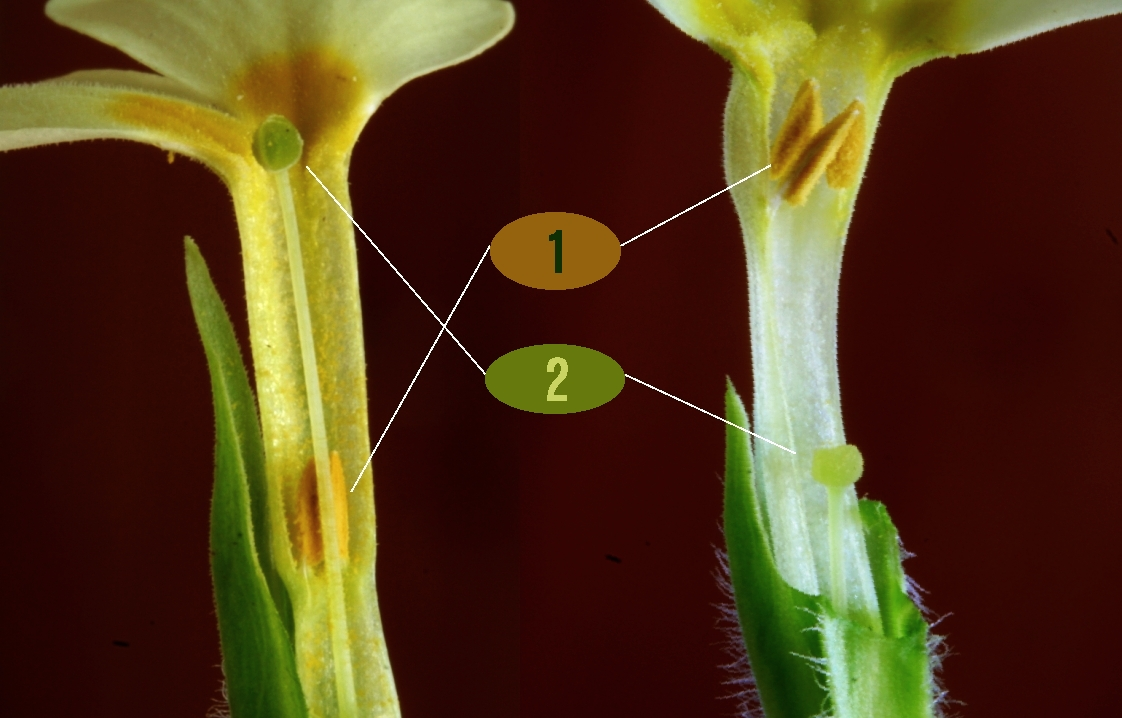
Heterostylie bzw. Distylie bei Primula vulgaris

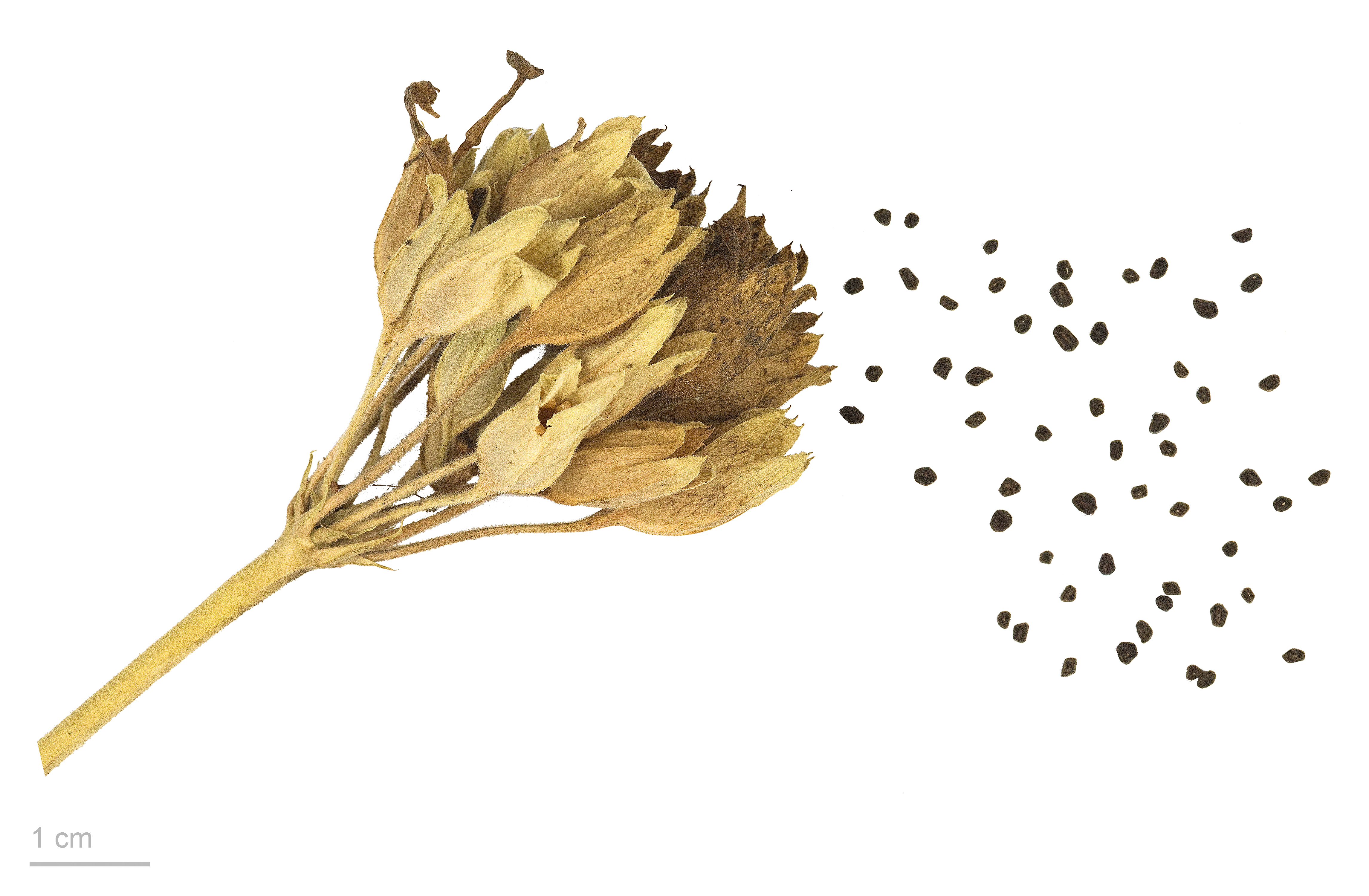
Fruchtstand mit Kapselfrüchten und Samen der Echten Schlüsselblume (Primula veris)

### Erscheinungsbild und Wurzeln
Primula-Arten wachsen als meist sommergrüne ausdauernde, selten einjährige, krautige Pflanzen. Oft werden als Überdauerungsorgane Rhizome gebildet. Die Wurzeln sind faserig. Nur Primula suffrutescens ist immergrün, verholzt etwas und bildet Matten. Wenige Arten bilden Stolonen (Primula nutans). Einige Arten sind mehr oder weniger sukkulent. Die oberirdischen Pflanzenteile können behaart oder unbehaart sein, oft sind sie mehlig bestäubt.

### Blätter
Die in grundständigen Rosetten angeordneten Laubblätter können einen undeutlichen, manchmal geflügelten Blattstiel besitzen. Die einfache Blattspreite ist lineal, breit lanzettlich, verkehrt-lanzettlich, länglich-verkehrt-eiförmig, rhombisch, elliptisch, keilförmig oder spatelförmig mit angeschrägtem oder gerundetem und abrupt sich verschmälerndem Spreitengrund und gezähnter, spitzer, stumpfer, gerundeter oder spatelförmiger Spreitenspitze. Die Blattränder sind ganz bis gezähnt. Die Blattflächen sind meist kahl oder besitzen selten einfache Haare (beispielsweise bei Primula veris).

### Blütenstände und Blüten
Es werden meist unbeblätterte, mehr oder weniger lange aufrechte bis aufsteigende Blütenstandsschäfte gebildet. Die Blüten stehen selten einzeln, meist zu 2 bis mehr als 25 in einfachen oder zusammengesetzten, oft doldigen, manchmal traubigen oder rispigen, manchmal fast kopfigen Blütenständen zusammen. Es sind ein bis fünf Tragblätter vorhanden. Die Blütenstiele können aufrecht, abstehend, gekrümmt, gebogen, leicht zurückgekrümmt oder nickend sein.
Die zwittrigen Blüten sind radiärsymmetrisch und meist fünfzählig mit doppelter Blütenhülle. In der Sektion Dodecatheon gibt es vierzählige Arten. Die meist fünf grünen, kahlen oder weich bis flaumig behaarten Kelchblätter sind breit glockenförmig bis zylindrisch oder krugförmig verwachsen. Der Kelch ist mehr oder weniger fünfkantig und kann schwach gekielt sein. Die fünf Kelchzähne sind gleich bis halb so lang wie die Kelchröhre. Die meist fünf Kronblätter sind röhrig bis glockenförmig verwachsen. Die fünf ganzrandigen Kronzipfel, die nur bei der Sektion Dodecatheon zurückgebogen sind, besitzen die gleiche bis doppelte Länge der Kronröhre; ihr oberes Ende ist meist gerundet. Die Farbe der Kronblätter reicht von lavendelfarben, magentarot, rosafarben bis violett, selten rot und von weiß bis gelb.
Es ist nur der innere Kreis mit meist fünf Staubblättern vorhanden. Die Staubfäden sind meist frei, nur in der Sektion Dodecatheon gibt es Arten, bei denen sie zu einer Röhre verwachsen sind. Außer in der Sektion Dodecatheon überragen die Staubblätter die Blütenkrone nicht. Der Fruchtknoten ist oberständig. Es liegt oft Heterostylie vor – die Blüten unterscheiden sich dabei durch die Länge des Griffels und die Lage der Staubbeutel. Manchmal liegt Homostylie vor.

### Früchte und Samen
Die kugeligen, zylindrischen oder ellipsoiden bis eiförmigen, meist fünfklappigen Kapselfrüchte öffnen sich bei Reife bis zu einem Drittel ihrer Länge und enthalten meist viele (10 bis über 100) Samen. Die braunen Samen sind eiförmig bis länglich, etwas vierkantig mit netzartiger oder blasiger Oberfläche.

### Chromosomenzahlen
Die Chromosomengrundzahl beträgt x = (8), 9, (10), 11, (12) oder bei der Sektion Dodecatheon 22.

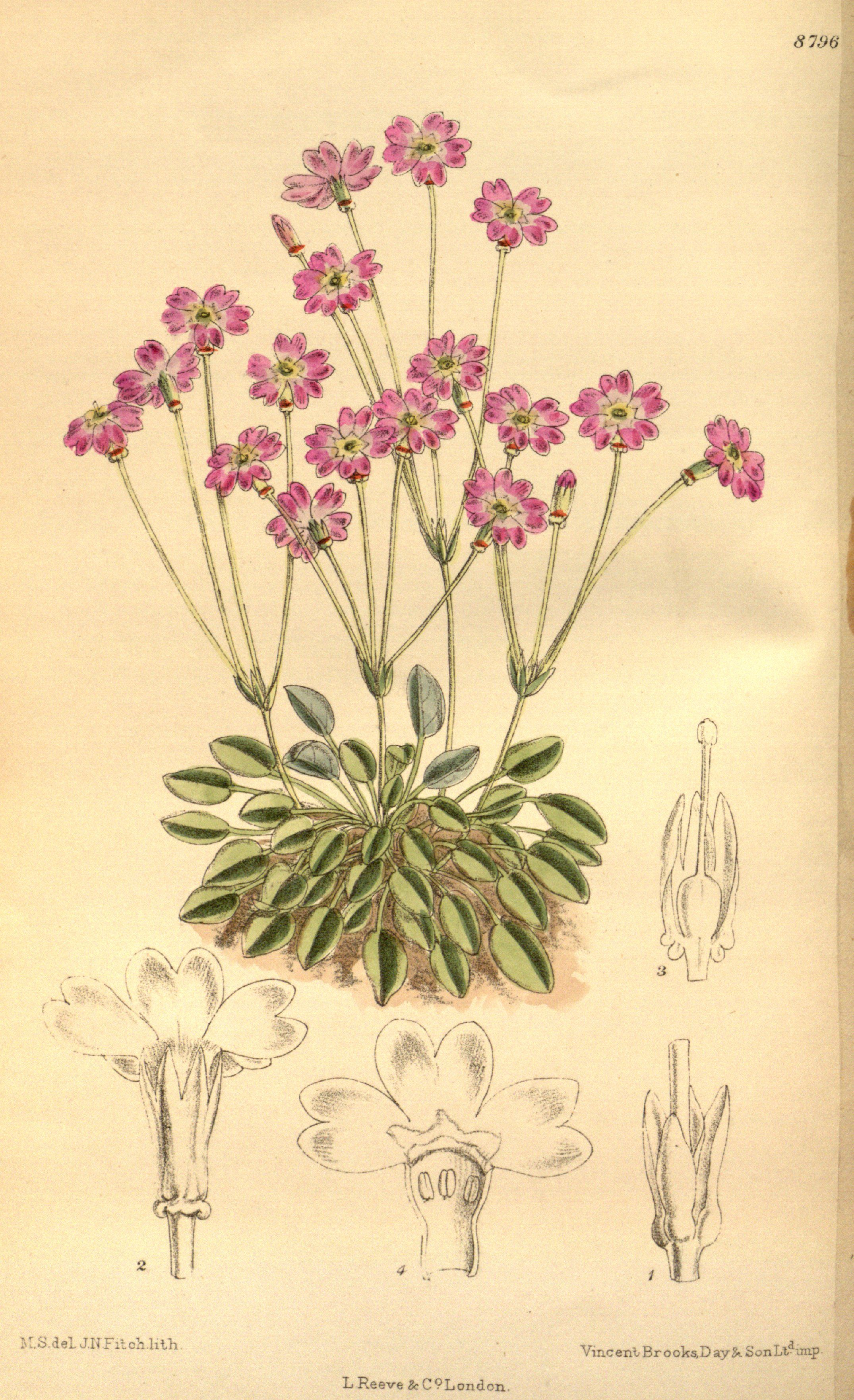
Illustration von Sektion Armerina: Primula tibetica

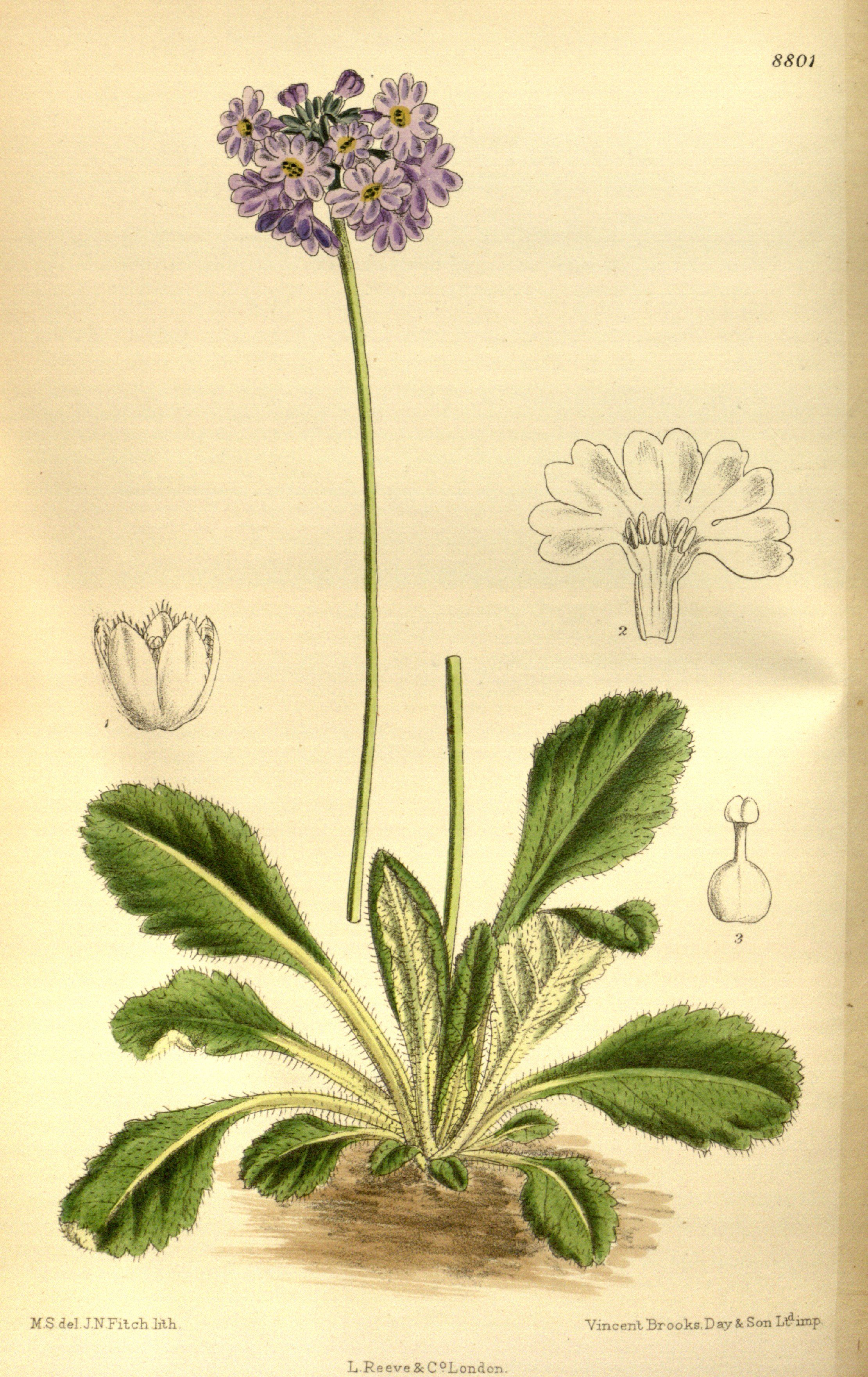
Illustration von Sektion Muscarioides: Primula bellidifolia

## Lebensräume und Ökologie

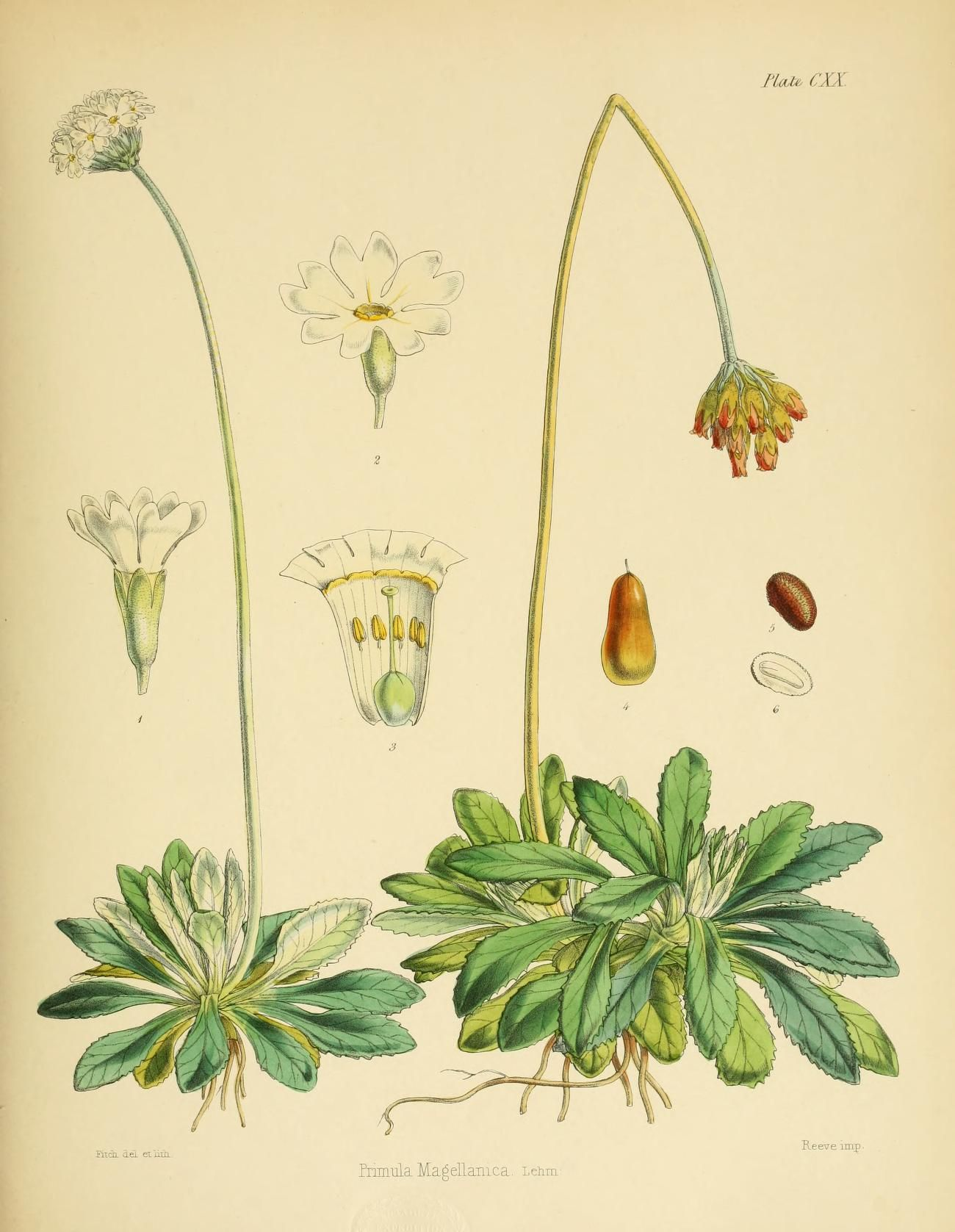
Illustration von Sektion Aleuritia: Primula Primula magellanica

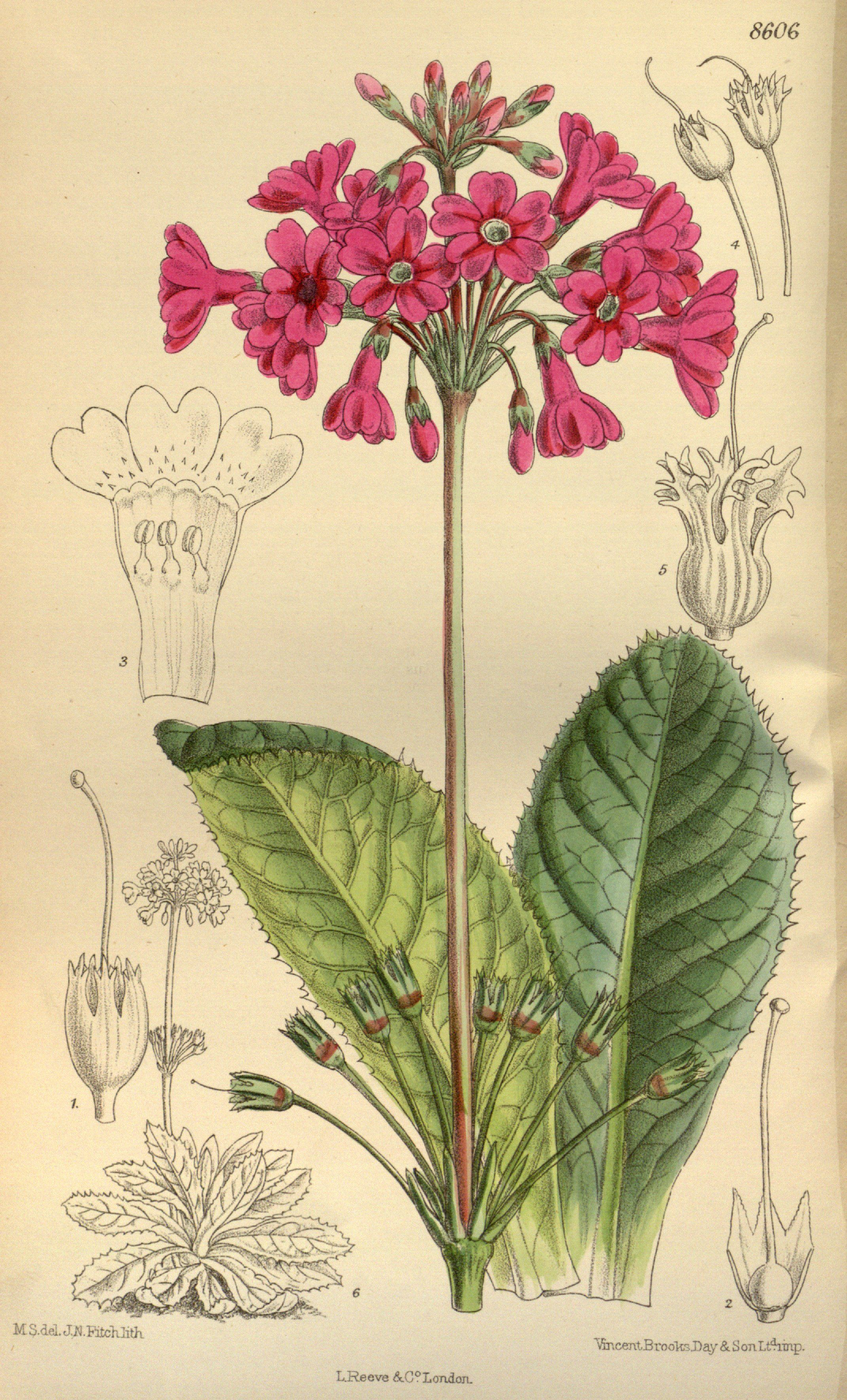
Illustration von Sektion Proliferae: Primula miyabeana

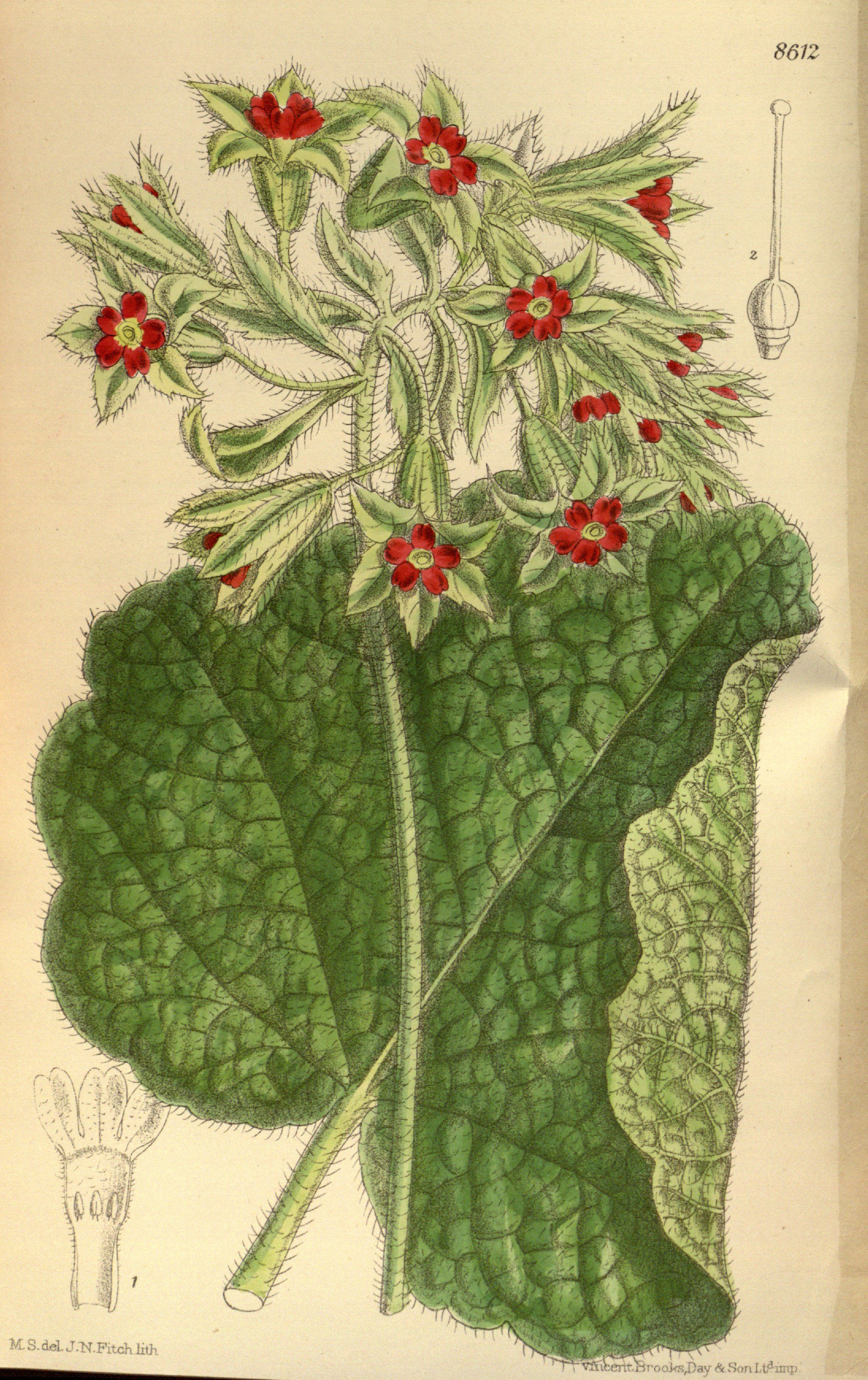
Illustration von Sektion Pycnoloba: Primula pycnoloba

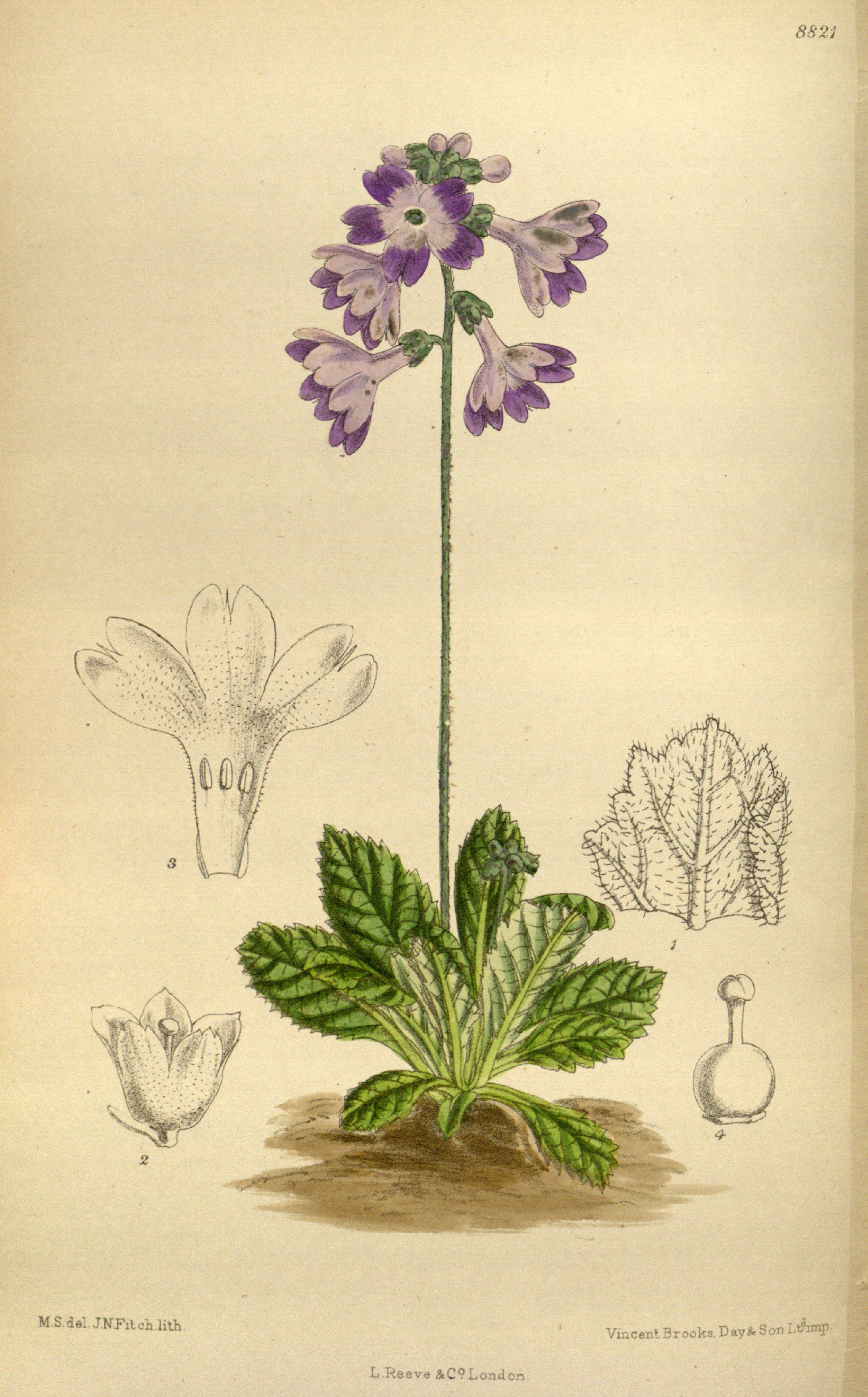
Illustration von Sektion Soldanelloides: Primula spicata

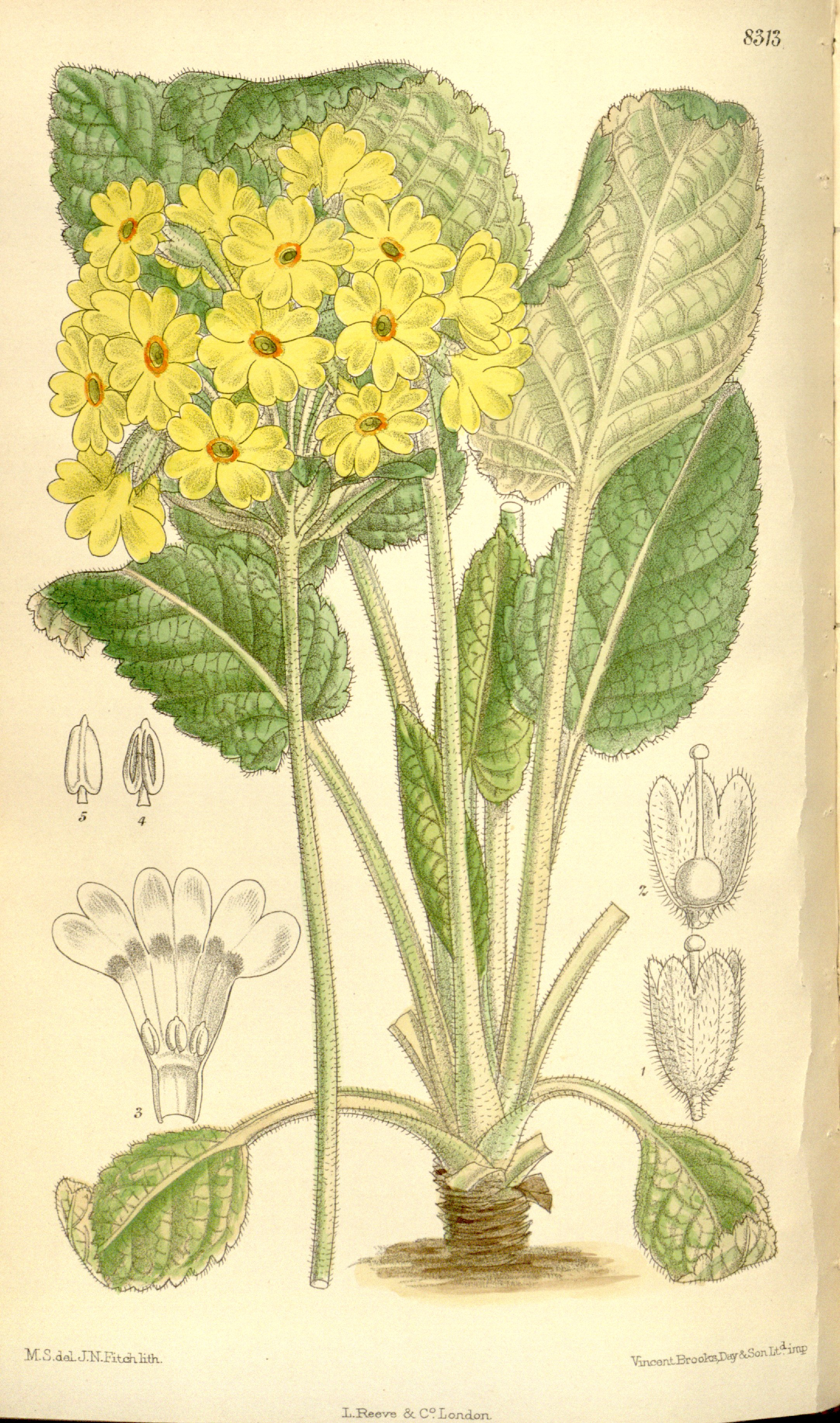
Illustration von Sektion Bullatae: Primula forrestii

Die Gattung Primula ist mit etwa 500 Arten, die artenreichste der Familie Primulaceae. Etwa 80 % der Primula-Arten kommen in der Sino-Himalaja-Region vor, etwa 60 % davon auf dem Qinghai-Tibet-Plateau. Die meisten Primula-Arten gedeihen in humiden bis moderaten Klimagebiet der Nordhalbkugel und in gemäßigten bis arktischen Klimagebieten. Nur wenige Arten kommen in afrikanischen Gebirgen (Äthiopien), im tropischen Asien (Java sowie Sumatra) oder Südamerika vor. Lebensräume sind dabei vor allem Wälder, Grasfluren, alpine Rasen, nivale sowie Gras-Tundren. Es gibt mehrere Zentren der Artenvielfalt: der östliche Himalaya sowie die chinesische Provinz Yunnan, Westasian mit dem Kaukasus, die europäischen Gebirge mit den Pyrenäen über die Alpen bis zu den Karpaten, die Gebirge Ostasiens und die Gebirge des westlichen Nordamerikas. Die meisten Primula-Arten sind ausdauernde, seltener ein- bis zweijährige krautige Pflanzen mit kurzen Wurzeln und Blattrosetten.
Bei vielen Arten der Gattung Primula s. str. liegt Heterostylie vor. Homostylie kommt in wenigen Verwandtschaftsgruppen innerhalb der Gattung Primula s. l. vor. Bei den distylen Arten gibt es jeweils zwei Blütentypen. Bei dem einen Blütentyp ist der Griffel lang, die Narben liegen deutlich über den Staubbeuteln, beim anderen Blütentyp sind Griffel kurz und die Narben liegen deutlich unter den Staubbeuteln, die viel höher innerhalb der Kronröhre positioniert sind. Die Wahrscheinlichkeit der Fremdbestäubung wird dadurch wesentlich erhöht. Dies hatte schon Charles Darwin 1862 in On the two forms, or dimorphic condition, in the species of Primula, and on their remarkable sexual relations. in Journal of the Linnean Society (Botany), Volume 6, S. 77–96 erörtert. Über das Bestäubungssyndrom und den Ploidiegrad in der Gattung Primula siehe auch Guggisberg et al. 2006.

## Systematik und Verbreitung

### Taxonomie
Die Gattung Primula wurde durch Carl von Linné in Species Plantarum, Tomus I, 1753, S. 142 und in Genera Plantarum, 5. Auflage, S. 70 aufgestellt. Der Gattungsname Primula lässt sich mit ‚Erstlingsblume‘ übersetzen (lateinisch prima‚ die Erste‘), das weist auf die frühe Blütezeit hin. Als Lectotypus-Art wurde 1913 Primula veris L. durch Nathaniel Lord Britton und Addison Brown in An illustrated flora of the northern United States, Canada and the British possessions: from Newfoundland to the parallel of the southern boundary of Virginia, and from the Atlantic Ocean westward to the 102d meridian, ed. 2, Volume 2, S. 708 festgelegt.
Synonyme für Primula L. sind: Aretia Link, Cortusa L., Dionysia Fenzl, Dodecatheon L., Sredinskya (Stein) Fed.

### Botanische Geschichte
Die erste Monographie der Gattung Primula war Johann Georg Christian Lehmann: Monographia generis Primularum, Lipsiae, 1817. Die nächste wichtig Veröffentlichung war von Ferdinand Albin Pax und Reinhard Gustav Paul Knuth: Primulaceae. In: Heinrich Gustav Adolf Engler (Hrsg.): Das Pflanzenreich, Band IV, 237, Berlin, 1905, S. 1–386. Seit Linné 1753 die ersten sieben Primula-Arten mit binomischen Namen veröffentlicht hat, wurden 1356 Artnamen veröffentlicht. Die Gattung Primula s. str. hat 2006 430 akzeptierte Arten enthalten.
Die Gattung Primula wurde mehrfach neu gegliedert, beispielsweise durch Wendelbo 1961 mit sieben Untergattungen, diese Systematik wurde durch Richards 1993 mit sechs Untergattungen etwas verändert. Hu und Kelso 1996 stellten die chinesischen Primula-Arten in 24 Sektionen. Bis dahin erfolgte die Darstellungsversuche der Verwandtschaft nur mit morphologischen Merkmalen. Molekulargenetische Daten zeigen, dass die natürlichen Verwandtschaftsverhältnisse teilweise anders sind. Auch 2018 gibt es in vielen Bereichen noch Unklarheiten und weitere Untersuchungen unter Einbeziehung von noch mehr Arten sind erforderlich.

### Äußere Systematik
Die Gattung Primula gehört zur Unterfamilie Primuloideae innerhalb der Familie Primulaceae. Zur Unterfamilie Primuloideae gehören auch Androsace L. (Syn.: Douglasia, Vitaliana), Bryocarpum Hook. f. & Thomson, Hottonia Boehr. ex L., Kaufmannia Regel, Omphalogramma Franch., Pomatosace Maxim., Soldanella L.

### Innere Systematik und Verbreitung
Primel-Arten sind auf der gesamten Nordhalbkugel verbreitet. Die Flora of China 1996 listet etwa 300 Arten, dies bedeutet, dass über die Hälfte aller Arten der Gattung Primula s. str. in China vorkommen. Die Flora of North America 2009 listet etwa 20 Arten.

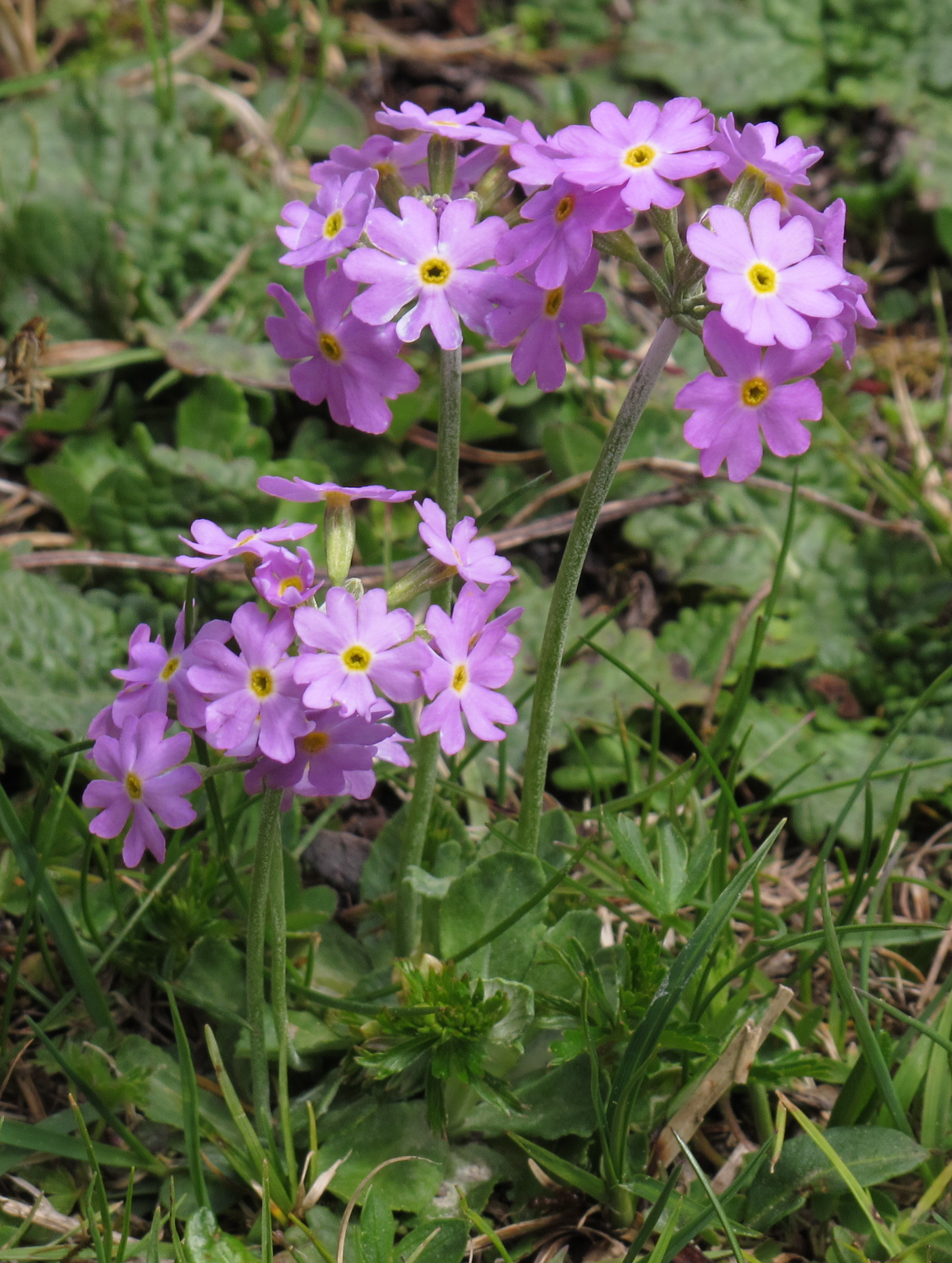
Sektion Aleuritia: Mehlprimel (Primula farinosa)

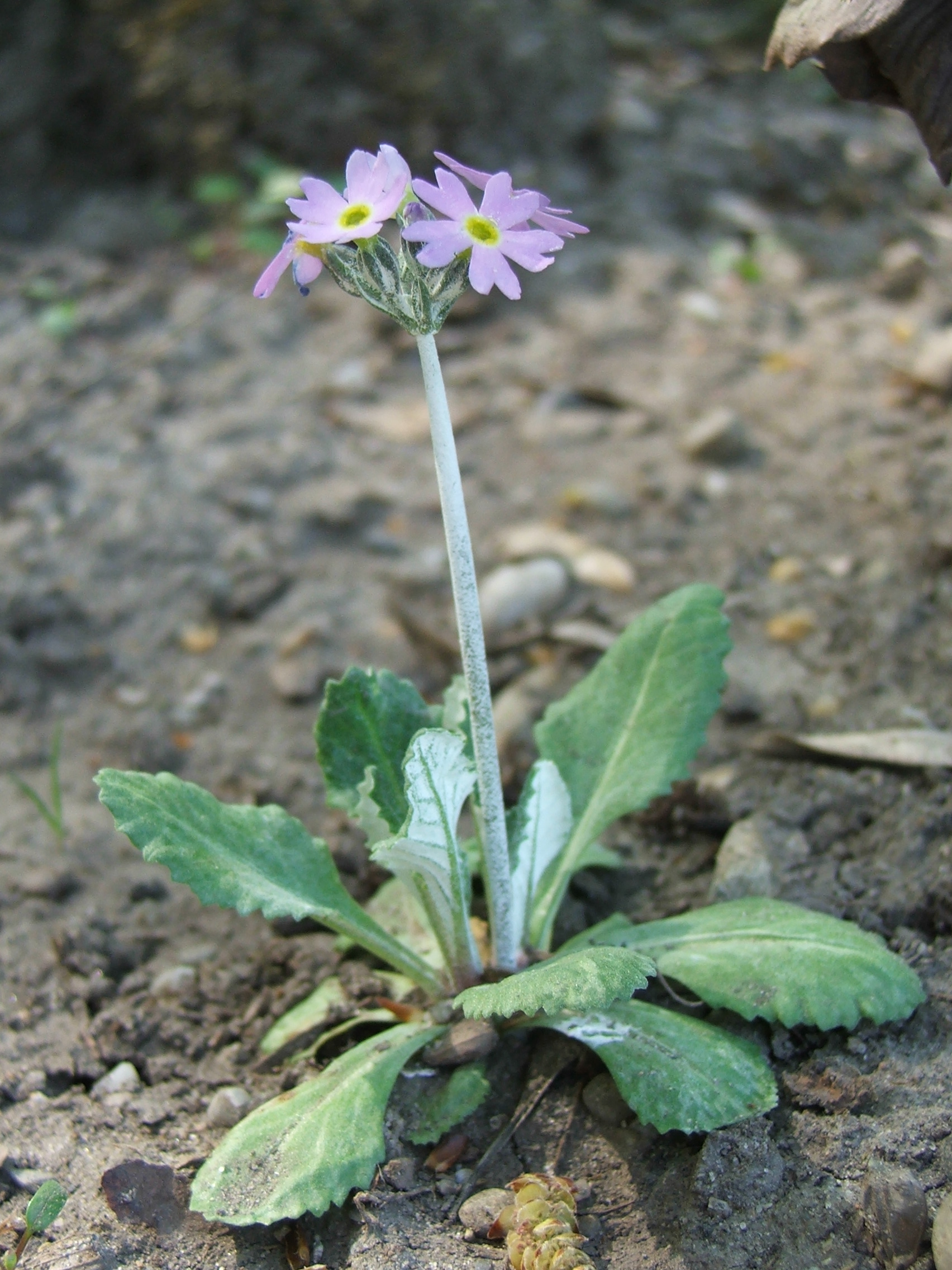
Sektion Aleuritia: Primula laurentiana

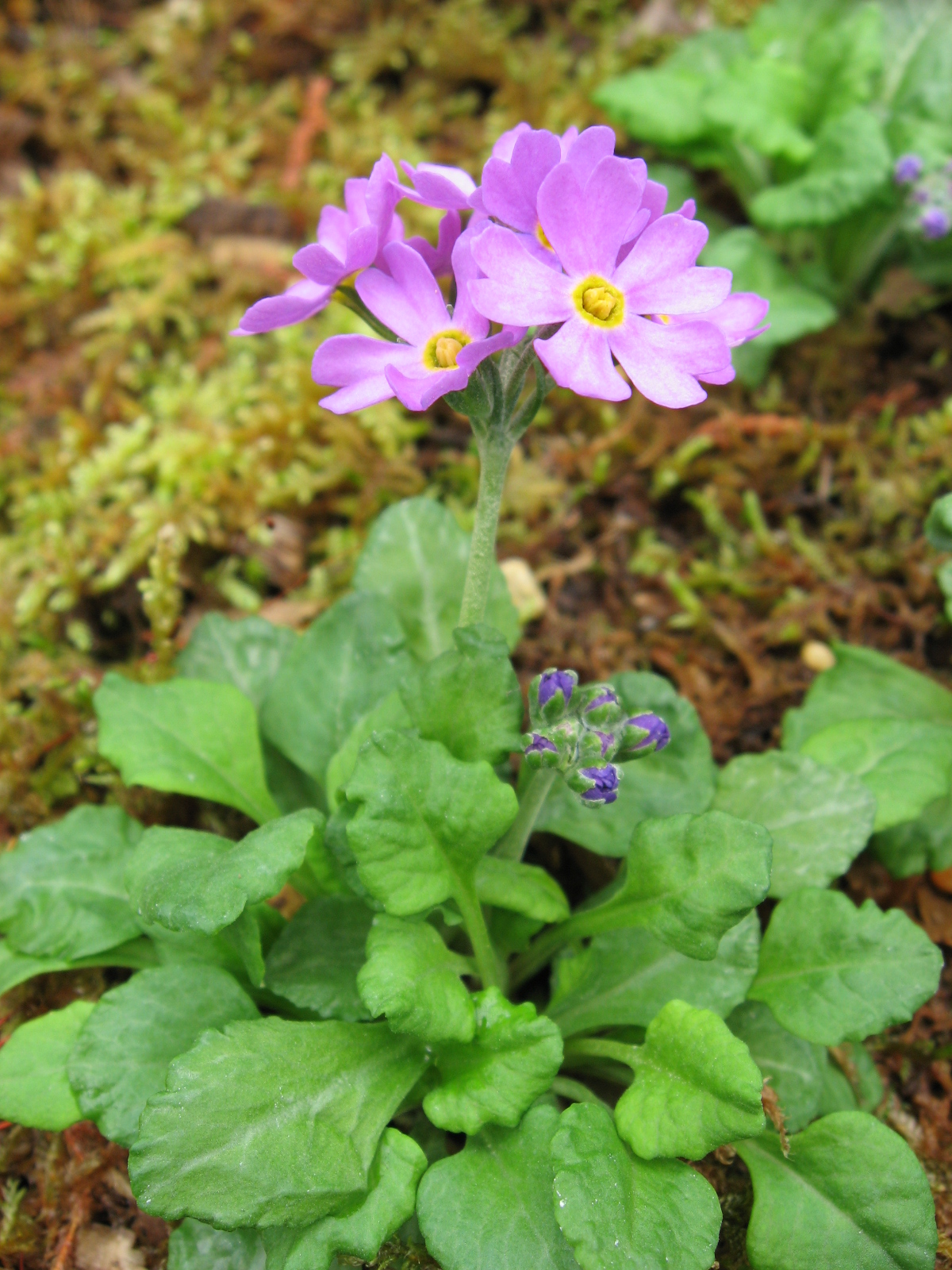
Sektion Aleuritia: Eine Varietät von Primula modesta: Primula modesta var. fauriei

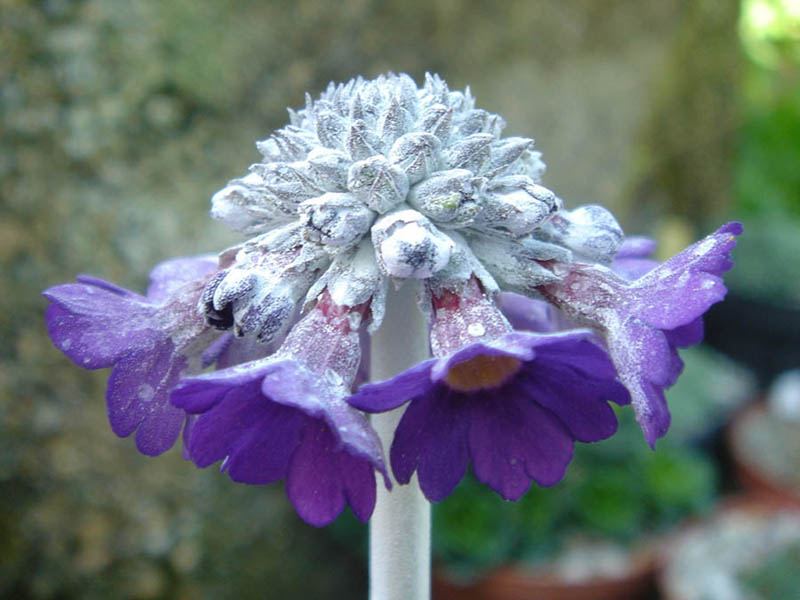
Sektion Capitatae: Blütenstand der Kopf-Primel (Primula capitata)

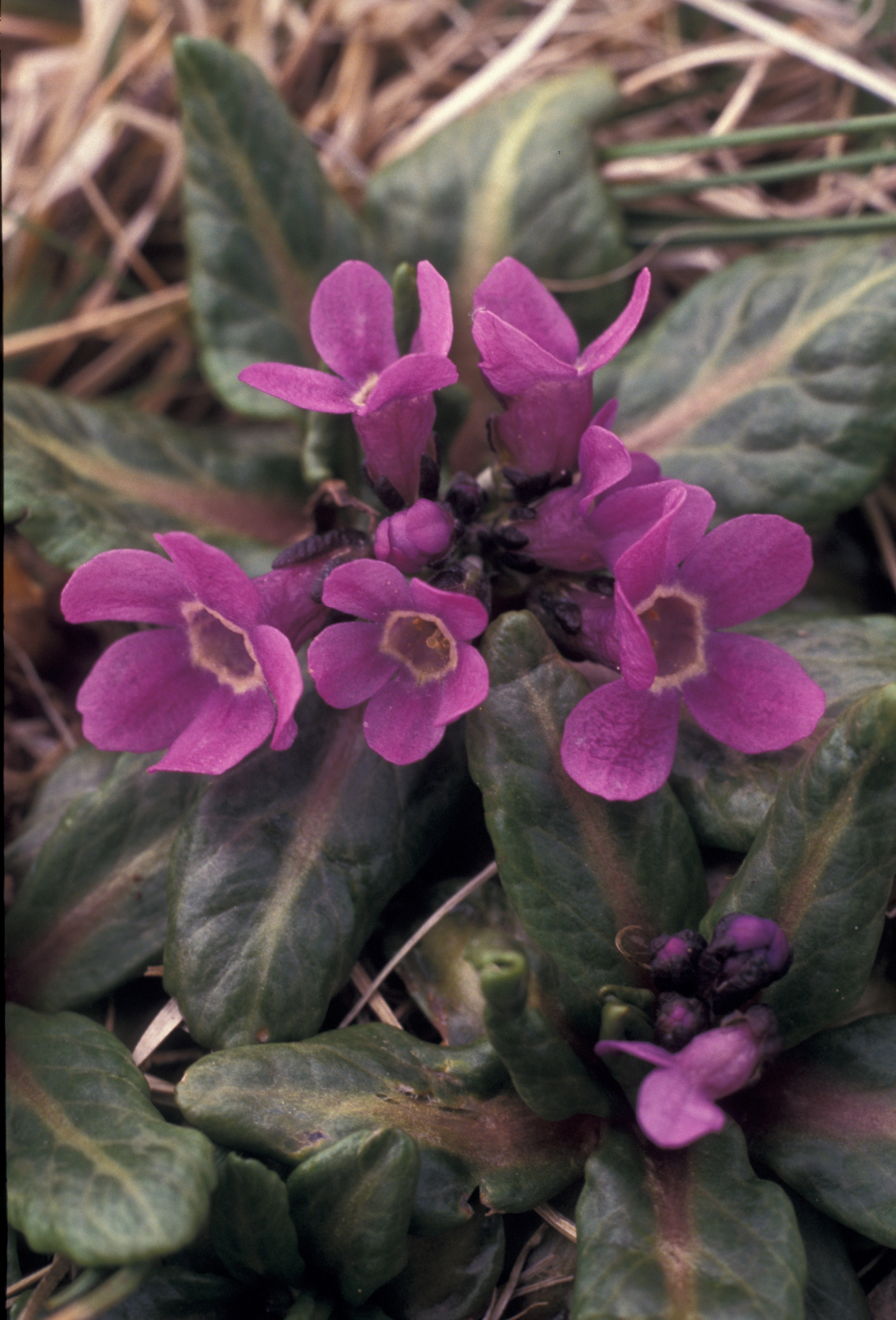
Sektion Crystallophlomis: Primula tschuktschorum

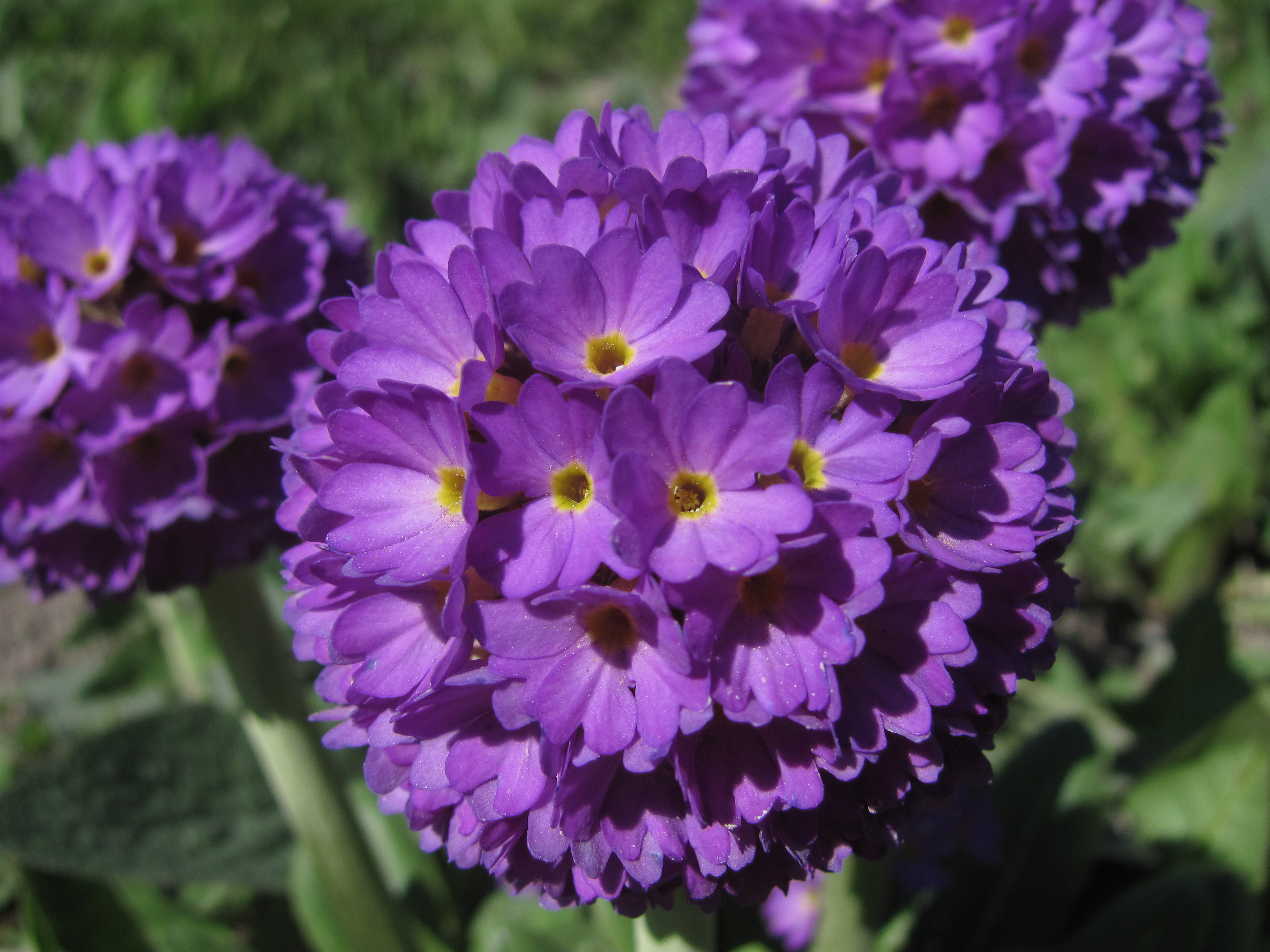
Sektion Denticulata: Blütenstand der Kugel-Primel (Primula denticulata)

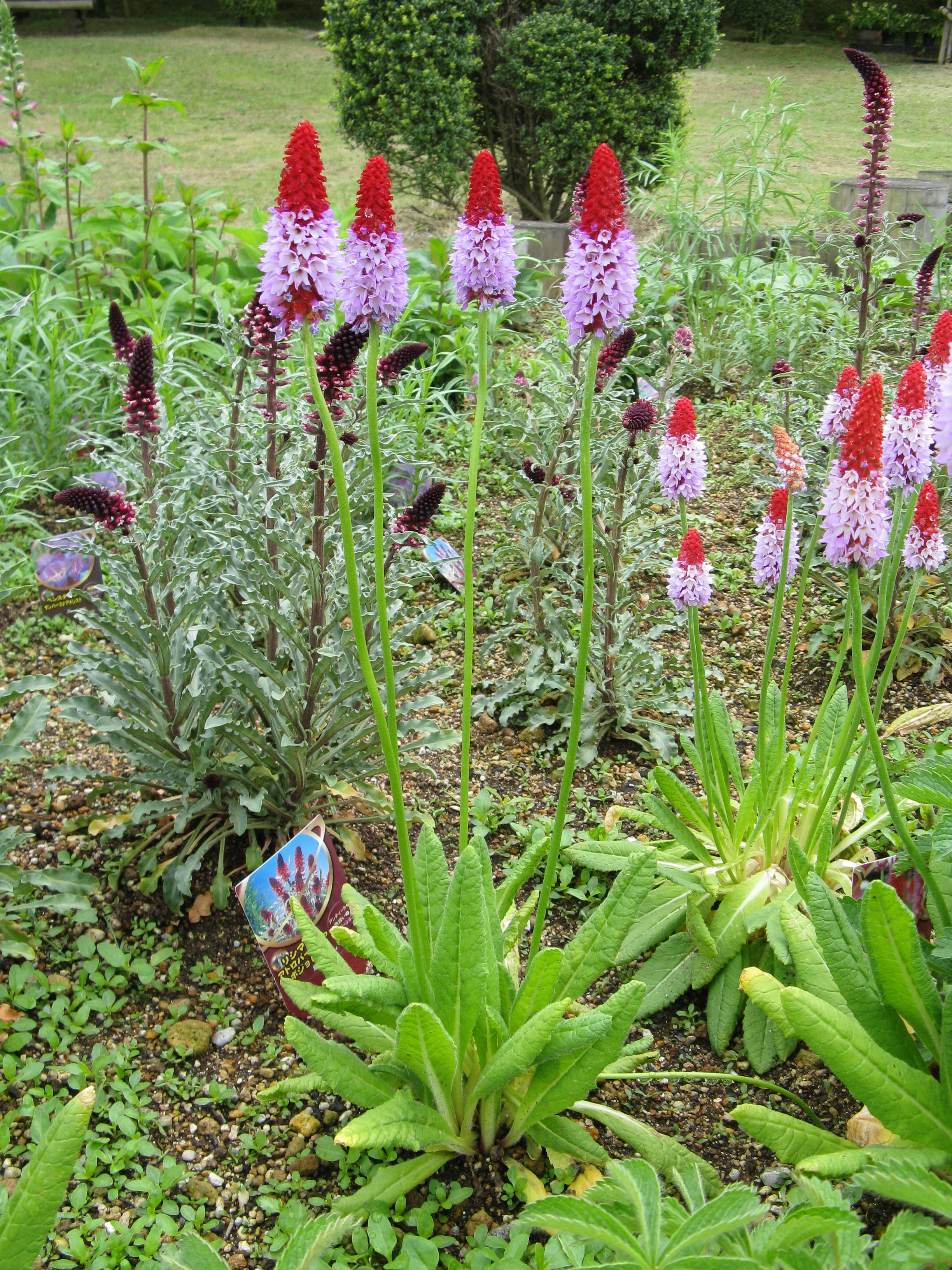
Sektion Muscarioides: Orchideen-Primel (Primula vialii)

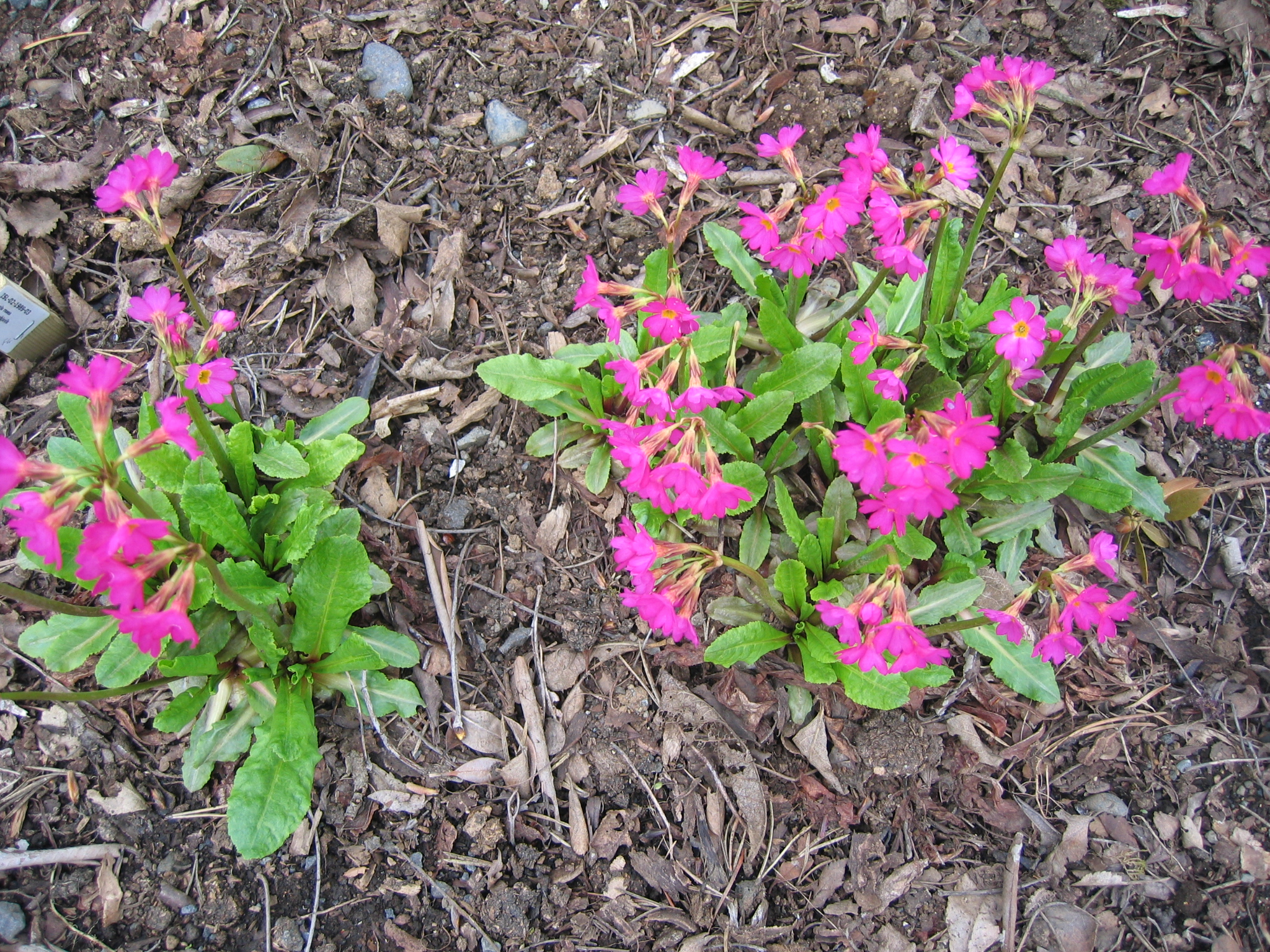
Sektion Oreophlomis: Sumpf-Primel (Primula rosea)

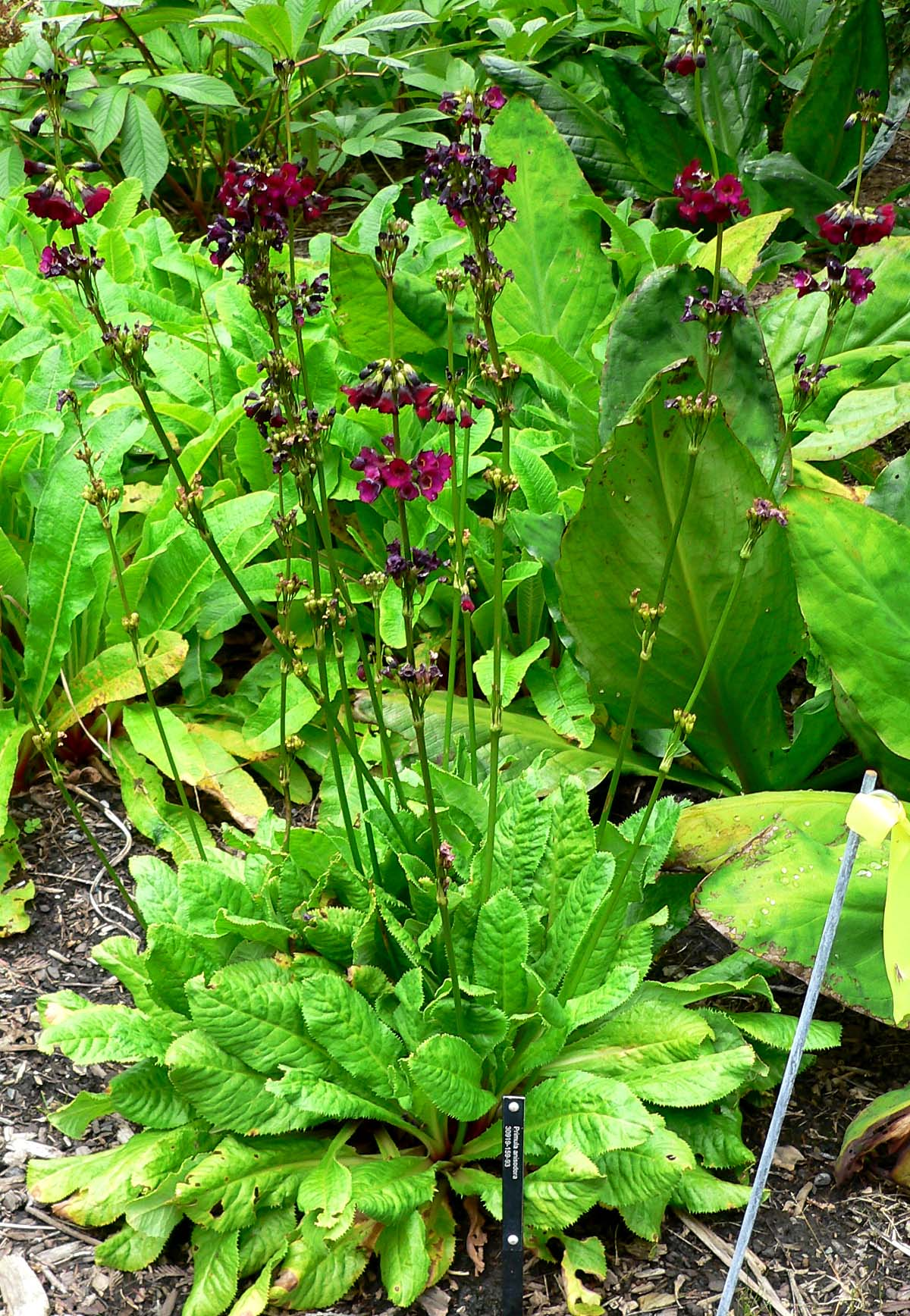
Sektion Proliferae: Primula anisodora

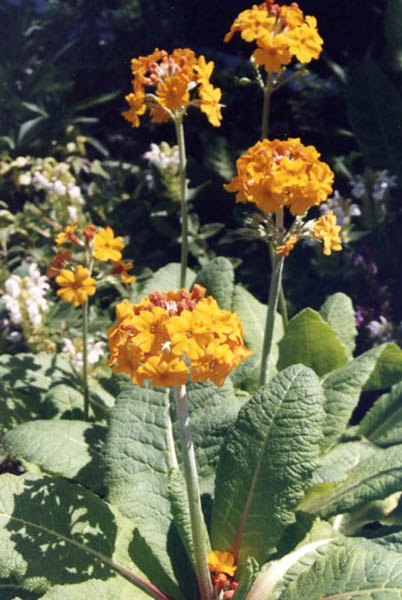
Sektion Proliferae: Bulley-Primel (Primula bulleyana)

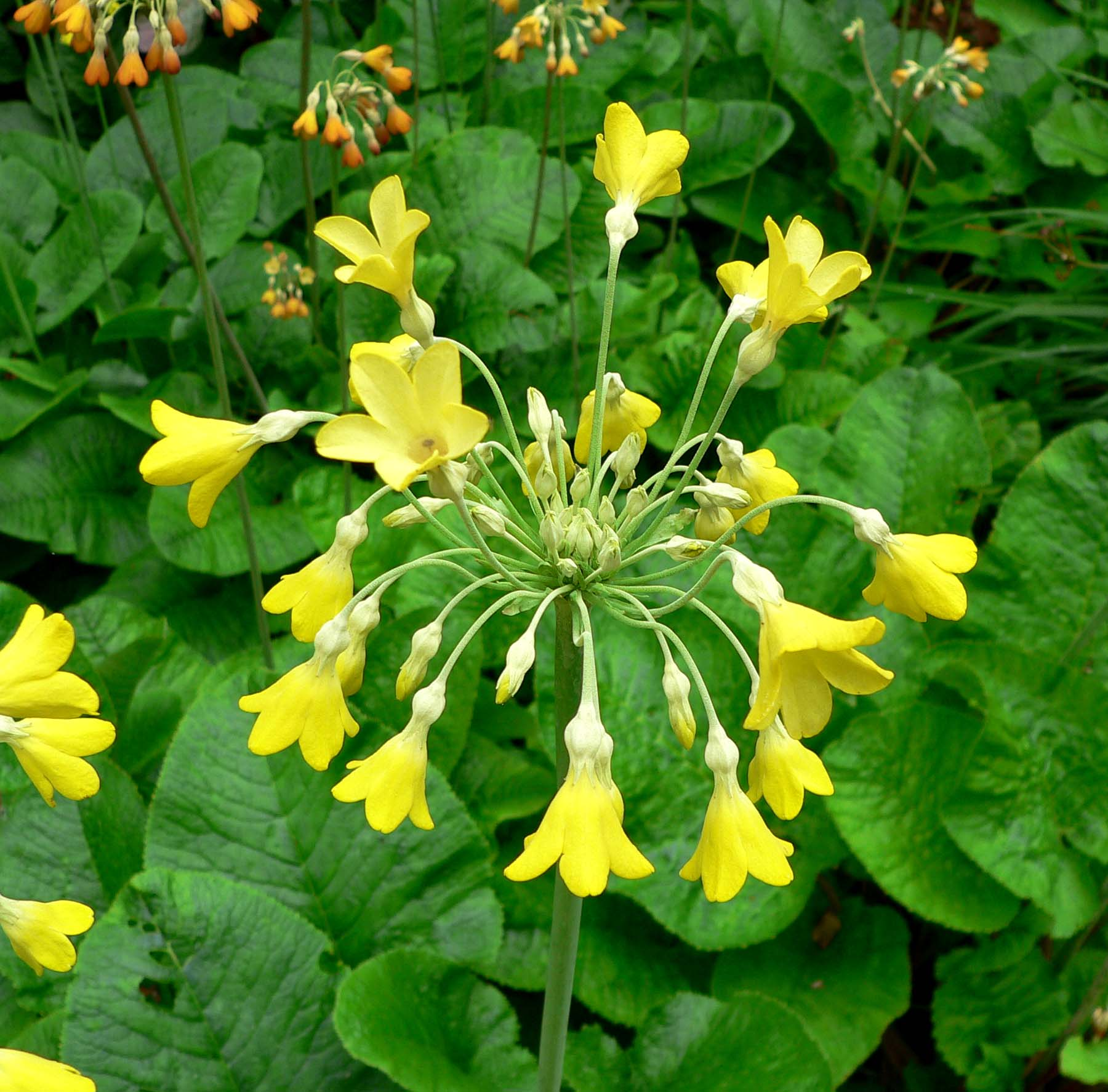
Sektion Sikkimensis: Tibet-Primel (Primula florindae)

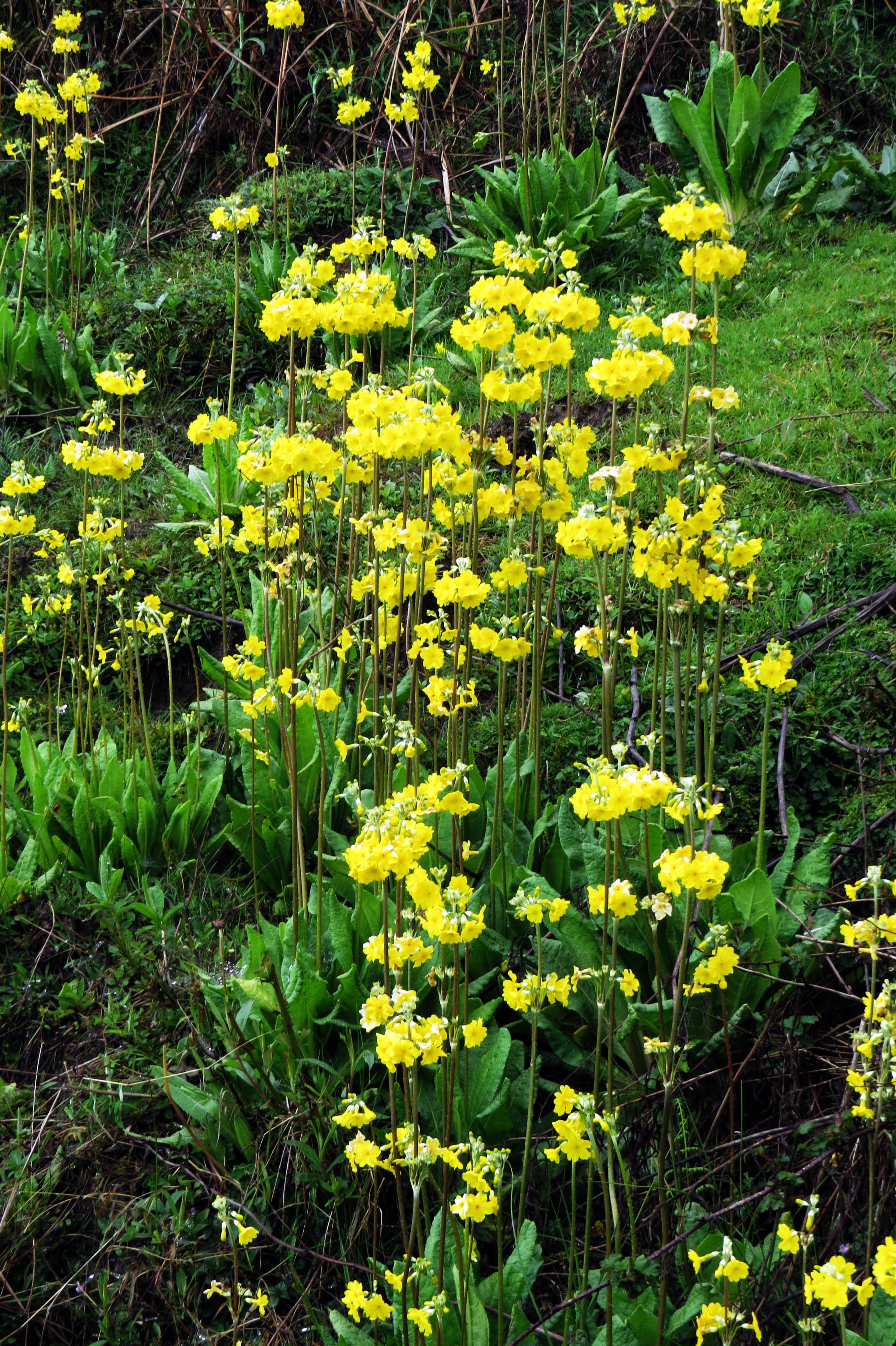
Sektion Sikkimensis: Primula sikkimensis

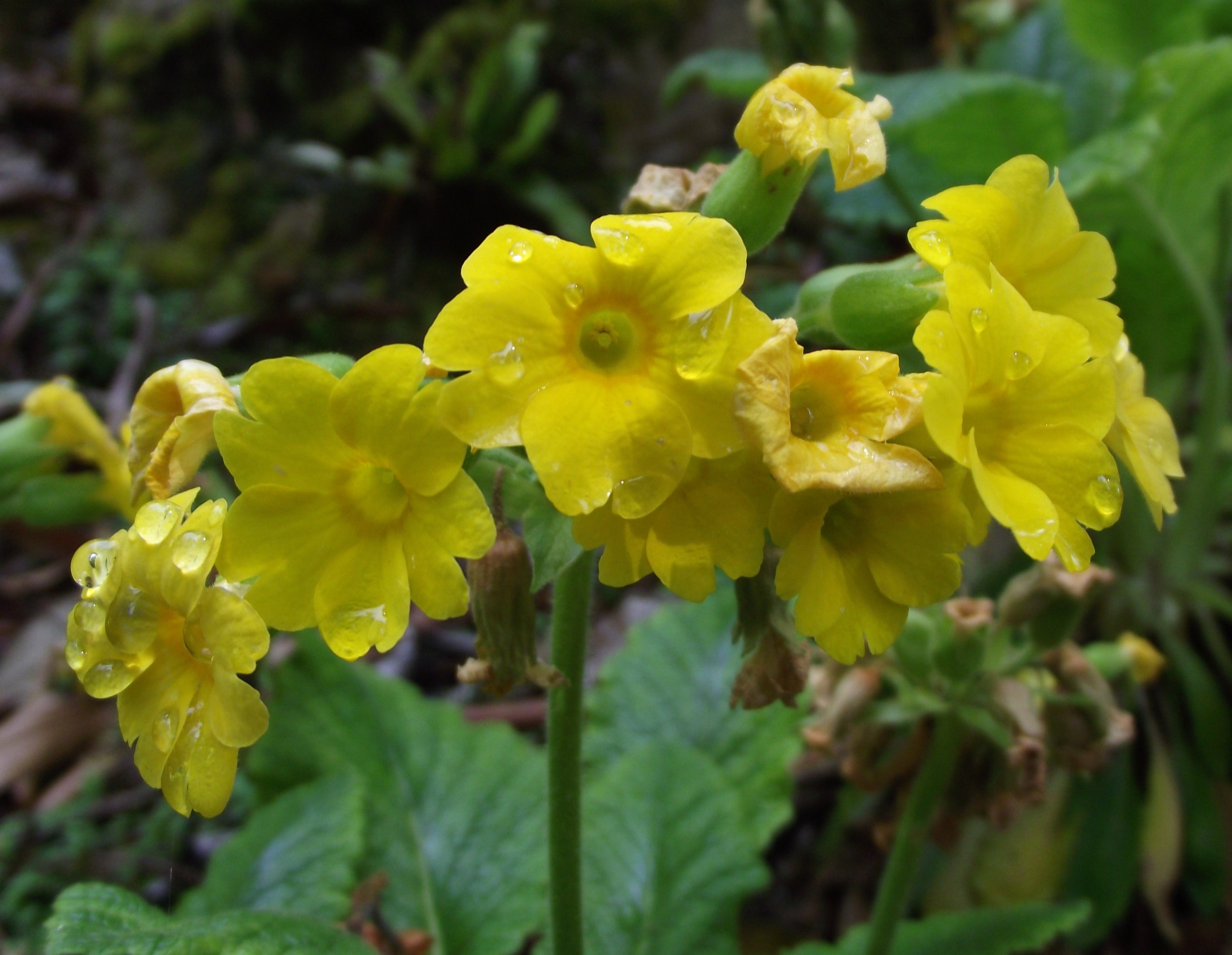
Sektion Bullatae: Primula forrestii

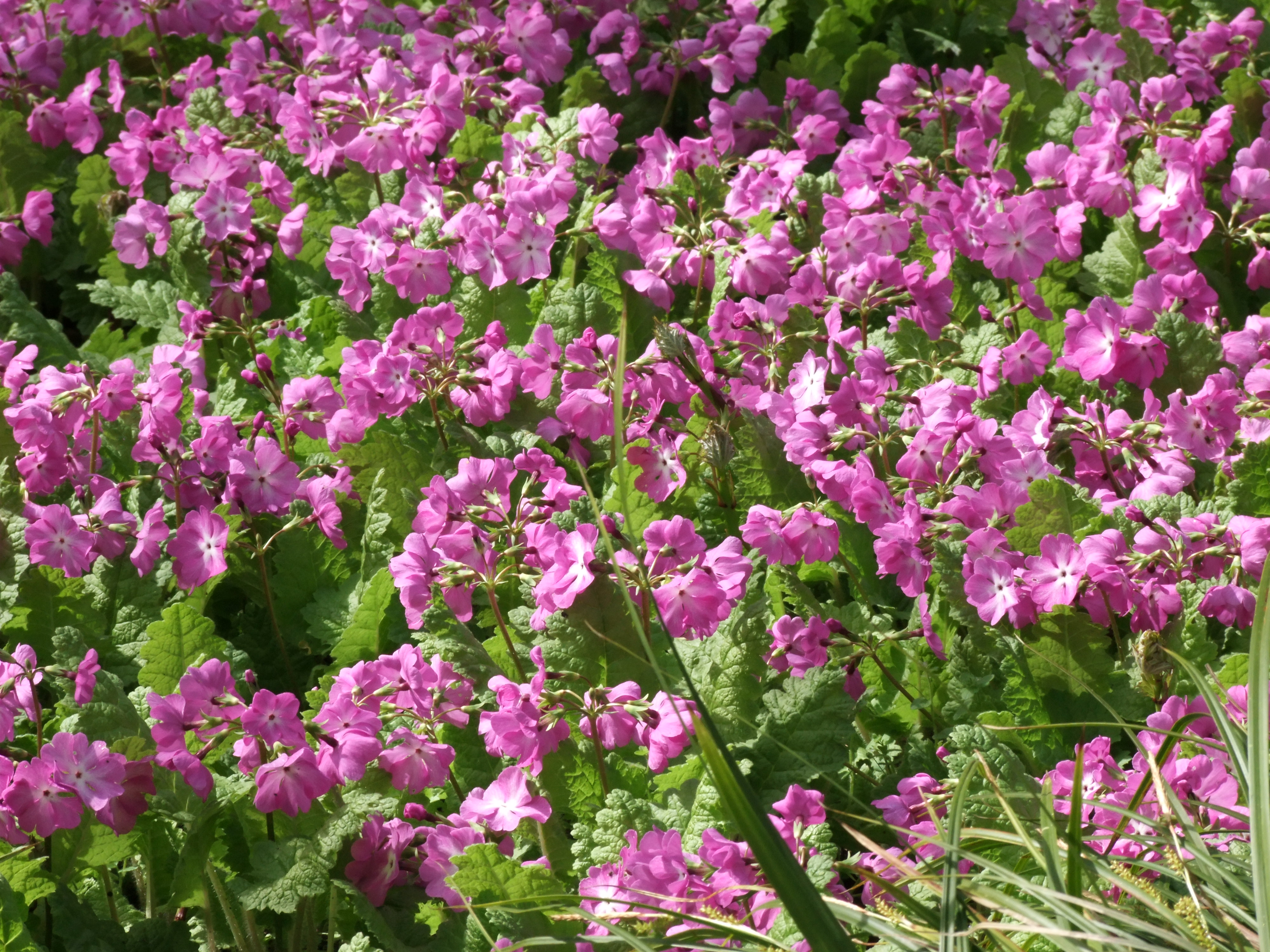
Sektion Cortusoides: Siebolds Primel (Primula sieboldii)

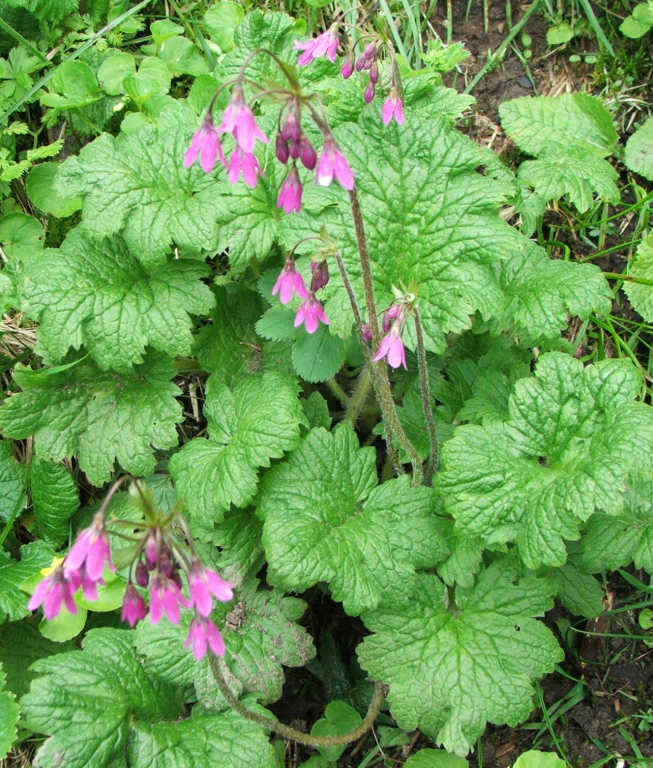
Sektion Cortusoides: Alpen-Heilglöckchen (Primula matthioli)

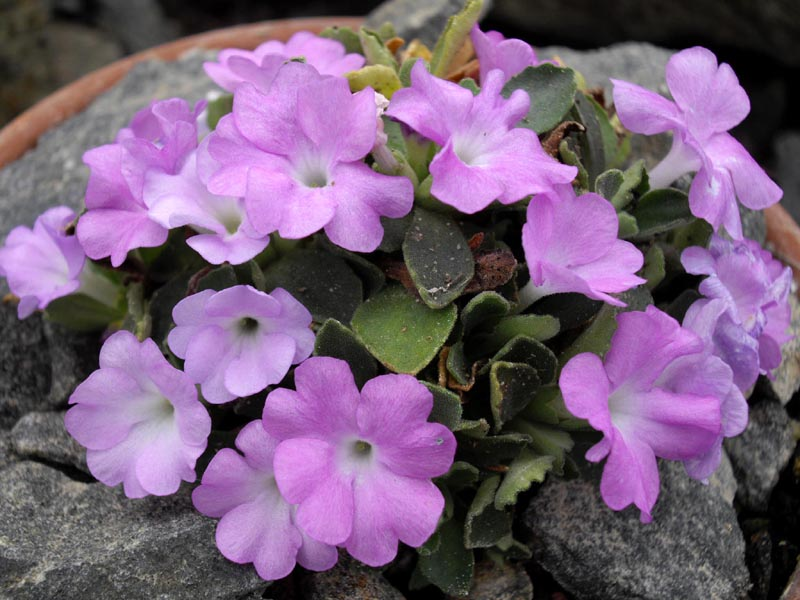
Sektion Auricula: Allioni-Primel (Primula allionii)

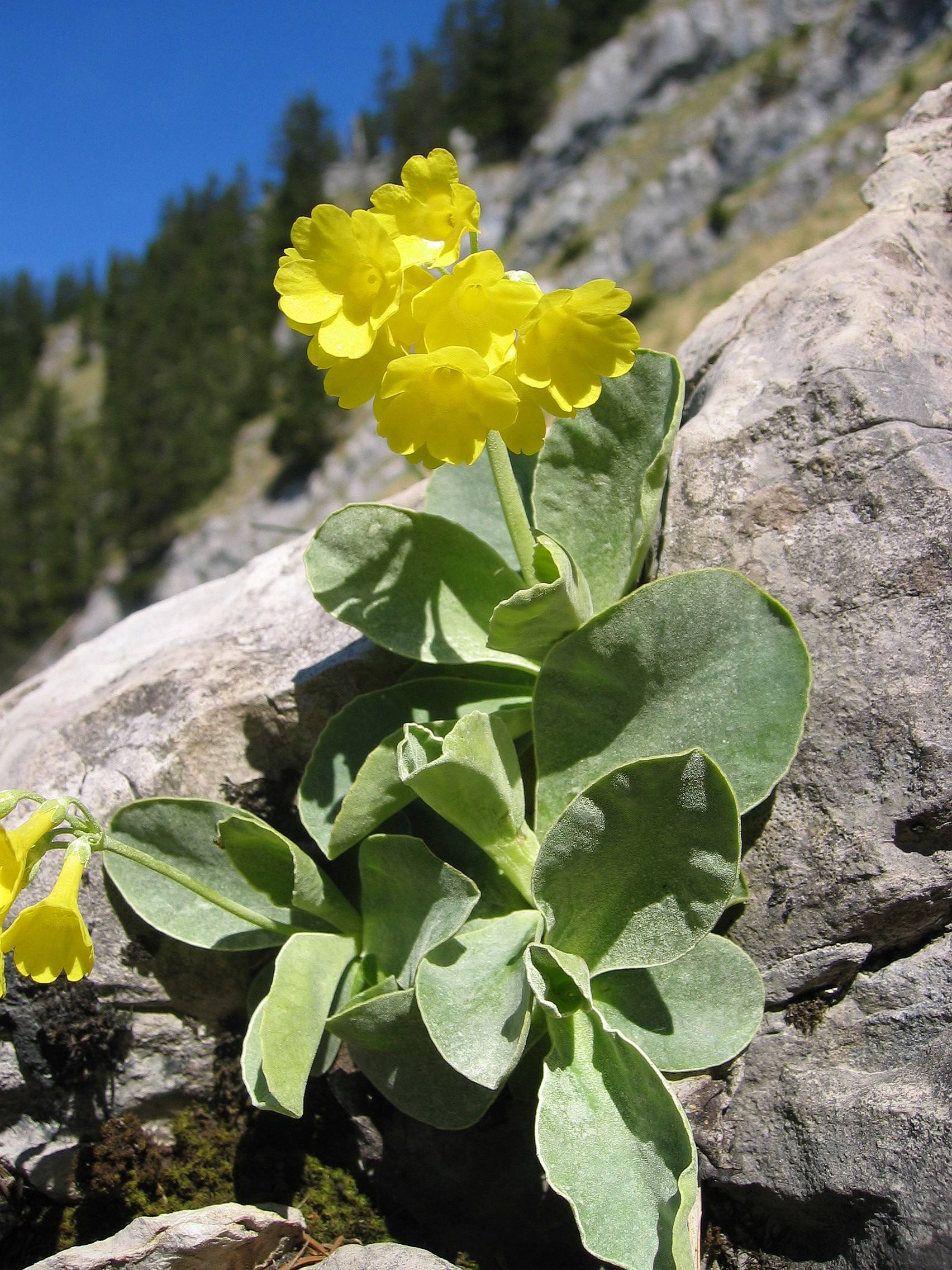
Sektion Auricula: Aurikel (Primula auricula)

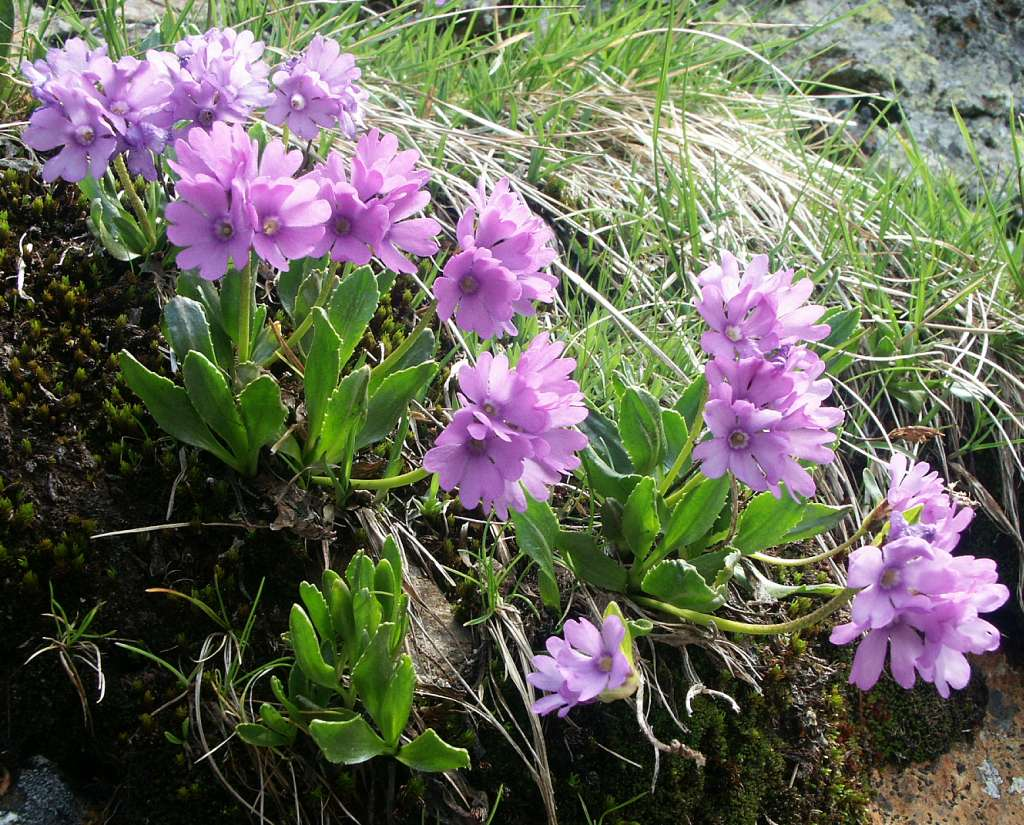
Sektion Auricula: Klebrige Primel (Primula glutinosa)

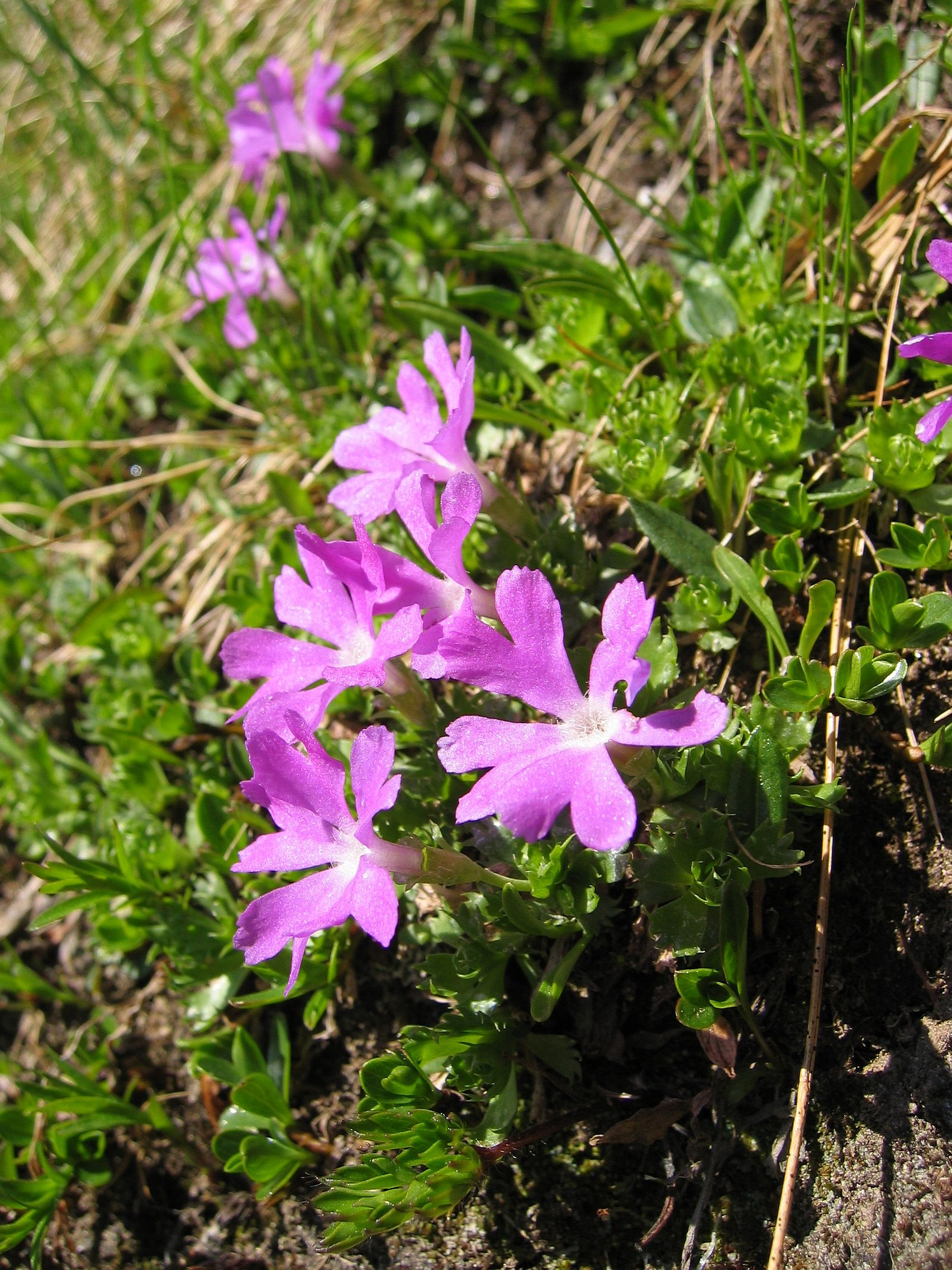
Sektion Auricula: Zwerg-Primel (Primula minima)

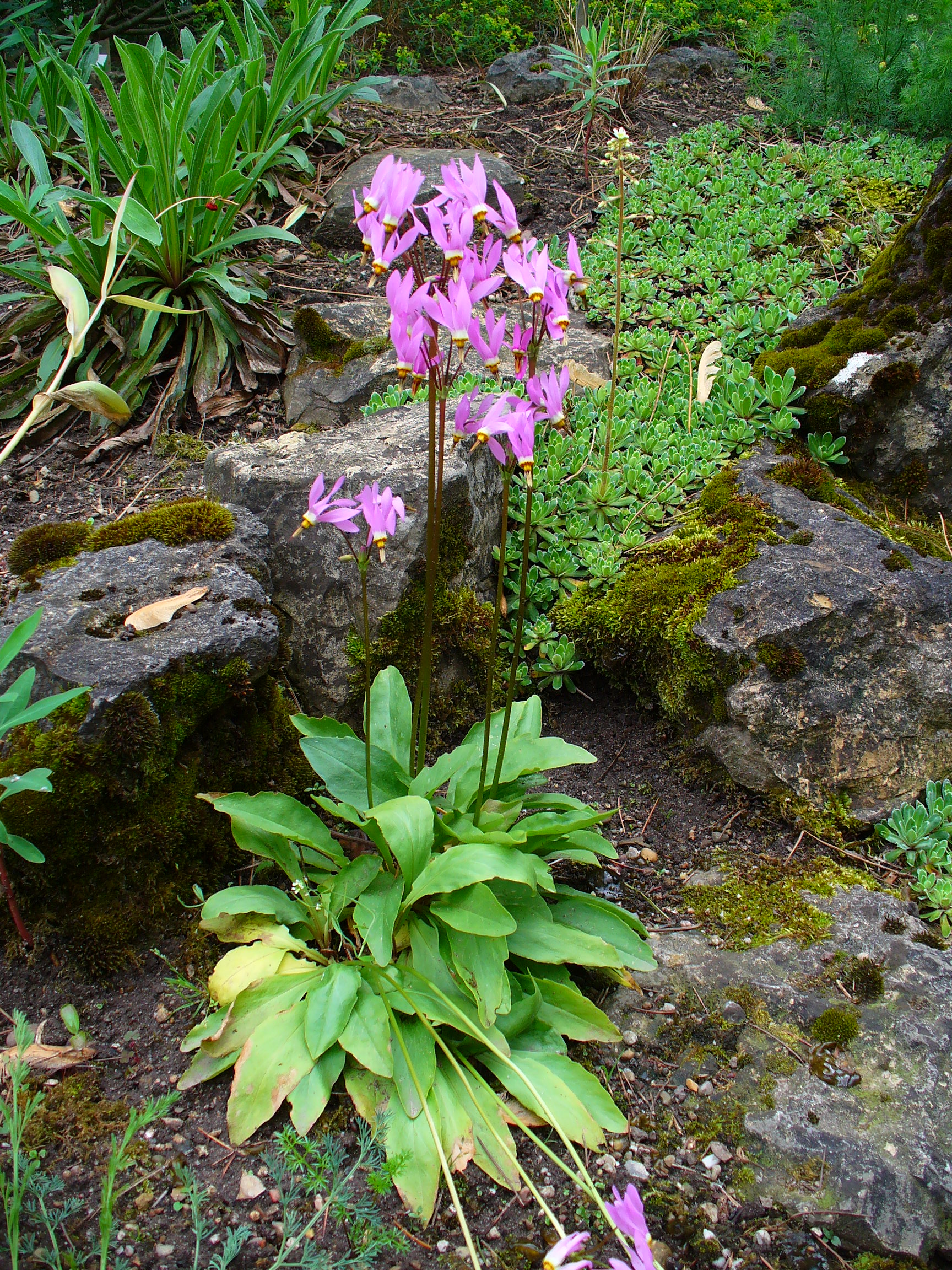
Sektion Dodecatheon: Primula meadia

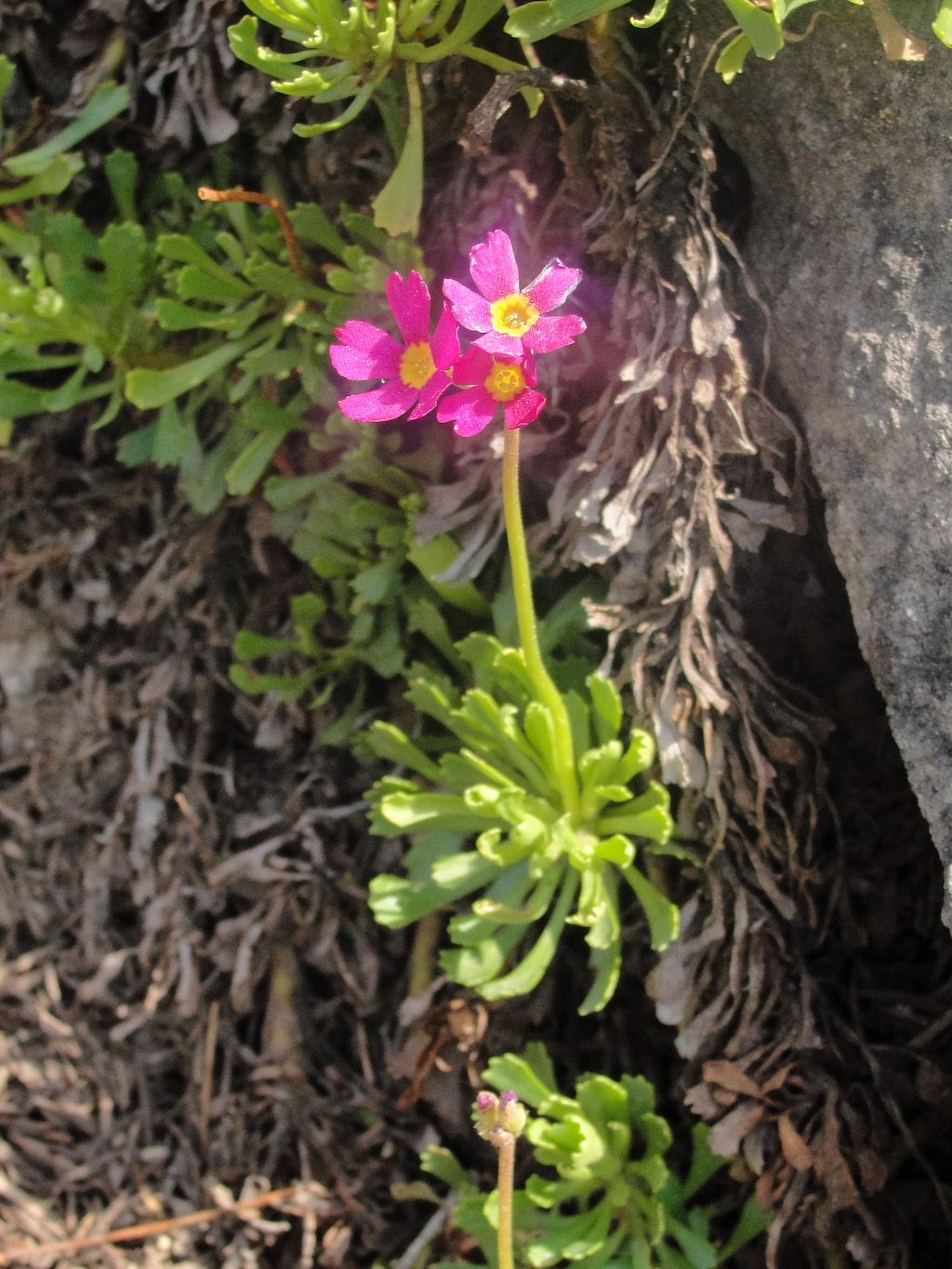
Sektion Suffrutescens: Primula suffrutescens

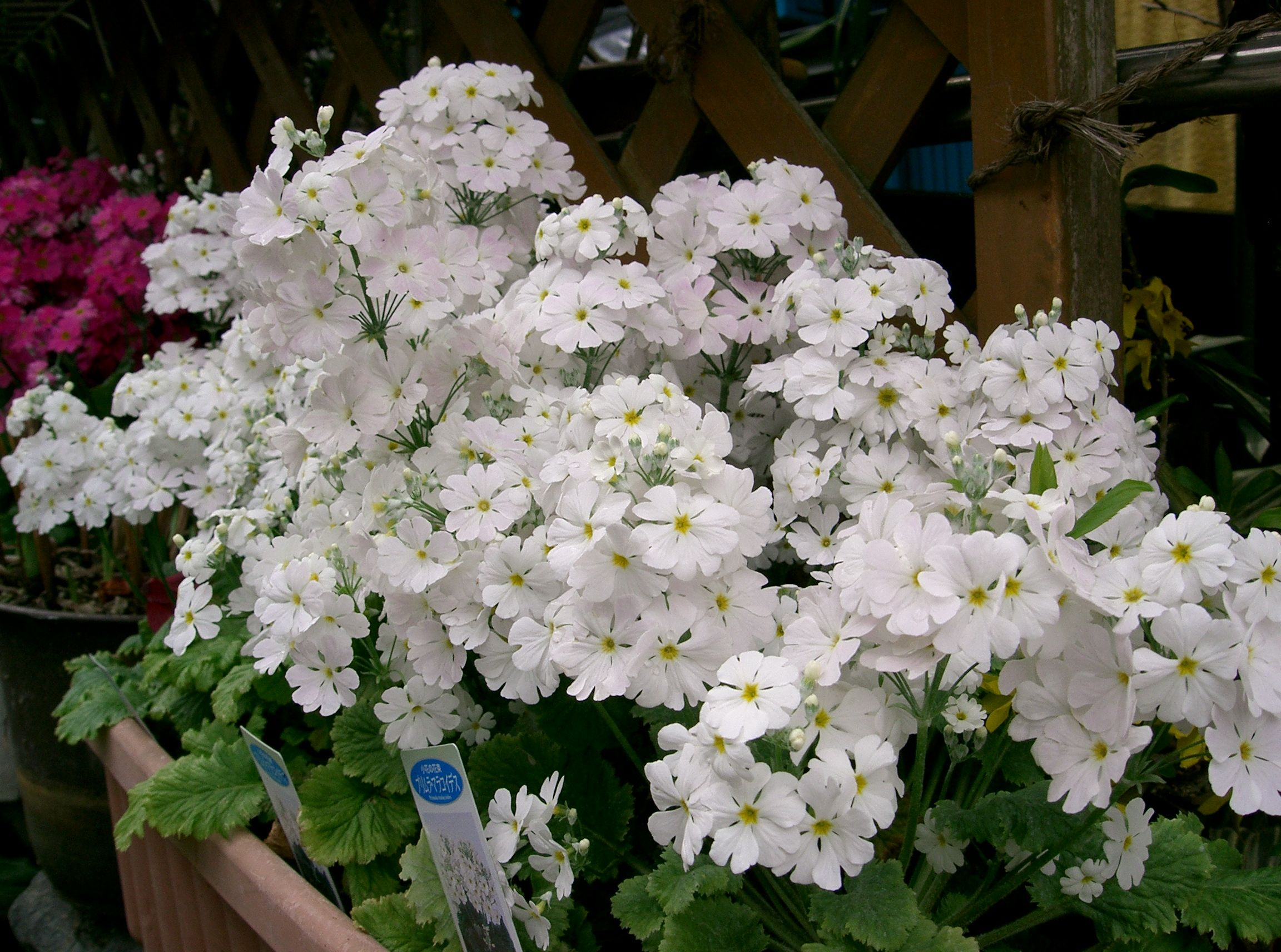
Sektion Monocarpicae: Flieder-Primel (Primula malacoides)

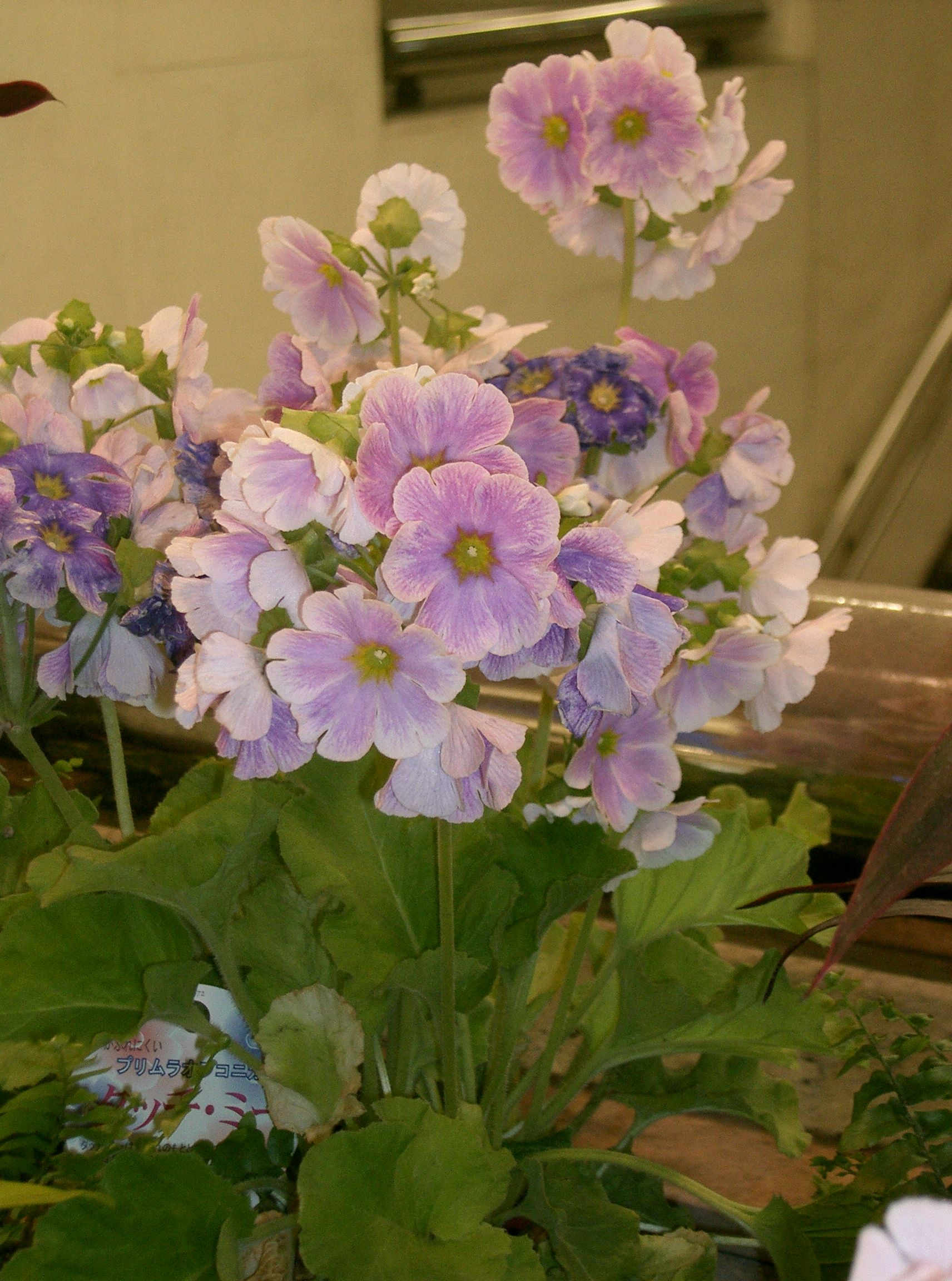
Sektion Obconicolisteri: Becher-Primel (Primula obconica)

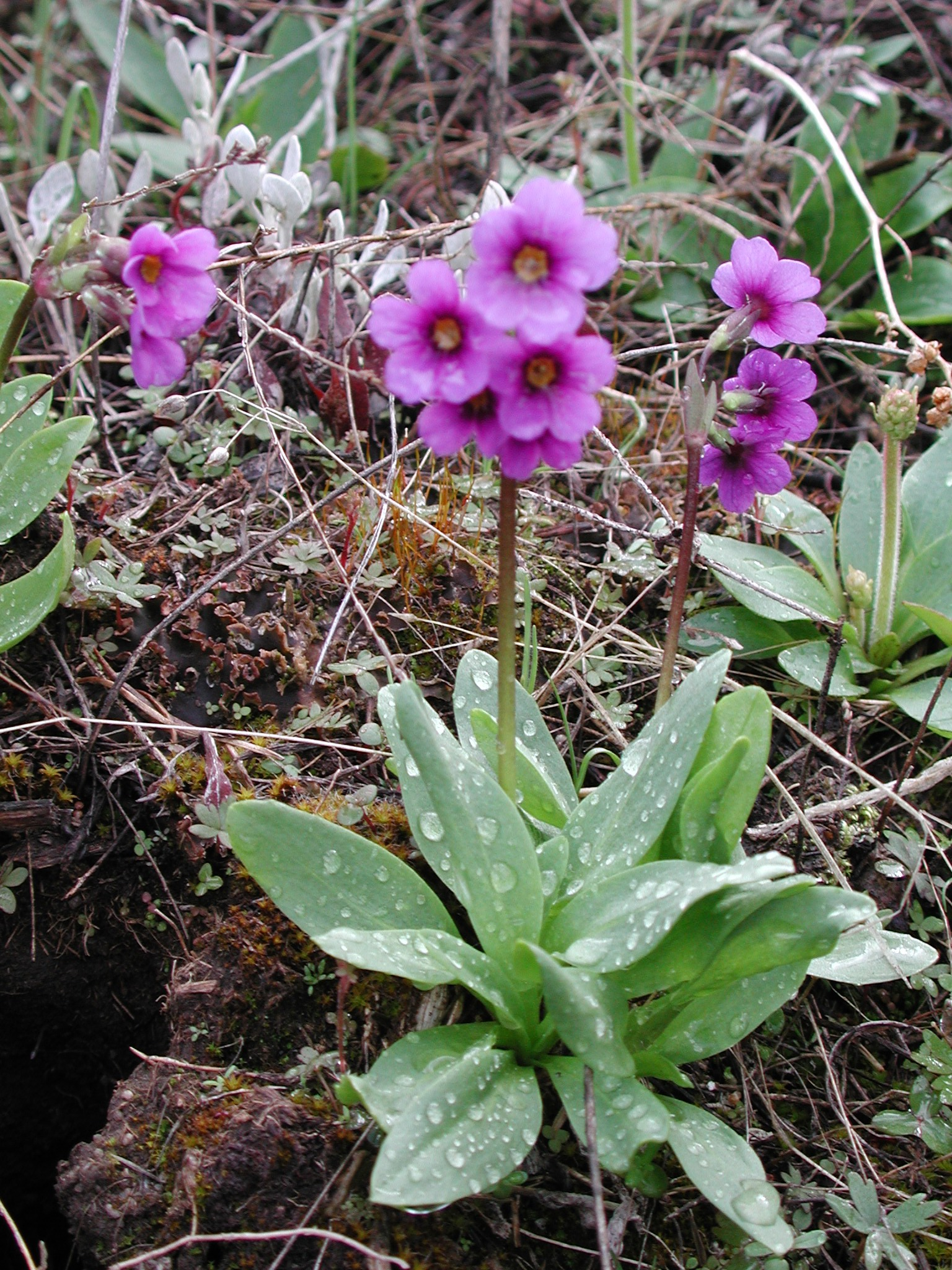
Sektion Parryi: Primula cusckiana

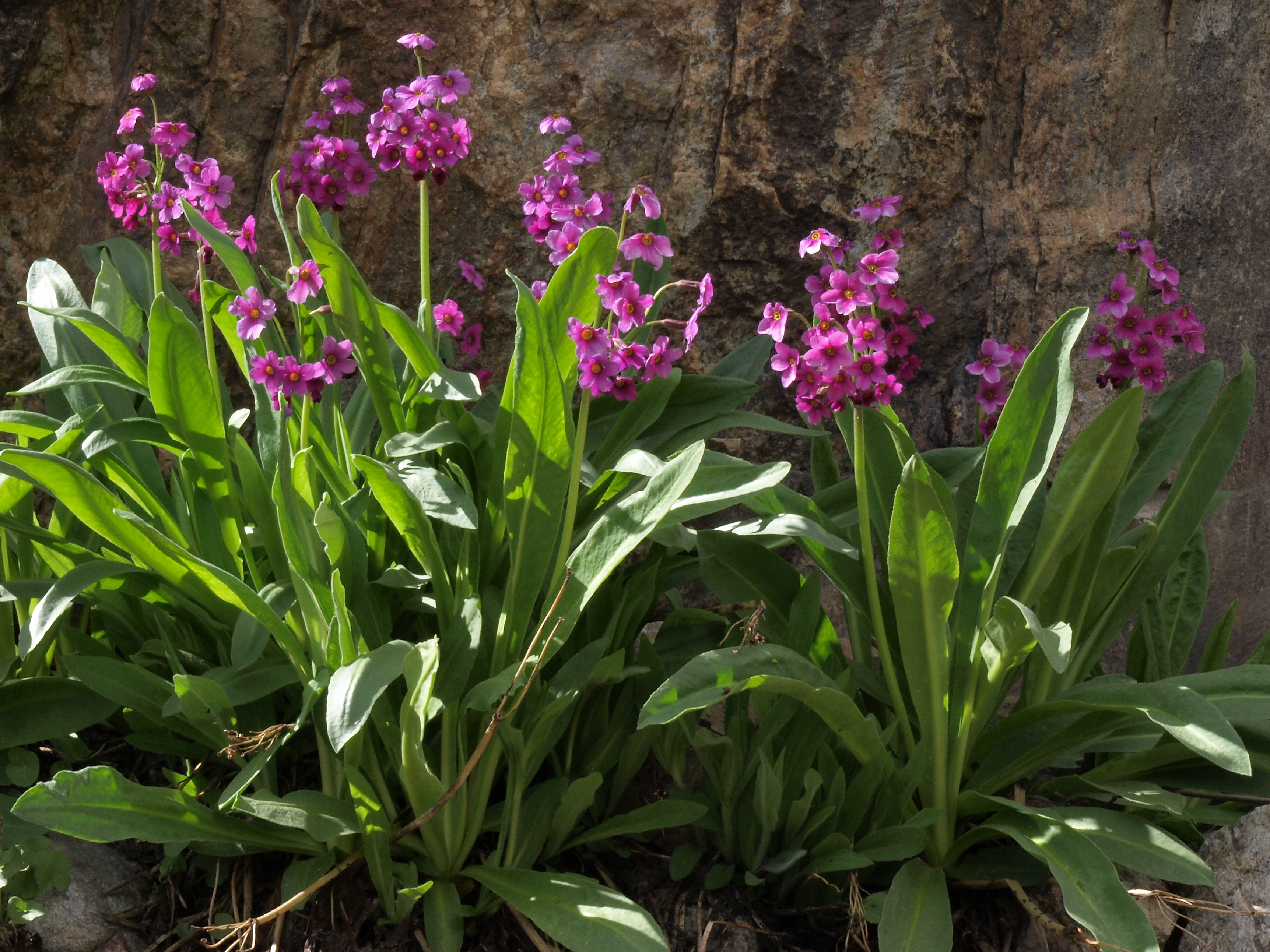
Sektion Parryi: Primula parryi

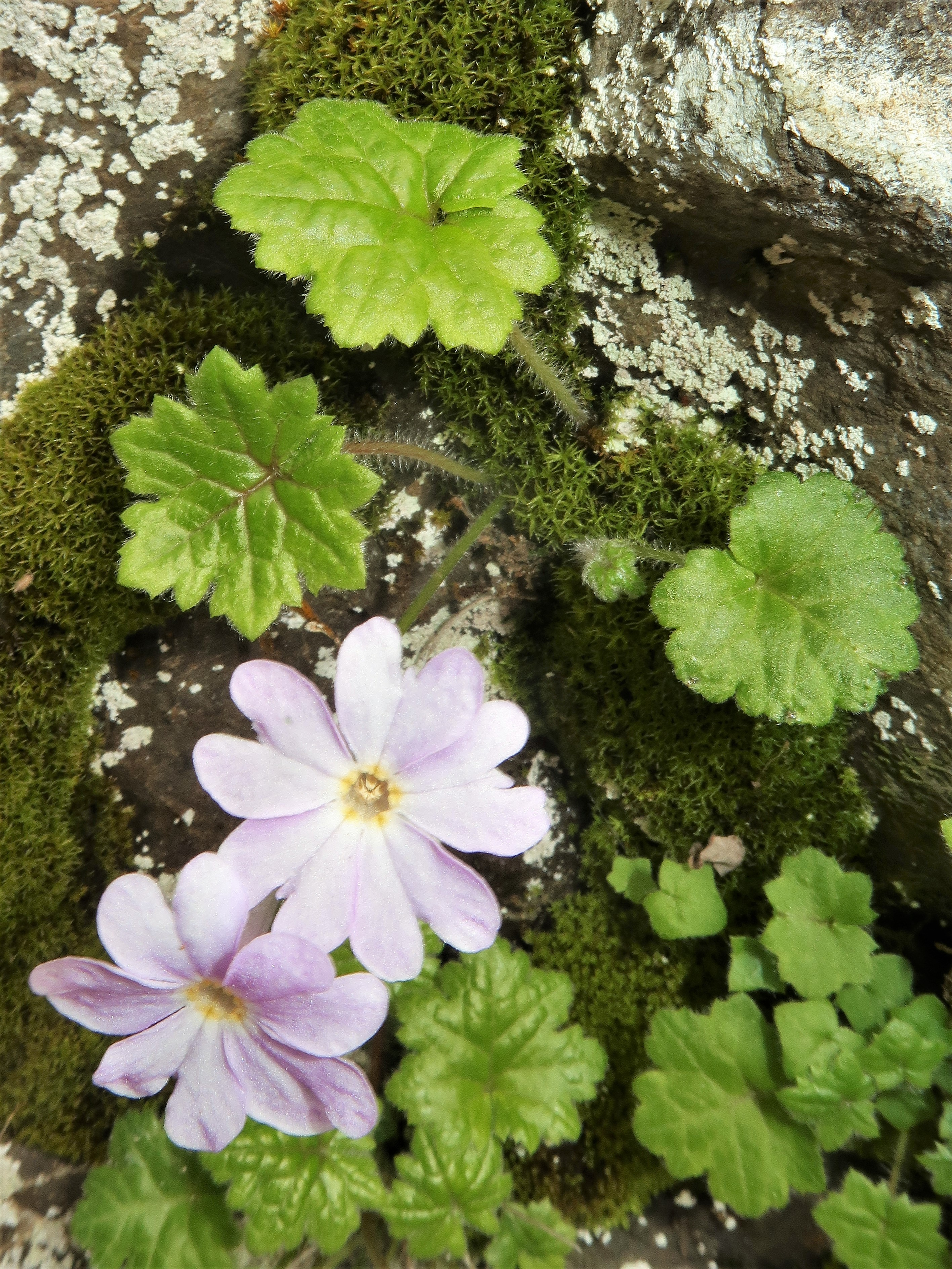
Sektion Reinii: Primula reinii var. kitadakensis

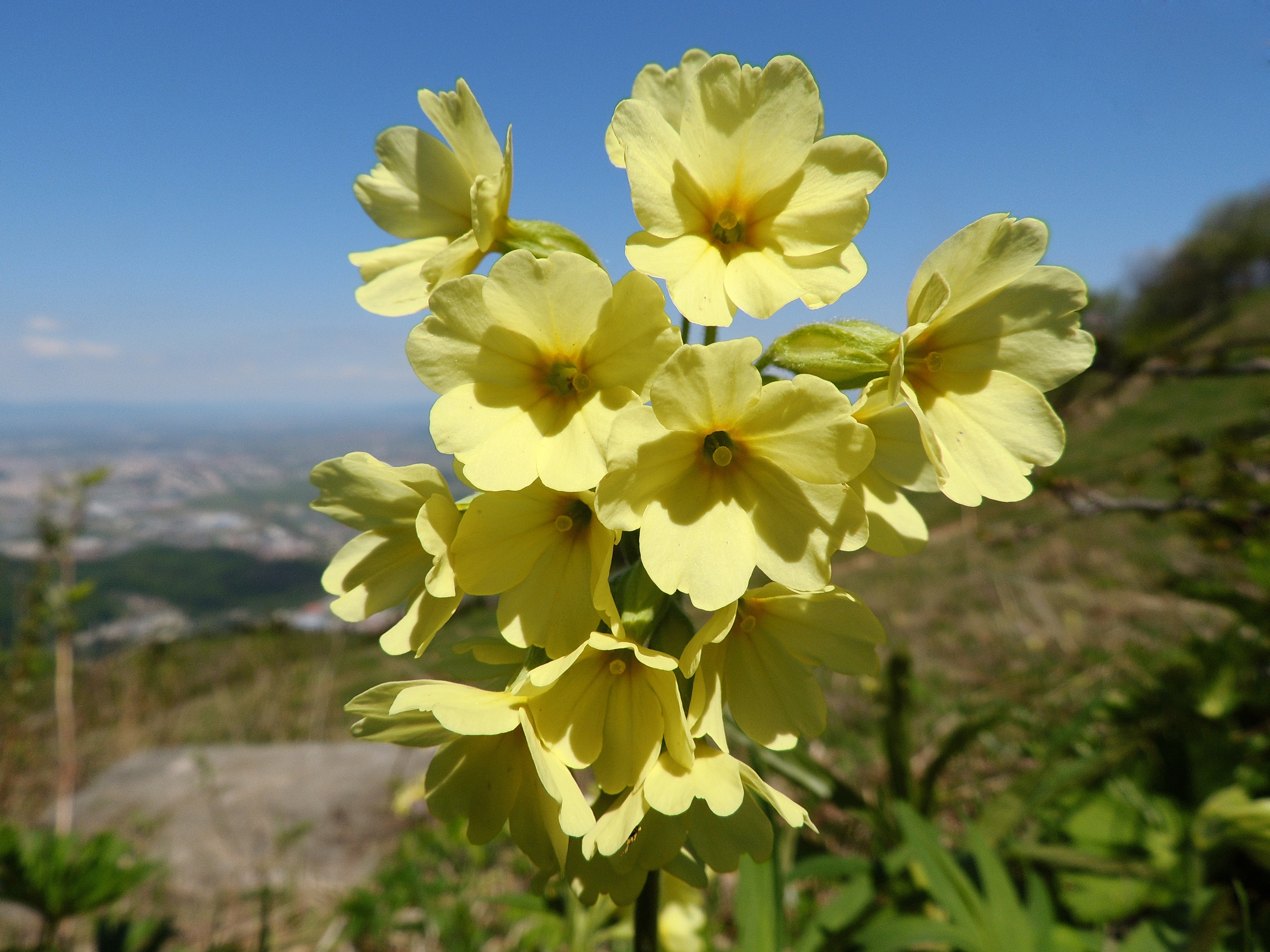
Sektion Primula: Hohe Schlüsselblume (Primula elatior)

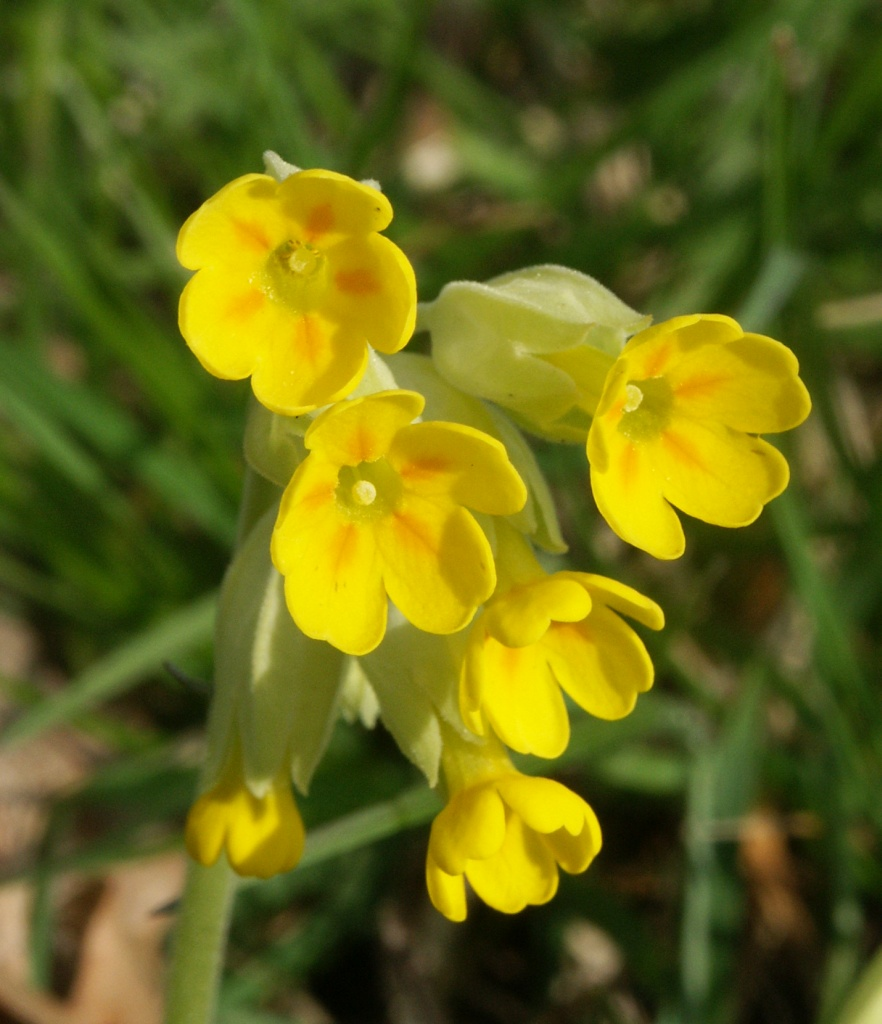
Sektion Primula: Echte Schlüsselblume (Primula veris)

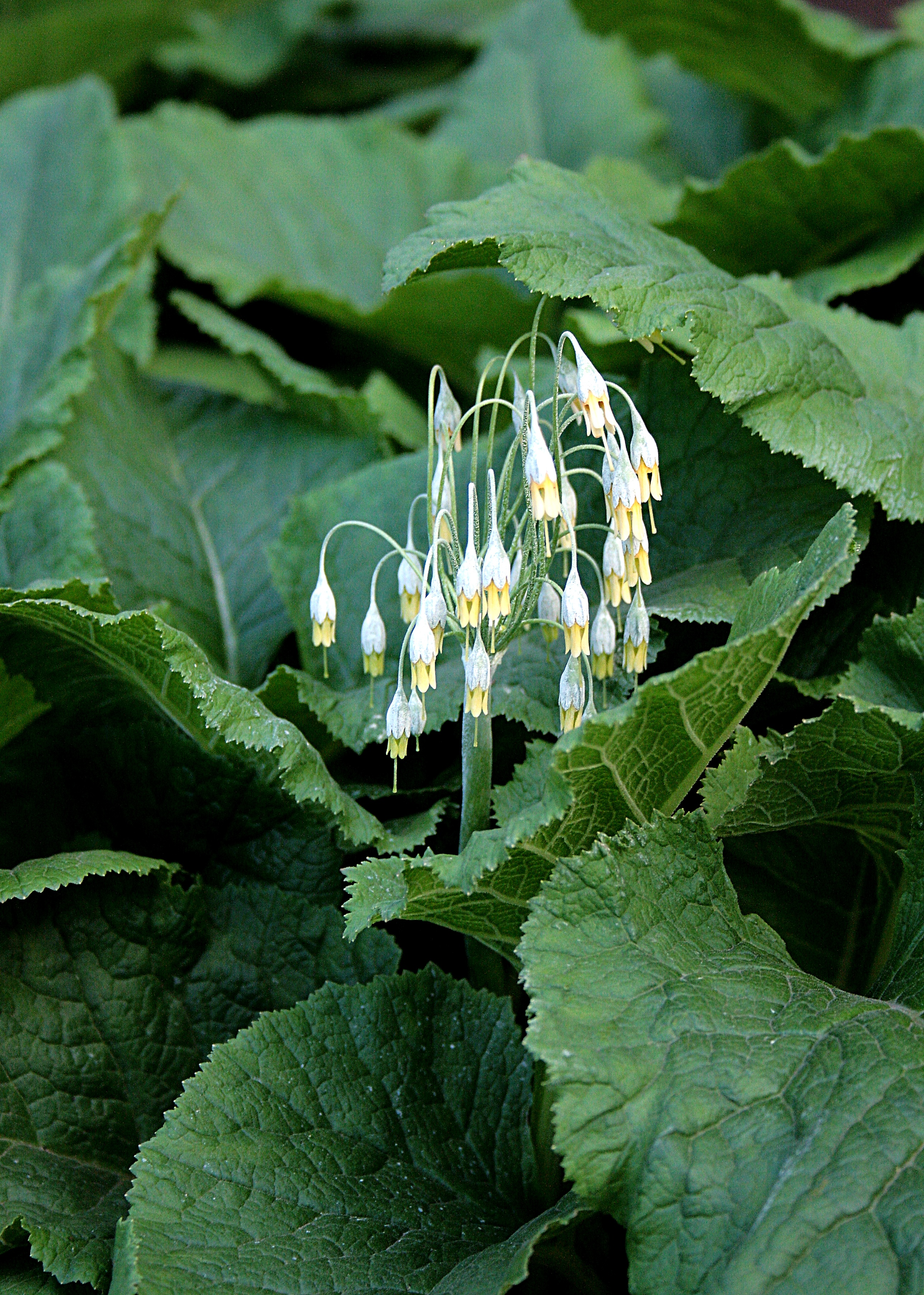
Sektion Sredinskya: Primula grandis

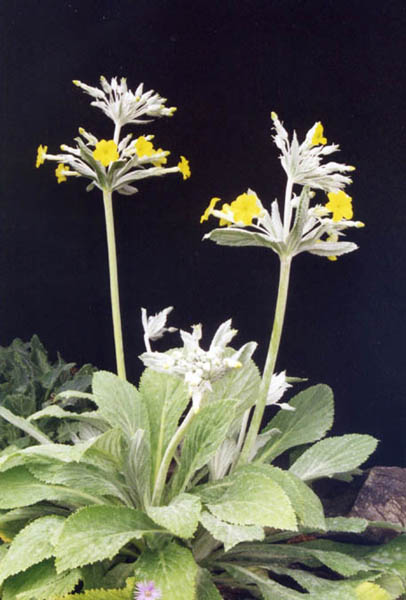
Sektion Sphondylia: Primula verticillata

Die Gattung Primula wird in etwa fünf Untergattungen mit bis zu über 40 Sektionen gegliedert und enthält etwa 500 Arten:
- Untergattung Aleuritia (Duby) Wendelbo:[11][10]
  - Sektion Aleuritia Duby (zuweilen auch inklusive Sektion Armerina Lindl.):[11]
    - Primula alcalina Cholewa & Douglass M.Hend.: Diese gefährdete Art gedeiht in Höhenlagen von etwa 2000 Metern in den US-Bundesstaaten Idaho sowie Montana.[10]
    - Primula algida Adams (Syn.: Primula farinosa M.Bieb. non Primula farinosa L.): Sie ist vor allem im gemäßigten Asien, beispielsweise in der Mongolei[12] weitverbreitet.[1]
    - Primula anvilensis S.Kelso: Die Heimat liegt in Alaska.
    - Primula baldschuanica B.Fedtsch.: Sie ist in Zentralasien verbreitet.
    - Primula borealis Duby (Syn.: Primula chamissonis E.A.Busch, Primula parvifolia Duby, Primula tenuis Small): Sie ist in Sibirien und dem Russischen Fernen Osten sowie dem subarktischen Nordamerika beheimatet.
    - Primula capitellata Boiss.: Sie ist vom Iran über Afghanistan bis Pakistan verbreitet.
    - Primula concinna Watt (Syn.: Primula farinosa var. concinna (Watt) Pax): Das weite Verbreitungsgebiet erstreckt sich vom Süden des chinesischen Autonomen Gebietes Tibet, weiter über Bhutan, dem nordöstlichen Indien und Nepal bis Sikkim.[1]
    - Primula darialica Rupr.: Sie ist in der Kaukasusregion.[13]
    - Mehlprimel (Primula farinosa L.): Sie ist in Eurasien verbreitet.[1]
    - Laubreiche Primel (Primula frondosa Janka): Sie ist in Bulgarien beheimatet.
    - Hallers Primel (Primula halleri J.F.Gmel., Syn.: Primula longiflora All.): Sie ist im Wesentlichen in Mitteleuropa sowie dem östlichen und südöstlichen Europa verbreitet.
    - Primula incana M.E.Jones, (Syn.: Primula americana Rydb.): Sie ist in Nordamerika verbreitet.[10]
    - Primula laurentiana Fernald: Sie ist in Nordamerika verbreitet.
    - Primula longiscapa Ledeb.: Sie ist in Zentralasien, im Nordwesten des chinesischen Autonomen Gebiets Xinjiang, in der Mongolei und dem östlichen Russland verbreitet.[1]
    - Primula magellanica Lehm.: Sie ist im südlichen Südamerika verbreitet.
    - Primula mistassinica Michx., (Syn.: Primula intercedens Fernald, Primula maccalliana Wiegand): Sie ist in Nordamerika verbreitet.
    - Primula modesta Bisset & S.Moore, (Syn.: Primula fauriei Franch., Primula matsumurae Petitm.): Sie kommt im Russischen Fernen Osten, auf Korea und Japan vor.
    - Primula pinnata Popov & Fed.: Die Heimat liegt in Sibirien.
    - Primula scandinavica Bruun: Die Heimat liegt in Schweden und Norwegen.
    - Primula scotica Hook.: Die Heimat ist das Vereinigte Königreich.[13]
    - Primula serrata Georgi: Sie ist in der Mongolei[12] in der Inneren Mongolei, in Sibirien und in Russlands Fernem Osten verbreitet.
    - Primula specuicola Rydb., (Syn.: Primula hunnewellii Fernald): Sie ist in den USA beheimatet.
    - Primula stricta Hornem., (Syn.: Primula hornemanniana Lehm.): Sie ist in Europa und Nordamerika beheimatet.

  - Sektion Algida:[11]
    - Primula fistulosa Turkev. (Syn.: Primula farinosa L. subsp. fistulosa (Turkev.) W.W.Sm. & Forrest): Sie kommt im Russischen Fernen Osten, der Mongolei und China vor.[1]

  - Sektion Armerina Lindl.:[10] Von den etwa 14 Arten kommen 8 nur im Qinghai-Tibet-Plateau vor.[3]
    - Primula conspersa hort ex Balf. f. & Purdom (Syn.: Primula gemmifera Batalin var. licentii (W.W.Sm. & Forrest) W.W.Sm. & H.R.Fletcher, Primula licentii W.W.Sm. & Forrest):[3] Die Heimat ist der Norden des zentralen China.[1]
    - Primula chrysostoma O.Schwarz: Sie kommt in Afghanistan vor.
    - Primula egaliksensis Wormsk. (Syn.: Primula groenlandica (Warm.) A.W.Hill):[3] Sie ist in Nordamerika und in Russlands Fernem Osten verbreitet.
    - Primula fasciculata Balf. f. & Kingdon-Ward (Syn.: Primula reginella Balf. f.):[3] Die Heimat ist der Westen des zentralen China.[1]
    - Primula gemmifera Batalin, (Syn.: Primula chrysopa Balf. f. & Forrest):[3] Die Heimat ist der Westen des zentralen China.[1]
    - Primula iljinskii Fed.:[3] Sie kommt in Zentralasien vor.
    - Primula involucrata Wall. ex Duby (Syn.: Primula munroi Lindl., Primula wardii Balf. f., Primula yargongensis Petitm.):[3] Die Verbreitung liegt in China, Myanmar und dem nördlichen indischen Subkontinent.[1]
    - Primula knorringiana Fed.: Sie kommt in Zentralasien vor.
    - Nickende Primel (Primula nutans Georgi, Syn.: Primula finmarchica Jacq., Primula sibirica Jacq., Primula sibirica Wulfen): Sie innerhalb der Sektion die weiteste Verbreitung ist in Eurasien und Nordamerika.[1][3]
    - Primula pamirica Fed.:[3] Sie ist von Zentralasien bis in den westlichen Himalaja verbreitet.
    - Primula pumilio Maxim. (Syn.:Primula pygmaeorum Balf. f. & W.W.Sm.):[3] Sie ist in China und Bhutan verbreitet.[1]
    - Primula tibetica Watt (Syn.: Primula tanupoda Balf. f. & W.W.Sm.):[3] Sie kommt in Indien, Sikkim, Nepal, Bhutan und Tibet vor.[1]
    - Primula valentinae Fed.:[3] Sie kommt nur in Tadschikistan vor.
    - Primula zambalensis Petitm.[3]

  - Sektion Capitatae Pax:[11]
    - Kopf-Primel (Primula capitata Hook., Syn.: Primula sphaerocephala Balf. f. & Forrest): Sie kommt in China und auf dem nördlichen indischen Subkontinent vor.[1]
    - Primula concinna Watt (Syn.: Primula farinosa L. var. concinna (Watt) Pax): Sie ist vom südlichen Tibet über das nordöstliche Indien bis nach Nepal beheimatet.[1]

  - Sektion Chartacea Balf. f.
  - Sektion Cordifoliae Pax:[11]
    - Primula caveana W.W.Sm. (Syn.: Primula cana Balf. f. & Cave, Primula younghusbandiana Balf. f.): Die Heimat erstreckt sich vom südlichen Tibet über Bhutan und dem nordöstlichen Indien bis nach Nepal.[1]
    - Primula littledalei Balf. f. & Watt (Syn.: Primula consocia W.W.Sm.): Die Heimat liegt im südlichen Tibet.[1]
    - Primula rotundifolia Wall. (Syn.: Primula cardiophylla Balf. f. & W.W.Sm., Primula cordata Balf. f. ex W.W.Sm. & Forrest, Primula cordifolia Pax, Primula roxburghii N.P.Balakr.): Sie kommt im nördlichen Indien und Nepal vor.

  - Sektion Crystallophlomis (Rupr.) Fed.:[10]
    - Primula advena W.W.Sm.: Die Heimat ist das östliche Tibet.[1]
    - Primula agleniana Balf. f. & Forrest: Die Heimat ist China und Myanmar.[1]
    - Primula boreiocalliantha Balf. f. & Forrest, (Syn.: Primula coryana Balf. f. & Forrest ex W.W.Sm.,  Primula muliensis Hand.-Mazz., Primula propinqua I.B.Balf. & Forrest): Die Heimat ist das südwestliche China.[1]
    - Primula calliantha Franch., (Syn.: Primula bryophila Balf. f. & Farrer, Primula junior Balf .f. & Forrest, Primula mishmiensis Kingdon-Ward, Primula proba Balf. f. & Forrest, Primula shweli-calliantha Balf. f. & Forrest, Primula tribola Balf. f. & Forrest): Sie kommt in China, Myanmar und dem nordöstlichen Indien vor.[1]
    - Weißblütige Primel (Primula chionantha Balf. f. & Forrest, Syn.: Primula ingens W.W.Sm. & Forrest, Primula sinopurpurea Balf. f. ex Hutch.) Sie gedeiht in Höhenlagen von 3000 bis 4400 Metern im östlichen Tibet und in den chinesischen Provinzen südwestliches Sichuan sowie nördliches bis nordwestliches Yunnan.[1]
    - Primula elongata Watt: Es gibt seit 1990 etwa zwei Varietäten:[1]
      - Primula elongata var. barnardoana (W.W.Sm. & Kingdon-Ward) C.M.Hu: Sie kommt in Bhutan und im südlichen Tibet nur im Mangu Xian vor.[1]
      - Primula elongata Watt var. elongata: Sie kommt im nordöstlichen Indien, in Bhutan und im südlichen Tibet nur im Chumbi Xian sowie Yadong Xian vor.[1]

    - Primula eximia Greene: Die Heimat ist das subarktische Nordamerika.
    - Primula farreriana Balf. f.: Dieser Endemit gedeiht in schattigen Felsspalten in Höhenlagen von 4000 bis 5000 Metern nur im Datong Xian im östlichen Teil der chinesischen Provinz Qinghai.[1]
    - Primula hongshanensis D.W.H.Rankin, Z.D.Fang & H.Sun: Sie wurde 2002 aus Yunnan erstbeschrieben.
    - Primula macrophylla D.Don: Es gibt etwa zwei Varietäten:[1]
      - Primula macrophylla var. atra W.W.Sm. & H.R.Fletcher: Sie gedeiht auf feuchten Wiesen in Höhenlagen von 4500 bid 5000 Metern nur im südlichen bis südöstlichen Tibet.[1]
      - Primula macrophylla D.Don var. macrophylla (Syn.: Primula aitchisonii Pax, Primula atroviolacea Jacquem. ex Duby, Primula purpurea Royle): Sie kommt in Afghanistan, Indien, Kashmir, Sikkim, Nepal, Bhutan und im nördlichen sowie westlichen Tibet vor.[1]
      - Primula macrophylla var. moorcroftiana (Wall. ex Klatt) W.W.Sm. & H.R.Fletcher (Syn.: Primula moorcroftiana Wall. ex Klatt): Sie kommt in Indien, Kashmir, Pakistan, Sikkim, Nepal, im westlichen Tibet und südwestlichen Xinjiang vor.[1]

    - Primula maximowiczii Regel: Es gibt etwa zwei Varietäten:[1]
      - Primula maximowiczii var. flaviflorida D.C.Lu: Die Erstbeschreibung erfolgte 1992. Dieser Endemit gedeiht in auf Grashängen in Höhenlagen von etwa 1800 Metern nur im Baihua Shan im Beijing Shi.
      - Primula maximowiczii Regel var. maximowiczii (Syn.: Primula maximowiczii var. brevifolia Pax, Primula maximowiczii var. dielsiana Pax, Primula oreocharis Hance): Sie gedeiht an feuchten Standorten in Waldländern in Höhenlagen von 1800 bis 2900 Metern in der Inneren Mongolei und in den chinesischen Provinzen Hebei, Jilin, Shaanxi sowie Shanxi.[1]

    - Primula minor Balf. f. & Kingdon-Ward (Syn.: Primula atuntzuensis Balf. f. & Forrest, Primula helvenacea Balf. f. & Kingdon-Ward, Primula petraea Balf. f. & Forrest): Sie gedeiht in Höhenlagen von 4300 bis 5000 Metern im südöstlichen Tibet und im nordwestlichen Yunnan.[1]
    - Primula nivalis Pall.: Es gibt etwa zwei Varietäten:[1]
      - Primula nivalis var. farinosa Schrenk (Syn.: Primula nivalis var. colorata Regel, Primula nivalis var. longifolia Regel, Primula nivalis var. turkestanica Regel, Primula turkestanica (Regel) E.A.White): Sie kommt in Zentralasien in Kasachstan, Kirgisistan und im westlichen Xinjiang vor.
      - Primula nivalis Pall. var. nivalis: Sie kommt in Zentralasien in Tadschikistan, Turkmenistan, Usbekistan, Kasachstan, Kirgisistan, im nordöstlichen bis nordwestlichen Xinjiang und in der Mongolei sowie im südlichen Sibirien vor.[1]

    - Primula obtusifolia Royle (Syn.: Primula traillii Watt): Das Verbreitungsgebiet liegt in der Himalaya-Region.
    - Primula orbicularis Hemsl., (Syn.: Primula macounii Greene, Primula ochracea Pax & K.Hoffm.): Sie gedeiht in Höhenlagen von 3100 bis 4500 Metern in den chinesischen Provinzen südliches Gansu, östliches Qinghai sowie westliches Sichuan.[1]
    - Primula pumila (Ledeb.) Pax, (Syn.: Primula eximia Greene): Sie kommt in Nordamerika und in Russlands Fernem Osten vor.
    - Primula soongii F.H.Chen & C.M.Hu: Dieser Endemit gedeiht in Mischwäldern und Lichtungen in Höhenlagen von 3200 bis 4000 Metern nur im  Baoxing Xian im westlichen Teil der chinesischen Provinz Sichuan.[1]
    - Primula stuartii Wall.: Sie kommt im nördlichen Indien und Nepal vor.
    - Primula szechuanica Pax (Syn.: Primula aemula Balf. f. & Forrest, Primula declinis Balf .f. & Forrest, Primula decurva Balf. f. & Forrest, Primula gagnepainiana Hand.-Mazz.): Sie gedeiht in Höhenlagen von 3300 bis 4500 Metern in den chinesischen Provinzen westliches Sichuan sowie nordwestliches Yunnan.[1]
    - Primula tschuktschorum Kjellm.: Sie kommt in Alaska und in Russlands Fernem Osten vor.

  - Sektion Davidii Balf. f.:[11]
    - Primula excapa F.H.Chen & C.M.Hu: Dieser Endemit gedeiht auf Felsen in der Nähe von Wasser in Höhenlagen von 2200 bis 2400 Metern nur im Jingdong Xian im zentralen Teil der chinesischen Provinz Yunnan.[1]
    - Primula odontocalyx (Franch.) Pax (Syn.: Primula petiolaris Wall. var. odontocalyx Franch., Primula hupehensis Craib, Primula hylophila Balf. f. & Farrer): Sie gedeiht im Dickicht und an Waldrändern in Höhenlagen von 900 bis 3400 Metern in den chinesischen Provinzen südliches Gansu, westliches Henan, westliches Hubei, südliches Shaanxi sowie Sichuan.[1]
    - Primula taliensis Forrest: Es gibt etwa zwei Varietäten:[1]
      - Primula taliensis var. procera C.M.Hu: Die Erstbeschreibung erfolgte 1990. Dieser Endemit gedeiht in Tsuga-Wäldern in Höhenlagen von etwa 3300 Metern nur im Bijiang Xian im westlichen Yunnan.[1]
      - Primula taliensis Forrest var. taliensis (Syn.: Primula euosma var. puralba W.W.Sm., Primula praticola Craib). Sie kommt im nördlichen Myanmar und im westlichen Teil der chinesischen Provinz Yunnan vor.[1]

  - Sektion Denticulata Watt:[11]
    - Kugel-Primel (Primula denticulata Sm.) (Syn.: Primula adenophora Blatt., Primula aequalis Craib, Primula cachemeriana Munro, Primula harsukhii Craib, Primula paucifolia Watt, Primula platycrana Craib): Es gibt etwa zwei Unterarten:[1]
      - Primula denticulata Sm. subsp. denticulata: Sie kommt in Afghanistan, Pakistan, Kashmir, Indien, Sikkim, Bhutan, Nepal und im südlichen Tibet vor.[1]
      - Primula denticulata subsp. sinodenticulata (Balf. f. & Forrest) W.W.Sm. (Syn.: Primula sinodenticulata Balf. f. & Forrest, Primula alta Balf. f. & Forrest, Primula cyanocephala Balf. f., Primula denticulata subsp. alta (Balf. f. & Forrest) W.W.Sm. & (H.R.Fletcher, Primula denticulata subsp. cyanocephala (Balf. f.) W.W.Sm. & Forrest, Primula limnoica Craib)): Sie kommt im nördlichen Myanmar in den chinesischen Provinzen Guizhou, westliches Sichuan sowie Yunnan vor.[1]

    - Primula erratica W.W.Sm.: Sie gedeiht an grasigen Berghängen in Höhenlagen von 2700 bis 3000 Metern nur im Zhouqu Xian im südlichen Gansu sowie im Dajin Xian im nordwestlichen Sichuan.[1]
    - Primula glomerata Pax (Syn.: Primula crispa Balf. f. & W.W.Sm.): Sie kommt vom nördliche Indien über Nepal bis ins südliche Tibet vor.
    - Primula pseudodenticulata Pax (Syn.: Primula auriculata var. polyphylla Franch., Primula denticulata subsp. stolonifera (Balf. f.) W.W.Sm. & Forrest, Primula polyphylla (Franch.) Petitm., Primula pseudodenticulata subsp. polyphylla (Franch.) W.W.Sm. & Forrest, Primula stolonifera Balf. f.): Sie gedeiht in Höhenlagen von 1500 bis 3300 Metern in den chinesischen Provinzen südwestliches Sichuan sowie Yunnan.[1]

  - Sektion Fedtschenkoana Wendelbo:[11]
    - Primula fedtschenkoi Regel: Die Heimat sind die Gebirge Alai und Pamir in Zentralasien.

  - Sektion Glabra (W.W.Sm. & H.R.Fletcher) A.J.Richards
  - Sektion Minutissimae Pax:
    - Primula bella Franch. (Syn.: Primula bella subsp. bonatiana (Petitm.) W.W.Sm. & Forrest, Primula bella subsp. cyclostegia (Hand.-Mazz.) W.W.Sm. & Forrest, Primula bella subsp. nanobella (Balf. f. & Forrest) W.W.Sm. & Forrest, Primula bonatiana Petitm., Primula cyclostegia Hand.-Mazz., Primula nanobella Balf. f. & Forrest, Primula stragulata Balf. f. & Forrest): Sie gedeiht in Höhenlagen von 3700 bis 4800 Metern im südöstlichen Tibet und in den chinesischen Provinzen südwestliches Sichuan sowie nordwestliches Yunnan.[1]
    - Primula minutissima Jacquem. (Syn.: Primula heydei Watt.): Das Verbreitungsgebiet liegt im nordwestlichen Himalaya mit Pakistan, Indien, Nepal und Tibet.
    - Primula primulina (Spreng.) Hara (Syn.: Androsace primulina Spreng., Androsace primuloides D.Don, Primula pusilla Wall., Primula pusilla var. flabellata W.W.Sm.): Sie kommt im nordöstlichen Indien, in Bhutan, Nepal und im südlichen Tibet vor.
    - Primula reptans Hook. f. (Syn.: Primula stracheyi Hook. f.): Das Verbreitungsgebiet liegt im nordwestlichen Himalaya.
    - Primula stirtoniana Watt: Sie kommt im Himalaya nur in Bhutan sowie Nepal vor.
    - Primula tenuiloba (Watt) Pax (Syn.: Primula muscoides Hook. f. ex Watt var. tenuiloba Watt, Primula indobella Balf. f. & W.W.Sm.): Sie kommt im nordöstlichen Indien, in Bhutan, Nepal und im südlichen bis südöstlichen Tibet vor.

  - Sektion Muscarioides Balf. f.:
    - Primula bellidifolia King (Syn.: Primula adenantha Balf. f. & R.E.Cooper, Primula atricapilla Balf. f. & R.E.Cooper, Primula hyacinthina W.W.Sm., Primula menziesiana Balf. f. & W.W.Sm., Primula micropetala Balf. f. & R.E.Cooper): Sie kommt im nordöstlichen Indien, in Bhutan, Nepal und südlichen Tibet vor.
    - Primula cernua Franch.: Die Heimat ist China.[1]
    - Primula deflexa Duthie (Syn. Primula conica Balf. f. & Forrest): Sie gedeiht in Höhenlagen von 3300 bis 4800 Metern im südöstlichen Tibet und in den chinesischen Provinzen westliches Sichuan sowie nordwestliches Yunnan.[1]
    - Primula giraldiana Pax: Dieser Endemit gedeiht an grasigen Berghängen in Höhenlagen von 3000 bis 3700 Metern nur im Taibai Shan in Shaanxi.[1]
    - Primula gracilenta Dunn: Sie gedeiht in Höhenlagen von 3000 bis 4500 Metern in den chinesischen Provinzen südwestliches Sichuan sowie nördliches bis nordwestliches Yunnan.[1]
    - Primula muscarioides Hemsl. (Syn.: Primula tsarongensis Balf. f. & Forrest): Sie gedeiht auf feuchten Wiesen im südöstlichen Tibet und in den chinesischen Provinzen südwestliches Sichuan sowie nordwestliches Yunnan.[1]
    - Primula pinnatifida Franch. (Syn.: Primula apoclita Balf. f. & Forrest, Primula lepta Balf. f. & Forrest): Sie gedeiht in Höhenlagen von 3600 bis 4200 Metern in den chinesischen Provinzen südwestliches Sichuan sowie nördliches Yunnan.[1]
    - Primula siamensis Craib: Die Heimat ist Thailand.
    - Orchideen-Primel (Primula vialii Delavay ex Franch., Syn.: Primula littoniana Forrest, Primula littoniana var. robusta Forrest): Sie gedeiht in Höhenlagen von 2800 bis 4000 Metern in den chinesischen Provinzen südwestliches Sichuan sowie nördliches bis nordwestliches Yunnan.[1]
    - Primula watsonii Dunn (Syn.: Primula cyanantha Balf. f. & Forrest): Sie gedeiht in Höhenlagen von 3000 bis 4000 Metern in den chinesischen Provinzen westliches Sichuan sowie nordwestliches Yunnan.[1]

  - Sektion Oreophlomis (Rupr.) Fed.:[11]
    - Primula auriculata Lam.: Die Heimat ist die Türkei und Transkaukasien.
    - Clark-Primel (Primula clarkei Watt): Sie kommt nur in Pakistan vor.
    - Primula elliptica Royle (Syn.: Primula denticulata Wight, Primula spathulacea Jacquem.): Das Verbreitungsgebiet liegt im nordwestlichen Himalaya.
    - Primula luteola Rupr.: Die Heimat ist die Kaukasusregion.[13]
    - Sumpf-Primel oder Rosen-Primel (Primula rosea Royle) (Syn.: Primula elegans Duby, Primula rosea var. elegans (Duby) Hook. f.): Sie kommt im Norden des indischen Subkontinents vor.

  - Sektion Petiolares Pax:[11]
    - Primula aureata H.R.Fletcher: Sie kommt nur in Nepal vor.
    - Primula bhutanica H.R.Fletcher: Sie kommt im östlichen Himalaja und südlichen Tibet vor.
    - Primula bracteosa Craib (Syn. Primula boothii Craib): Die Verbreitung erstreckt sich vom südlichen Tibet über Bhutan und dem nordöstlichen Indien bis nach Nepal.
    - Primula calderiana Balf. f. & R.E.Cooper (Syn.: Primula laeta W.W.Sm., Primula roylei Balf. f. & W.W.Sm., Primula roylei subsp. calderiana W.W.Sm. & Forrest, Primula roylei var. alba W.W.Sm.): Sie kommt im nordöstlichen Indien, Sikkim, Bhutan, Nepal und im südlichen Tibet vor.[1]
    - Primula deuteronana Craib: Sie kommt nur in Nepal und Sikkim vor.
    - Primula hookeri Watt: Es gibt seit 1990 etwa zwei Varietäten:[1]
      - Primula hookeri Watt var. hookeri (Syn.: Primula vernicosa Kingdon-Ward): Sie kommt im nordöstlichen Indien, in Bhutan, Nepal, Myanmar, im südöstlichen Tibet und nordwestlichen Yunnan vor.[1]
      - Primula hookeri var. violacea (W.W.Smith) C.M.Hu (Syn.: Primula vernicosa var. violacea W.W.Sm.): Dieser Endemit gedeiht in Höhenlagen von 3900 bis 4100 Metern im südöstlichen Tibet.[1]

    - Primula moupinensis Franch.: Es gibt seit 1990 zwei Unterarten:[1]
      - Primula moupinensis subsp. barkamensis C.M.Hu: Die Erstbeschreibung erfolgte 1990. Dieser Endemit gedeiht an Fließgewässern und an feuchten Standorten in Wäldern in Höhenlagen von 2600 bis 3400 Metern nur im Barkam Xian nordwestlichen Sichuan.[1]
      - Primula moupinensis Franch. subsp. moupinensis: Sie gedeiht in Höhenlagen von 2000 bis 3000 Metern im westlichen Sichuan.[1]

    - Primula ovalifolia Franch. (Syn.: Primula aequipila Craib, Primula limprichtii Pax, Primula macropoda Craib, Primula polia Craib): Sie gedeiht in Höhenlagen von 600 bis 2500 Metern in den chinesischen Provinzen Guizhou, Hubei, westliches Hunan, Sichuan sowie nordöstliches Yunnan.[1]
    - Primula petiolaris Wall.: Sie kommt auf dem nördlichen indischen Subkontinent vor.
    - Primula pulchra Watt (Syn.: Primula dyeriana Watt): Sie kommt in zentralen bis östlichen Himalaja vor.
    - Primula sonchifolia Franch.: Es gibt etwa zwei Unterarten:[1]
      - Primula sonchifolia subsp. emeiensis C.M.Hu: Die Erstbeschreibung erfolgte 1990. Dieser Endemit gedeiht am Rand von Misch- sowie Tannenwäldern in Höhenlagen von 2300 bis 3000 Metern nur im Emei Shan in Sichuan.[1]
      - Primula sonchifolia Franch. subsp. sonchifolia: Sie kommt im nördlichen Myanmar und in den chinesischen Provinzen südwestliches Sichuan sowie nordwestliches Yunnan vor.[1]

  - Sektion Proliferae Pax:[11]
    - Orangeblütige Primel (Primula aurantiaca W.W.Sm. & Forrest): Sie gedeiht auf feuchten Wiesen und an feuchten Waldrändern in Höhenlagen von 2500 bis 3500 Metern in den chinesischen Provinzen südwestliches Sichuan sowie nordwestliches Yunnan.[1]
    - Etagen-Primel, Terrakottaprimel (Primula bulleyana Forrest): Es gibt seit 1993 zwei Unterarten:[1]
      - Bees-Primel Burma-Primel (Primula bulleyana subsp. beesiana (Forrest) A.J.Richards, Syn.: Primula beesiana Forrest, Primula burmanica Balf. f. & Kingdon-Ward, Primula leucantha Balf. f. & Forrest, Primula beesiana subsp. leucantha (Balf. f. & Forrest) W.W.Sm. & Forrest): Sie hat seit 1993 den Rang einer Unterart und kommt im nördlichen Myanmar in den chinesischen Provinzen südwestliches Sichuan sowie nördliches Yunnan vor.[1]
      - Bulley-Primel (Primula bulleyana subsp. bulleyana): Sie gedeiht auf feuchten Wiesen in Höhenlagen von 2600 bis 3200 Metern in den chinesischen Provinzen südwestliches Sichuan sowie nordwestliches Yunnan (nur Lijiang Xian).[1]
      - Bunte Etagen-Primel (Hybride Primula ×bullesiana, Syn.: Primula beesiana × Primula bulleyana)

    - Yunnan-Primel (Primula chungensis Balf. f. & Kingdon-Ward): Sie gedeiht in Höhenlagen von 2900 bis 3200 Metern im südöstlichen Tibet und in den chinesischen Provinzen nordwestliches Sichuan sowie nordwestliches Yunnan.[1]
    - Cockburn-Primel (Primula cockburniana Hemsl.): Sie gedeiht in Höhenlagen von 2900 bis 4200 Metern nur im westlichen Sichuan.[1]
    - Japan-Primel/Japanische Etagen-Primel (Primula japonica A.Gray): Sie kommt in Japan vor.
    - Primula miyabeana T.Ito & Kawak.: Sie gedeiht an feuchten Standorten in Wäldern in Höhenlagen von 2500 bis 3500 Metern in Taiwan.[1]
    - Poisson-Primel (Primula poissonii Franch.): Sie gedeiht in Höhenlagen von 2500 bis 3100 Metern in den chinesischen Provinzen westliches Sichuan und zentrales bis nördliches Yunnan.[1]
    - Primula polonensis Kingdon-Ward: Die Heimat ist Indien.
    - Primula prenantha Balf. f. & W.W.Sm.: Es gibt etwa zwei Unterarten:[1]
    - Primula prenantha subsp. morsheadiana (Kingdon-Ward) Chen & C.M.Hu : Sie gedeiht auf alpinen Matten in Höhenlagen von 3500 bis 4000 Metern nur im südöstlichen Tibet.[1]
    - Primula prenantha Balf. f. & W.W.Sm. subsp. prenanthaim nordöstlichen Indien, in Bhutan, Nepal, nördlichen Myanmar, im südöstlichen Tibet und im nordwestlichen Yunnan vor.[1]
    - Primula prolifera Wall. (Syn.: Primula helodoxa Balf. f., Primula ianthina Balf. f. & Cave, Primula smithiana Craib): Sie kommt im südwestlichen China, in Myanmar, Indonesien und auf dem nördlichen indischen Subkontinent vor.
    - Sichuan-Primel (Primula pulverulenta Duthie): Dieser Endemit gedeiht auf feuchten Wiesen in Höhenlagen von 2200 bis 2500 Metern nur im Kangding Xian sowie Shimian Xian im westlichen Sichuan.[1]
    - Primula secundiflora Franch. (Syn.: Primula vittata Bureau & Franch.): Sie gedeiht in Höhenlagen von 3200 bis 4800 Metern im östlichen Tibet und in den chinesischen Provinzen östliches Qinghai, westliches Sichuan sowie nordwestliches Yunnan[1]
    - Primula serratifolia Franch.: Sie kommt im nördlichen Myanmar, im südöstlichen Tibet und im nordwestlichen Yunnan vor.[1]
    - Primula wilsonii Dunn: Sie gedeiht in Höhenlagen von 2000 bis 3300 Metern in den chinesischen Provinzen westliches Sichuan sowie Yunnan.[1]

  - Sektion Pulchella (W.W.Sm. & H.R.Fletcher) A.J.Richards:
    - Primula pulchella Franch. (Syn. Primula pulchelloides Kingdon-Ward): Sie kommt im südöstlichen Tibet und in den chinesischen Provinzen südwestliches Sichuan sowie nordwestliches Yunnan vor.[1]

  - Sektion Sikkimensis Balf. f.:[11]
    - Mondscheinprimel (Primula alpicola (W.W.Sm.) Stapf): Sie kommt nur in Bhutan und im südöstlichen Tibet vor.[1]
    - Primula firmipes Balf. f. & Forrest (Syn.: Primula deleiensis Kingdon-Ward, Primula firmipes subsp. flexilipes (Balf. f. & Forrest) W.W.Sm. & Forrest, Primula flexilipes Balf. f. & Forrest): Sie kommt im nördlichen, Myanmar, im südöstlichen Tibet und im nordöstlichen Yunnan vor.[1]
    - Tibet-Primel (Primula florindae Kingdon-Ward): Sie gedeiht in Höhenlagen von 2600 bis 4000 Metern nur im östlichen Tibet.[1]
    - Primula ioessa W.W.Sm. (Syn.: Primula sikkimensis subsp. subpinnatifida W.W.Sm., Primula sikkimensis var. subpinnatifida W.W.Sm.): Sie gedeiht auf alpinen Matten in Höhenlagen von 3000 bis 4200 Metern nur im südöstlichen Tibet.[1]
    - Primula reticulata Wall.: Sie kommt im nordöstlichen Indien, in Sikkim, Bhutan, Nepal und im südlichen Tibet nur im Nyalam Xian vor.[1]
    - Sikkim-Primel (Primula sikkimensis Hook., Syn.: Primula pseudosikkimensis Forrest): Sie kommt im nordöstlichen Indien, in Sikkim, Bhutan, Nepal, Myanmar, in Tibet und in den chinesischen Provinzen westliches Sichuan sowie nordwestliches Yunnan vor.[1]
    - Primula waltonii Watt (Syn.: Primula prionotes Balf. f. & Watt): Sie kommt in Sikkim, Bhutan und im südlichen Tibet vor.[1]

  - Sektion Soldanelloides Pax:[11]
    - Ähren-Primel (Primula flaccida N.P.Balakr., Syn.: Primula nutans Delavay): Sie gedeiht in Höhenlagen von 2700 bis 3600 Metern in den chinesischen Provinzen westliches Guizhou, südwestliches Sichuan sowie Yunnan.[1]
    - Reid-Primel (Primula reidii Duthie): Das Verbreitungsgebiet liegt im nordwestlichen Himalaya.
    - Primula sapphirina Hook. f. & Thoms.: Sie kommt im nordöstlichen Indien, Sikkim, Bhutan, Nepal und im südlichen Tibet vor.[1]
    - Primula sherriffiae W.W.Sm.: Sie kommt im nordöstlichen Indien, Bhutan und südöstliche Tibet vor.[1]
    - Primula spicata Franch.: Dieser Endemit gedeiht auf steinigen Wiesen, an Ufern von Bächen und auf Felsen in Wäldern in Höhenlagen von 3000 bis 3700 Metern nur im Dali Xian in Yunnan.[1]
    - Primula wattii King ex Watt: Sie kommt in Bhutan und im nördlichen Indien vor.
    - Primula wigramiana W.W.Sm.: Sie kommt nur in Nepal vor.

  - Sektion Yunnanensis Balf. f.:
    - Primula blinii H.Lév. (Syn.: Primula asperulata N.P.Balakr., Primula florida Balf. f. & Forrest, Primula incisa Franch. nom. illeg., Primula incisa subsp. pectinata (Balf. f. & Forrest) W.W.Sm. & Forrest, Primula longipinnatifida F.H.Chen, Primula oresbia Balf. f., Primula pectinata Balf. f. & Forrest, Primula souliei subsp. florida (Balf. f. & Forrest) W.W.Sm. & Forrest, Primula souliei subsp. oresbia (Balf. f.) W.W.Sm. & Forrest): Sie gedeiht auf grasigen Südhängen, Rändern von Waldländern und alpinen Eichen-Wäldern in Höhenlagen von 3000 bis 4500 Metern in den chinesischen Provinzen westliches Sichuan sowie nördliches bis nordwestliches Yunnan.[1]
    - Primula membranifolia Franch. (Syn.: Primula longituba Forrest): Dieser Endemit gedeiht auf feuchten Felsen im tropischen Karst in Höhenlagen von 3000 bis 3300 Metern im westlichen Teil der chinesischen Provinz Yunnan.[1]
    - Primula souliei Franch. (Syn.: Primula legendrei Bonati , Primula parvula Pax & K.Hoffm., Primula souliei subsp. legendrei (Bonati) W.W.Sm. & Forrest): Dieser Endemit gedeiht in Felsspalten in Höhenlagen von etwa 4000 Metern nur im westlichen Sichuan.[1]
    - Primula yunnanensis Franch. (Syn.: Primula calcicola I.B.Balfour & Forrest, Primula fragilis Balf. f. & Kingdon-Ward, Primula kichanensis Franch. ex Petitm., Primula umbrella Forrest, Primula yunnanensis subsp. fragilis (Balf. f. & Kingdon-Ward) W.W.Smith & Forrest): Sie gedeiht auf Felsen im tropischen Karst in Höhenlagen von 2800 bis 3600 Metern in den chinesischen Provinzen südwestliches Sichuan sowie nordwestliches Yunnan.[1]
- 2002 ohne Sektionszugehörigkeit verbleiben (Auswahl):[14]
  - Primula caldaria W.W.Sm. & Forrest (Syn.: Primula caldaria var. nana W.W.Sm. & Forrest): Sie gedeiht an Bächen in der Nähe von heißen Quellen in Höhenlagen von 2200 bis 3000 Metern im östlichen Tibet und im nordwestlichen der Teil der chinesischen Provinz Yunnan.[1]
  - Primula efarinosa Pax: Sie gedeiht auf grasigen Berghängen und in lichten Wäldern in Höhenlagen von 2100 bis 2800 Metern in den chinesischen Provinzen westliches Hubei sowie östliches Sichuan.[1]
  - Primula sertulum Franch.: Dieser Endemit gedeiht in Felsspalten, auf die tropfendes Wasser einwirkt in Höhenlagen von 1400 bis 2000 Metern nur im Chengkou Xian sowie Nanchuan im östlichen Teil der chinesischen Provinz Sichuan.[1]
- Untergattung Auganthus (Link) Wendelbo:[15]
  - Sektion Auganthus (Link) Pax ex Balf. f.:
    - Primula filchnerae R.Knuth: Sie kommt nur im südlichen Teil der chinesischen Provinz Shaanxi vor und wird in Sichuan kultiviert.[1]
    - Chinesische Primel (Primula praenitens) Ker Gawl. (Syn. Auganthus praenitens Link, Oscaria chinensis Lilja, Primula mandarina Hoffmanns., Primula semperflorens Loisel. ex Steud., Primula sertulosa J.Kickx f., Primulidium sinense (Sabine ex Lindl.) Spach., Primula sinensis Sabine ex Lindl.): Sie gedeiht an schattigen Standorten in Schluchten und in Mischwäldern in Höhenlagen von etwa 1000 Metern nur im Anshun Xian in Guizhou und im Emei Shan in Sichuan. (In der Flora of China 1996 noch unter Primula sinensis.)[1]
    - Primula rupestris Balf. f. & Farrer (Syn. Primula calciphila Hutch.): Sie gedeiht nur an Kalksteinwänden in Höhenlagen von etwa 500 Metern in den chinesischen Provinzen westliches Shaanxi sowie südliches Hubei.[1]

  - Sektion Bullatae Pax:[11]
    - Primula bracteata Franch. (Syn.: Primula articulata W.W.Sm., Primula articulata var. sublinearis W.W.Sm., Primula dubernardiana Forrest, Primula henricii Bureau & Franch., Primula monbeigii Balf. f., Primula pseudobracteata Petitm., Primula pulvinata Balf. f. & Kingdon–Ward, Primula tapeina Balf. f. & Forrest, Primula ulophylla Hand.-Mazz.): Sie gedeiht in Felsspalten in Höhenlagen von 2500 bis 3500 Metern im östlichen Tibet und in den chinesischen Provinzen südwestliches Sichuan, nördliches sowie westliches Yunnan.[1]
    - Primula forrestii Balf. f. (Syn.: Primula bullata Franch. var. rufa (Balf. f.) W.W.Sm. & H.R.Fletcher, Primula rufa Balf. f., Primula redolens Balf. f. & Kingdon–Ward): Sie gedeiht in lichten Bergwäldern und in Felsspalten im tropischen Karst in Höhenlagen von 3000 bis 3200 Metern im nördlichen sowie westlichen Teil der chinesischen Provinz Yunnan.[1]
    - Primula rockii W.W.Sm.: Sie gedeiht in Felsspalten im tropischen Karst in Höhenlagen von 3000 bis 4400 Metern nur im Muli Xian im südwestlichen Sichuan und im Weixi Xian im nordwestlichen Yunnan.[1]

  - Sektion Cortusoides Balf. f.:[16]
    - Primula cortusoides L. (Syn.: Primula dentata Donn ex Roem. & Schult., Primula dentiflora Andrews): Sie kommt vom östlichen europäischen Teil Russlands über Sibirien und Zentralasien bis zur Mongolei vor.
    - Primula geraniifolia Hook. f. (Syn.: Primula heucherifolia Franch. subsp. humicola (Balf. f. & Forrest) W.W.Sm. & Forrest, Primula humicola Balf. f. & Forrest): Sie kommt im nordöstlichen Indien, Sikkim, Bhutan, Nepal, Myanmar, südöstlichen Tibet sowie im nordwestlichen Yunnan vor.[1]
    - Primula heucherifolia Franch. (Syn.: Primula gagnepainii Petitm., Primula lanata Pax & K.Hoffmann): Sie gedeiht in Höhenlagen von 2300 bis 2700 Metern nur im westlichen Teil der chinesischen Provinz Sichuan.[1]
    - Primula jesoana Miq. (Syn.: Primula paxiana Gilg nom. illeg., Primula hallaisanensis Nakai ex Kitag., Primula hondoensis Nakai & Kitag., Primula loeseneri Kitag., Primula maclarenii Balf. f., Primula tyoseniana Nakai ex Kitag., Primula yesomontana Nakai & Kitag., Primula yesomontana var. nudiuscula Nakai & Kitag., Primula jesoana var. pubescens (Takeda) Takeda & H.Hara, Primula jesoana var. glabra (Takeda) Takeda & H.Hara, Primula jesoana var. hallaisanensis (Nakai ex Kitag.) T.Yamaz., Primula jesoana subsp. pubescens (Takeda) Kitam.,): Sie kommt in Russlands Fernem Osten, im östlichen China, in Japan und Korea vor.
    - Primula kisoana Miq.: Die Heimat ist Japan.
    - Primula latisecta W.W.Sm.: Sie gedeiht in Wäldern in Höhenlagen von 3100 bis 3500 Metern nur im südlichen Teil des Autonomen Gebiets Tibet vor.[1]
    - Alpen-Heilglöckchen (Primula matthioli (L.) V.A.Richt., Syn.: Cortusa matthioli L.):[16] Die etwa elf Unterarten sind in Eurasien weitverbreitet.
      - Primula matthioli subsp. altaica (Losinsk.) Kovt. (Syn.: Cortusa altaica Losinsk., Cortusa matthioli subsp. altaica (Losinsk.) Korobkov): Diese Neukombination erfolgte 2011. Sie ist vom europäischen Teil Russlands bis Sibirien sowie die Mongolei verbreitet.[16]
      - Primula matthioli subsp. brotheri (R.Knuth) Kovt. (Syn.: Cortusa brotheri (R.Knuth) Losinsk., Primula brotheri (R.Knuth) Sutorý): Diese Neukombination erfolgte 2013. Sie ist von Zentralasien über den westlichen Himalaja und den Altai bis zur Mongolei, Tibet sowie Xinjiang verbreitet.[16]
      - Primula matthioli subsp. discolor (Vorosch. & Gorovoj) Kovt. (Syn.: Cortusa discolor Vorosch. & Gorovoj): Diese Neukombination erfolgte 2011. Dieser Endemit kommt nur in der Region Primorje vor.[16]
      - Primula matthioli subsp. himalaica (Losinsk.) Kovt. (Syn.: Cortusa himalaica Losinsk.): Diese Neukombination erfolgte 2013. Sie kommt von Afghanistan über Pakistan bis zum westlichen Himalaja vor.[16]
      - Primula matthioli (L.) V.A.Richt. subsp. matthioli (Syn.: Cortusa gradissima Schur, Cortusa matthioli subsp. moravica (Podp.) Soják, Primula cortusa Sander ex A.Richt.): Sie ist in Europa verbreitet.[16]
      - Primula matthioli subsp. mongolica (Losinsk.) Kovt. (Syn.: Cortusa mongolica Losinsk.): Diese Neukombination erfolgte 2011. Sie kommt nur in der nördlichen Mongolei vor.
      - Primula matthioli subsp. pekinensis (V.A.Richt.) Kovt. (Syn.: Cortusa coreana (Nakai) Nakai, Cortusa matthioli subsp. pekinensis (A.G.Richt.) Kitag., Cortusa pekinensis (A.G.Richt.) Losinsk., Primula coreana Nakai): Diese Neukombination erfolgte 2011. Sie kommt im nördliche China, in der Inneren Mongolei, in Korea sowie der Region Primorje vor.[16]
      - Primula matthioli subsp. pubens (Schott, Nyman & Kotschy) Kovt. (Syn.: Cortusa pubens Schott, Nyman & Kotschy): Diese Neukombination erfolgte 2013. Dieser Endemit kommt nur in den südlichen Karpaten in Rumänien vor.[16]
      - Primula matthioli subsp. sachalinensis (Losinsk.) Kovt. (Syn.: Cortusa matthioli var. sachalinensis (Losinsk.) T.Yamaz., Cortusa amurensis Fed., Cortusa jozana Miyabe & Tatew., Cortusa sachalinensis Losinsk., Cortusa sachalinensis var. amurensis (Fed.) Vorosch.): Diese Neukombination erfolgte 2011. Sie kommt in Russlands Fernem Osten und im nördlichen Japan vor.[16]
      - Primula matthioli subsp. sibirica (Andrz. ex Besser) Kovt. (Syn.: Cortusa matthioli subsp. sibirica (Andrz. ex Besser) Nyár., Cortusa sibirica Andrz. ex Besser, Cortusa insularis Miyabe & Tatew., Cortusa jacutica Losinsk.): Diese Neukombination erfolgte 2011. Sie kommt von Sibirien bis Russlands Fernem Osten vor.[16]
      - Primula matthioli subsp. turkestanica (Losinsk.) Kovt. (Syn.: Cortusa matthioli subsp. turkestanica (Losinsk.) Iranshahr & Wendelbo, Cortusa turkestanica Losinsk.): Diese Neukombination erfolgte 2013. Sie kommt von Zentralasien bis Afghanistan vor.[16]

    - Primula minkwitziae W.W.Sm.: Sie kommt nur in Kasachstan vor.
    - Primula mollis Nutt. ex Hook. (Syn.: Primula seclusa Balf. f. & Forrest): Sie kommt in Bhutan, im nördlichen Myanmar und im westlichen Yunnan nur im Pianma Xian sowie Tengchong Xian vor.[1]
    - Vielnervige Primel oder Veitch-Primel (Primula polyneura Franch., Syn.: Primula hymenophylla Balf. f. & Forrest, Primula lichiangensis (Forrest) Forrest, Primula sataniensis Balf. f. & Farrer, Primula sikuensis Balf. f. & Farrer, Primula veitchii Duthie): Sie gedeiht an Rändern von Waldländern, entlang Fließgewässern in Tälern in Höhenlagen von 2000 bis 4000 Metern im südöstlichen Tibet und in den chinesischen Provinzen südöstliches Gansu, westliches Sichuan sowie nordwestliches Yunnan.[1]
    - Primula septemloba Franch.: Es gibt etwa zwei Varietäten:[1]
      - Primula septemloba var. minor Kingdon-Ward: Sie gedeiht auf Felsen in der Krautschicht von Wäldern in Höhenlagen von 3100 bis 3400 Metern nur im südlichen Tibet.[1]
      - Primula septemloba Franch. var. septemloba: Sie gedeiht im Waldland und an Fließgewässern in Höhenlagen von 2400 bis 4000 Metern in den chinesischen Provinzen südwestliches Sichuan sowie nordwestliches Yunnan.[1]

    - Siebolds Primel (Primula sieboldii E.Morren, Syn.: Primula cortusoides var. sieboldii (É.Morren) G.Nicholson, Primula cortusoides var. amoena Lindl., Primula cortusoides var. grandiflora Lem., Primula cortusoides var. patens Turcz., Primula cortusoides var. striata Lindl., Primula gracilis Stein, Primula patens (Turcz.) Turcz. ex E.A.Busch nom. illeg., Primula sieboldii var. alba É.Morren, Primula sieboldii var. grandiflora É.Morren, Primula sieboldii var. lilacina É.Morren, Primula sieboldii var. patens (Turcz.) Kitag., Primula sieboldii var. striata (Lindl.) É.Morren): Sie kommt im südöstlichen Sibirien, in Korea, Japan, in der östlichen Inneren Mongolei und in den chinesischen Provinzen Heilongjiang, Jilin sowie Liaoning vor.[1]
    - Primula sinomollis Balf. f. & Forrest (Syn.: Primula cinerascens Franch. subsp. sinomollis (Balf. f. & Forrest) W.W.Sm. & Forrest, Primula cinerascens subsp. sylvicola (Hutch.) W.W.Sm. & Forrest, Primula sylvicola Hutch.): Dieser Endemit gedeiht in lichten Wäldern in Höhenlagen von 1800 bis 2700 Metern nur im Longling Xian sowie Tengchong Xian im westlichen Teil der chinesische Provinz Yunnan.[1]

  - Sektion Dryadifolia Balf. f.:
    - Primula dryadifolia Franch.: Es g,ibt etwa drei Unterarten:[1]
      - Primula dryadifolia subsp. chlorodryas (W.W.Smith) Chen & C.M.Hu (Syn.: Primula chlorodryas W.W.Sm.): Dieser Endemit gedeiht auf Kalksteinfelsblöcken in Höhenlagen von etwa 4500 Metern nur im nordwestlichen Yunnan.[1]
      - Primula dryadifolia Franch. subsp. dryadifolia Sie kommt im nördlichen Myanmar, im südöstlichen Tibet und in den chinesischen Provinzen westliches Sichuan sowie nordwestliches Yunnan vor.[1]
      - Primula dryadifolia subsp. jonardunii (W.W.Smith) Chen & C.M.Hu (Syn.: Primula jonardunii W.W.Sm., Primula oreina Balf. f. & R.E.Cooper): Sie kommt in Bhutan und im südlichen bis südöstlichen Tibet vor.[1]

  - Sektion Malvaceae Balf. f.:
    - Primula aromatica W.W.Sm. & Forrest: Dieser Endemit gedeiht in Felsspalten im tropischen Karst in Höhenlagen von 2800 bis 3300 Metern nur im nordwestlichen Teil der chinesischen Provinz Yunnan.[1]
    - Primula bathangensis Petitm. (Syn.: Primula pintchouanensis Petitm., Primula racemosa Bonati, Primula stephanocalyx Hand-Mazz., Primula microstachys Balf. f. & Forrest, Primula tenana Bonati ex Balf. f.): Sie gedeiht in Höhenlagen von 2000 bis 3700 Metern in den chinesischen Provinzen südwestliches Sichuan, nördliches sowie westliches Yunnan.[1]
    - Primula celsiiformis Balf. f (Syn.: Primula racemosa H.Lév.): Sie gedeiht auf Bergen in Felsspalten in Höhenlagen von 600 bis 2500 Metern in den chinesischen Provinzen südwestliches Sichuan sowie nordöstliches Yunnan.[1]
    - Primula malvacea Franch. (Syn.: Primula atrotubata W.W.Sm. & Forrest, Primula barybotrys Hand-Mazz., Primula langkongensis Forrest): Sie gedeiht auf Kalkfelsen auf offenen Hängen und an Waldrändern in Höhenlagen von 2300 bis 3700 Metern in den chinesischen Provinzen nordwestliches Sichuan sowie nördliches Yunnan.[1]
    - Primula saturata W.W.Sm. & H.R.Fletcher: Sie gedeiht in Mischwäldern und an Grashängen in Höhenlagen von 2100 bis 4000 Metern nur im westlichen Teil der chinesischen Provinz Sichuan.[1]

  - Sektion Monocarpicae Franch. ex Pax:
    - Primula forbesii Franch. (Syn. Primula androsacea Pax, Primula barbeyana Petitm., Primula forbesii Franch. subsp. androsacea (Pax) W.W.Sm. & Forrest, Primula multicaulis Petitm., Primula willmottiae Petitm.): Sie gedeiht an Rändern von Reisfeldern auf niedrigen Hügeln in Höhenlagen von 1500 bis 2000 Metern in den chinesischen Provinzen südwestliches Sichuan und zentrales sowie nordöstliches Yunnan.[1]
    - Primula interjacens F.H.Chen: Die zwei Varietäten gedeihen nur auf Felsen in Höhenlagen von etwa 2200 Metern im Jingdong Xian in Yunnan:[1]
      - Primula interjacens var. epilosa C.M.Hu
      - Primula interjacens F.H.Chen var. interjacens

    - Flieder-Primel, Brautprimel (Primula malacoides Franch., Syn.: Primula delicata Petitm., Primula forbesii Franch. subsp. delicata (Petitm.) W.W.Sm. & Forrest, Primula pseudomalacoides L.B.Stewart, Primula malacoides subsp. pseudomalacoides (Steward) W.W.Sm. & Forrest): Sie gedeiht an feuchten Standorten in der Nähe von Feldern, Gräben und Waldrändern in Höhenlagen von 1800 bis 3000 Metern in den chinesischen Provinzen westliches Guangxi, Guizhou sowie Yunnan.[1] Sie wurde 1896 nach Europa gebracht und seitdem wurden viele Sorten gezüchtet, die als Zierpflanzen verwendet werden.[1]

  - Sektion Obconicolisteri Balf. f.:
    - Primula asarifolia H.R.Fletcher: Dieser Endemit gedeiht in Mischwäldern in Höhenlagen von 1600 bis 2900 Metern nur im Zhenkang Xian im südwestlichen Teil der chinesischen Provinz Yunnan.[1]
    - Primula barbicalyx C.H.Wright (Syn.: Primula obconica Hance subsp. barbicalyx (C.H.Wright) W.W.Sm.): Dieser Endemit gedeiht in Felsspalten im tropischen Karst in Höhenlagen von 1500 bis 2900 Metern nur im Guangnan Xian sowie Mengzi Xian im südöstlichen Teil der chinesischen Provinz Yunnan.[1]
    - Primula dumicola W.W.Sm. & Forrest: Sie gedeiht nur auf Granitfelsen entlang von Bäche in Mischwäldern in Höhenlagen von 2400 bis 3000 Metern im östlichen Tibet sowie im nordwestlichen Yunnan.[1]
    - Primula filipes Watt (Syn.: Androsace cordifolia Wall.): Die Heimat ist die Himalaya-Region vom indischen Bundesstaat Assam über Bhutan bis Nepal.
    - Primula listeri King: Sie kommt auf dem nördlichen indischen Subkontinent vor.
    - Becher-Primel (Primula obconica Hance, Syn.: Primula obconica var. grandiflora hort.): Es gibt etwa fünf Unterarten:[1]
      - Primula obconica subsp. begoniiformis (Petitm.) W.W.Smith & Forrest (Syn.: Primula begoniiformis Petitm.): Sie gedeiht auf Felsen in Bergwäldern in Höhenlagen von 1600 bis 2200 Metern in den chinesischen Provinzen südwestliches Sichuan sowie westliches Yunnan.[1]
      - Primula obconica subsp. fujianensis C.M.Hu & G.S.He: Sie wurde 2002 aus Fujian erstbeschrieben.
      - Primula obconica subsp. nigroglandulosa (W.W.Smith & H.R.Fletcher) C.M.Hu (Syn.: Primula obconica var. nigroglandulosa W.W.Smith & H.R.Fletcher): Dieser Endemit kommt im westlichen Yunnan nur im Lushui Xian sowie Tengchong Xian vor.[1]
      - Primula obconica Hance subsp. obconica (Syn.: Primula bonatii R.Knuth, Primula petitmenginii Bonati, Primula poculiformis Hook. f., Primula obconica subsp. petitmenginii (Bonati) W.W.Sm. & Forrest): Sie gedeiht in Höhenlagen von 500 bis 2200 Metern in den chinesischen Provinzen Guangdong, Guangxi, Guizhou, Hubei, Hunan, Jiangxi, Sichuan sowie Yunnan.[1]
      - Primula obconica subsp. parva (I.B.Balfour) W.W.Smith & Forrest (Syn.: Primula parva I.B.Balfour): Dieser Endemit gedeiht an trockenen steilen Kalksteinwändern in Höhenlagen von 1800 bis 2000 Metern im zentralen Yunnan nur im Huize Xian sowie Kunming Shi.[1]
      - Primula obconica subsp. werringtonensis (Forrest) W.W.Smith & Forrest (Syn.: Primula werringtonensis Forrest, Primula obconica var. werringtonensis (Forrest) W.W.Smith & Forrest): Sie gedeiht in Ufergebüschen und in lichten Wäldern in Höhenlagen von 3000 bis 3300 Metern in den chinesischen Provinzen westliches Sichuan sowie nördliches Yunnan.[1]

    - Primula rubifolia C.M.Hu: Dieser Endemit gedeiht auf Felsen in Mischwäldern in Höhenlagen von 1600 bis 2900 Metern nur im Jingdong Xian in der chinesischen Provinz Yunnan.[1]
    - Primula sinolisteri Balf. f.: Es gibt etwa drei Varietäten:[1]
      - Primula sinolisteri var. aspera W.W.Smith & H.R.Fletcher: Dieser Endemit gedeiht auf Felsen und an bemoosten Böschungen schattiger Hängen die Täler begrenzen in Höhenlagen von 3000 bis 3300 Metern nur im Tengchong Xian im südwestlichen Yunnan.[1]
      - Primula sinolisteri var. longicalyx D.W.Xue & C.Q.Zhang: Sie wurde 2004 aus Yunnan erstbeschrieben.
      - Primula sinolisteri Balf. f. var. sinolisteri: Sie gedeiht an steinigen Grashängen und in lichten Wäldern in Höhenlagen von 2300 bis 3000 Metern im zentralen bis westlichen Yunnan.[1]

  - Sektion Pycnoloba Balf. f.:
    - Primula pycnoloba Bureau & Franch.: Sie gedeiht an Grashängen an Rändern von Waldländern in den Bergen in Höhenlagen von 1600 bis 2000 Metern im westlichen Teil der chinesischen Provinz Sichuan.[1]

  - Sektion Reinii Balf. f.: Es gibt vier Arten mit fünf Varietäten nur in Japan:[17]
    - Primula hidakana Miyabe & Kudô: Die Heimat ist Japan.
    - Primula reinii Franch. & Sav.: Es gibt vier Varietäten in Japan:
      - Primula reinii var. kitadakensis (H.Hara) Ohwi: Dieser Endemit kommt nur im zentralen Honshu vor.[17]
      - Primula reinii var. myogiensis H.Hara: Dieser Endemit kommt nur im zentralen Honshu vor.[17]
      - Primula reinii Franch. & Sav. var. reinii: Sie kommt vom südlichen zentralen Japan bis Izu-shoto vor.[17]
      - Primula reinii var. rhodotricha (Nakai & F.Maek.) Ohwi: Dieser Endemit kommt nur im zentralen Honshu vor.[17]

    - Primula takedana Tatew.: Dieser Endemit kommt nur auf der japanischen Insel Hokkaido vor.
    - Primula tosaensis Yatabe: Die Heimat ist Japan.
- Untergattung Auriculastrum Schott:[11][10]
  - Sektion Amethystina Balf. f.:[11]
    - Primula amethystina Franch.: Es gibt etwa drei Unterarten:[1]
      - Primula amethystina Franch. subsp. amethystina: Dieser Endemit gedeiht auf feuchten Wiesen auf Berggipfeln in Höhenlagen von etwa 4000 Metern nur im Cang Shan sowie Dali in Yunnan.[1]
      - Primula amethystina subsp. argutidens (Franch.) W.W.Sm. & H.R.Fletcher (Syn. Primula argutidens Franch., Primula argutidens subsp. riae (Pax & K.Hoffm.) W.W.Sm. & Forrest, Primula riae Pax & K.Hoffm.): Sie gedeiht auf alpinen Matten in Höhenlagen von 3500 bis 5000 Metern nur im westlichen Sichuan.[1]
      - Primula amethystina subsp. brevifolia (Forrest) W.W.Sm. & Forrest (Syn.: Primula brevifolia Forrest, Primula sikangensis Chen.): Sie gedeiht auf feuchten Wiesen in Höhenlagen von 3400 bis 5000 Metern im östlichen Tibet und in den chinesischen Provinzen westliches Sichuan sowie nordwestliches Yunnan.[1]

    - Primula kingii Watt: Sie im nordöstlichen Indien, Bhutan, Sikkim und im südöstlichen Tibet vor.[1]
    - Primula valentiniana Hand.-Mazz.: Sie kommt in Myanmar, im östlichen Tibet und nordwestlichen Yunnan vor.[1]

  - Sektion Auricula Duby:[18][11]
    - Allioni-Primel (Primula allionii Loisel.): Sie ist in Italien und Frankreich beheimatet.
    - Aurikel (Primula auricula L.): Die Heimat ist Mitteleuropa und Frankreich.
    - Petergstamm (Primula balbisii Lehm.)
    - Krainer Primel (Primula carniolica Jacq.): Die Heimat liegt in Slowenien.
    - Clusius-Primel (Primula clusiana Tausch)
    - Inntaler Primel, Rätische Primel oder Val Daone-Primel (Primula daonensis Leyb.)
    - Meergrüne Primel (Primula glaucescens Moretti)
    - Klebrige Primel (Primula glutinosa Wulfen)
    - Behaarte Primel (Primula hirsuta All.): Sie ist in Mitteleuropa sowie Südeuropa beheimatet.
    - Ganzblättrige Primel (Primula integrifolia L.)
    - Breitblättrige Primel (Primula latifolia Lapeyr.): Sie kommt in Spanien, Frankreich, Italien und in der Schweiz vor.[13]
    - Gewelltrandige Primel oder Seealpen-Primel (Primula marginata Curtis): Die Heimat ist Italien und Frankreich.
    - Zwerg-Primel oder Habmichlieb (Primula minima L.)
    - Palinuri-Primel (Primula palinuri Petagna): Sie kommt in Italien vor.[13]
    - Piemonteser Primel (Primula  pedemontana E.Thomas)
    - Bastard-Aurikel oder Garten-Aurikel (Primula ×pubescens) Wulfen
    - Pracht-Primel oder Ansehnliche Primel (Primula spectabilis Tratt.)
    - Südtiroler Primel (Primula tyrolensis Schott)
    - Zottige Primel (Primula villosa Wulfen)
    - Wulfens Primel oder Südostalpen-Primel (Primula wulfeniana Schott)

  - Sektion Cuneifolia (manchmal mit Sektion Suffrutescens):[11]
    - Primula cuneifolia Ledeb.: Sie kommt in British Columbia, Alaska, auf den Aleuten, Kurilen, in Russlands Fernem Osten und in Japan vor.

  - Götterblumen, Sektion Dodecatheon (L.) A.R.Mast & Reveal, Syn.: Gattung Dodecatheon L.:
    - Primula austrofrigida (K.L.Chambers) A.R.Mast & Reveal (Syn.: Dodecatheon austrofrigidum K.L.Chambers): Sie ist in den USA beheimatet.
    - Primula fragrans A.R.Mast & Reveal (Syn.: Dodecatheon jeffreyi var. redolens H.M.Hall, Dodecatheon redolens (H.M.Hall) H.J.Thomps.): Die Heimat sind die USA.
    - Primula hendersonii (A.Gray) A.R.Mast & Reveal (Syn.: Dodecatheon hendersonii A.Gray): Die Heimat ist Nordamerika.
    - Primula jeffreyi (Van Houtte) A.R.Mast & Reveal (Syn.: Dodecatheon jeffreyi hort. ex Van Houtte): Die Heimat ist Nordamerika.
    - Primula latiloba (A.Gray) A.R.Mast & Reveal (Syn.: Dodecatheon dentatum Hook.): Die Heimat ist Nordamerika.
    - Primula meadia (L.) A.R.Mast & Reveal (Syn.: Dodecatheon meadia L.): Die Heimat liegt in den USA.
    - Primula pauciflora (Greene) A.R.Mast & Reveal (Syn.: Dodecatheon pauciflorum Greene, Dodecatheon pulchellum (Raf.) Merr., Exinia pulchella Raf.): Die Heimat ist Nordamerika.
    - Primula standleyana A.R.Mast & Reveal (Syn.: Dodecatheon dentatum var. ellisiae (Standl.) N.H.Holmgren, Dodecatheon ellisiae Standl.): Die Heimat sind die USA.
    - Primula tetrandra (Suksd. ex Greene) A.R.Mast & Reveal (Syn.: Dodecatheon alpinum (A.Gray) Greene, Dodecatheon meadia var. alpinum A.Gray, Dodecatheon tetrandrum Suksd. ex Greene): Die Heimat liegt in den USA.
    - Primula utahensis (N.H.Holmgren) A.R.Mast & Reveal (Syn.: Dodecatheon dentatum Hook. var. utahense N.H.Holmgren, Dodecatheon utahense (N.H.Holmgren) Reveal): Die Heimat sind die USA.

  - Sektion Parryi W.W.Sm.:[11][10]
    - Primula angustifolia Torr.: Sie gedeiht in Höhenlagen von 2400 bis 4400 Metern in den US-Bundesstaaten Colora sowie New Mexico.[10]
    - Primula cusickiana (A.Gray) A.Gray: Sie gibt vier Varietäten in den westlichen USA:[10]
      - Primula cusickiana (A.Gray) A.Gray var. cusickiana: Sie gedeiht in Höhenlagen von 700 bis 1800 Metern in den US-Bundesstaaten Idaho, Nevada sowie Oregon.[10]
      - Primula cusickiana var. domensis (Kass & S.L.Welsh) N.H.Holmgren & S.Kelso: Diese gefährdete Art gedeiht in Höhenlagen von 2400 bis 2800 Metern nur in Utah.[10]
      - Primula cusickiana var. maguirei (L.O.Williams) N.H.Holmgren & S.Kelso: Dieser gefährdete Endemit gedeiht in Höhenlagen von etwa 1500 Metern nur im Logan Canyon in Utah.[10]
      - Primula cusickiana var. nevadensis (N.H.Holmgren) N.H.Holmgren & S.Kelso: Diese gefährdete Art gedeiht in Höhenlagen von 3100 bis 3600 Metern nur in den Bergen des östlichen Nevadas.[10]

    - Primula parryi A.Gray: Sie gedeiht in Höhenlagen von 2700 bis 4200 Metern in den US-Bundesstaaten Arizona, Colorado, Idaho, Montana, Nevada, New Mexico, Utah sowie Wyoming.[10]
    - New Mexico-Primel (Primula  rusbyi Greene, Syn.: Primula ellisiae Pollard & Cockerell): Sie gedeiht in Höhenlagen von 2400 bis 3300 Metern in den US-Bundesstaaten Arizona sowie New Mexico und in Mexiko.[10]

  - Sektion Suffrutescens A.J.Richards[11] (manchmal in Sektion Cuneifolia):
    - Primula suffrutescens A.Gray: Sie gedeiht in Höhenlagen von oberhalb 3300 Metern nur in Kalifornien.
- Untergattung Carolinella (Helmsl.) Wendelbo:[11]
  - Sektion Carolinella (Helmsl.) Pax:[11]
    - Primula calyptrata X.Gong & R.C.Fang: Sie wurde 2003 erstbeschrieben und gedeiht in immergrünen Lorbeerwäldern auf bemoostem Kalkstein, in Höhenlagen von 1700 bis 1870 Metern im südöstlichen Teil der chinesischen Provinz Yunnan.[1]
    - Primula chapaensis Gagnep. (Syn.: Primula huana W.W.Sm.): Sie gedeiht im tropischen Karst im nördlichen Vietnam und im Maguan Xian im südlichen Yunnan.[1]
    - Primula kwangtungensis W.W.Sm.: Dieser Endemit gedeiht an feuchten Felsen in Waldländern in Höhenlagen von etwa 200 Metern nur im Lechang Xian sowie Ruyuan Xian im nördlichen Teil der chinesischen Provinz Guangdong.[1]
    - Primula larsenii C.M.Hu: Die Heimat ist Thailand.
    - Primula partschiana Pax (Syn.: Carolinella cordifolia Hemsl., Primula cyclaminifolia Franch. ex Petitm.): Dieser Endemit gedeiht in Lorbeerwäldern in Höhenlagen von 2300 bis 2400 Metern nur im Jinping Xian im südöstlichen Teil der chinesischen Provinz Yunnan.[1]
    - Primula rugosa N.P.Balakr. (Syn.: Carolinella obovata Hemsl., Primula obovata (Hemsl.) Pax): Dieser Endemit gedeiht an feuchten Felsen in Wäldern in Höhenlagen von 1100 bis 1900 Metern nur im Pingbian Xian im südöstlichen Teil der chinesischen Provinz Yunnan.[1]
    - Primula wangii F.H.Chen & C.M.Hu: Sie gedeiht auf Hügeln in tropischen Karst in den chinesischen Provinzen westliches Guangxi sowie südöstliches Yunnan.[1]
- Untergattung Pinnatae A.J.Richards:[11]
  - Primula cicutariifolia Pax (Syn.: Primula erodioides Schltr., Primula ranunculoides F.H.Chen, Primula ranunculoides var. minor F.H.Chen.): Sie gedeiht an feuchten, moosbewachsenen Felsen in Waldländern und entlang von Fließgewässern in Höhenlagen von 500 bis 1000 Metern in den chinesischen Provinzen südliches Anhui, östliches Hubei, Hunan, nördliches Jiangxi sowie nördliches Zhejiang.[1]
  - Primula merrilliana Schltr.: Dieser Endemit gedeiht an grasigen Standorten in Schluchten in Höhenlagen von 800 bis 1100 Metern nur im Huang Shan sowie Shexian Xian im südlichen Teil der chinesischen Provinz Anhui.[1]
- Untergattung Primula:[11]
  - Sektion Primula:[11][10] Sie enthält bis 2012 sechs Arten, Schmidt‐Lebuhn et al. 2012 stellen Primula grandis Trautv. als siebte Art hinzu statt dafür eine eigene Sektion Sredinskya bestehen zu lassen:[19]
    - Hohe Schlüsselblume (Primula elatior (L.) Hill):[19] Sie ist in Europa weit verbreitet und besiedelt in Vorderasien die Türkei, den Iran sowie die Kaukasusregion und im südlichen Sibirien die russische Republik Altai.
    - Teppich-Primel (Primula juliae Kusn.):[19] Die Heimat ist die Kaukasusregion.
    - Schwarzmeer-Primel (Primula megaseifolia Boiss.):[19] Sie kommt in der Türkei und in Georgien vor.
    - Primula renifolia Volgunov: Sie besitzt innerhalb der Sektion das kleinste Areal und ist ein Endemit der Dombai-Berge in Karatschai-Tscherkessien, direkt nördlich der russisch-georgischen Grenze.[19]
    - Echte Schlüsselblume (Primula veris L., Syn.: Primula officinalis (L.) Hill):[19] Sie ist in Europa weit verbreitet und besiedelt in Vorderasien die Türkei, den Iran sowie die Kaukasusregion.
    - Stängellose Schlüsselblume (Primula vulgaris Huds., Syn.: Primula acaulis (L.) Hill, Primula veris var. acaulis L.):[19] Sie ist in Europa weit verbreitet, besiedelt Vorderasien und erreicht mit Algerien Nordafrika.

  - Sektion Sredinskya Stein:[11] Sie enthält nur eine Art:
    - Primula grandis Trautv.: Die Heimat ist der Westkaukasus.
- Untergattung Sphondylia (Duby) Rupr.:[11]
  - Sektion Sphondylia Duby:[11]
    - Primula floribunda Wall. (Syn. Androsace obovata Wall.): Die Heimat ist Afghanistan, Pakistan und der nördliche indische Subkontinent.
      - Primula ×kewensis W.Watson (= Primula floribunda × Primula verticillata)

    - Primula verticillata Forssk.: Die Heimat ist die Arabische Halbinsel.

Folgende Primula-Arten sind hier noch keinen Untertaxa zugeteilt (Auswahl):
- Primula denticuloides Y.J.Nasir: Die Heimat ist Pakistan.
- Primula duthieana Balf. f. & W.W.Sm. (Syn. Primula moorcroftiana var. flavida W.W.Sm.): Das Verbreitungsgebiet liegt im nordwestlichen Himalaya.
- Primula hazarica Duthie: Die Heimat ist Pakistan.
- Primula inayatii Duthie: Das Verbreitungsgebiet liegt im nordwestlichen Himalaya.
- Primula pamirica Fed.: Das Verbreitungsgebiet liegt in zentralasiatischen Gebirgen und im nordwestlichen Himalaya.
- Primula schlagintweitiana Pax: Das Verbreitungsgebiet liegt im nordwestlichen Himalaya.
- Primula warshenewskiana B.Fedtsch. (Syn.: Primula harrissii Balf. f., Primula radicata Balf. f. & W.W.Sm., Primula rosea var. harrissii (Balf. f.) W.W.Sm. & Fletcher, Primula rosiflora Balf. f. & W.W.Sm.): Die Heimat liegt in Turkmenistan, Tadschikistan, Afghanistan und Pakistan.

## Nutzung

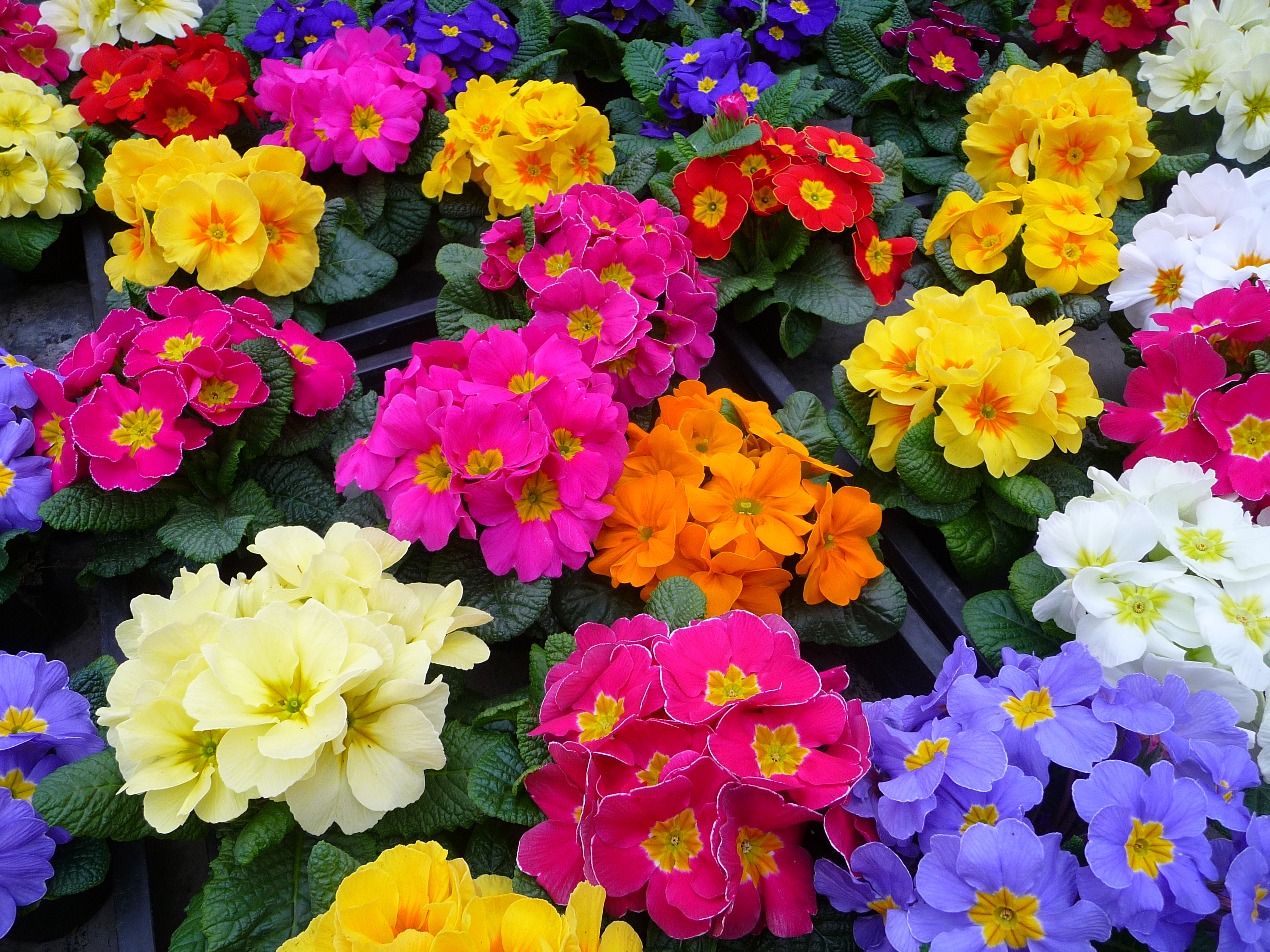
Primula vulgaris-Hybride, Kulturform, verschiedene Primel-Sorten in reicher Farbauswahl

### Primeln als Zierpflanzen
Von einigen Arten und Hybriden werden Sorten als Zierpflanzen verwendet.
Wo etwa Kalk- und Urgestein aufeinandertreffen, findet man oft fruchtbare Kreuzungen zwischen Aurikel und Behaarter Primel. Diese als Bastard-Aurikel (Primula ×pubescens) bekannte Form ist Stammform vieler Primelsorten.
Weitere zahlreiche Arten (asiatische und insbesondere chinesische) werden auch als Zierpflanzen kultiviert. Hybriden zwischen den einzelnen Arten sind nicht selten. Sie finden in verschiedenen Farben als beliebte Beet- und Balkonpflanzen Verwendung. Es gibt auch viele Sorten für kühle Zimmer. Bekannt als blühende Topfpflanzen ist hier beispielsweise die Becher-Primel (Primula obconica).

### Primeln als Heilpflanze
Weitere Informationen bei den einzelnen Arten.
Als Heilpflanze werden Primel-Arten wegen ihres hohen Gehaltes an Saponinen eingesetzt. Diese Substanzen wirken z. B. bei Erkältungskrankheiten und chronischer Bronchitis sekretolytisch (schleimlösend) und expektorierend, d. h., sie fördern den Auswurf von Schleim.
Die Blüten der Schlüsselblumen, Himmel- oder Johannesschlüssel liefern: Flores Primulae. Man sammelt die Blüten im Frühjahr bei sonnigem Wetter, befreit sie von den Kelchen, trocknet sie bei gelinder
Wärme und bewahrt sie in dichtgeschlossenen Gefäßen auf. In den Blüten, hauptsächlich in den Kelchblättern, kommen Saponine vor (besonders die Primulasäure) – ca. 2 %. In den übrigen Blütenteilen kommen hauptsächlich Flavonoide, Carotinoide, Spuren von ätherischem Öl, und Enzyme (Primverase) vor. Der Tee wird als mild wirkendes Sekretolytikum (schleimlösendes Mittel) bei Husten, gegen Bronchitis und Erkältungskrankheiten verwendet. Weiterhin wird in der Volksmedizin die Blüte als Nervenmittel gegen Kopfschmerzen, Neuralgien, Gliederzittern, Schwindelgefühl und als Herztonikum genutzt. Die Schlüsselblume (bezogen auf Primula officinalis und Primula veris) wurde früher auch lateinisch als Herba paralysis bezeichnet.
Unterirdische Pflanzenteile = Radix Primulae: Aufgrund ihres hohen Saponingehalts werden Primeln als Phytotherapeutikum eingesetzt. Sie werden vor allem zur Verflüssigung des Sputums bei chronischer Bronchitis mit Hustenreiz in Form von Hustentee, -säften und -tropfen verordnet. Zusätzlich zu den Wirkungen der Blüte in der Volksmedizin noch gegen Asthma, Keuchhusten und Gicht.
Aus den frischen Blüten bereitete man einen sogenannten Maitrank, den Schlüsselblumenwein.
Die mehligen oder öligen Drüsensekrete diverser Arten können Hautirritationen und teilweise auch allergische Reaktionen auslösen. Die orale Aufnahme kann mitunter zu Vergiftungserscheinungen wie Magenschmerzen, Übelkeit, Brechreiz und Diarrhöe (Durchfall) führen.

### Weiterführende Literatur
- Yun-Jiao Liu, Juan Liu, Chi‐Ming Hu, Gang Hao: Non-monophyly of Primula subgenera Auganthus and Carolinella (Primlaceae) as confirmed by the nuclear DNA sequence variation. In: Plant Systematics and Evolution, Volume 301, 2015, S. 2057–2071. doi:10.1007/s00606-015-1207-0
- Mehmet Fırat, Magnus Lidén: The genus Evotrochis (Primulaceae) resurrected. In: Acta Biologica Turcica, Volume 34, Issue 4, Mai 2021, S. 161–168. PDF.